# Goetheanum

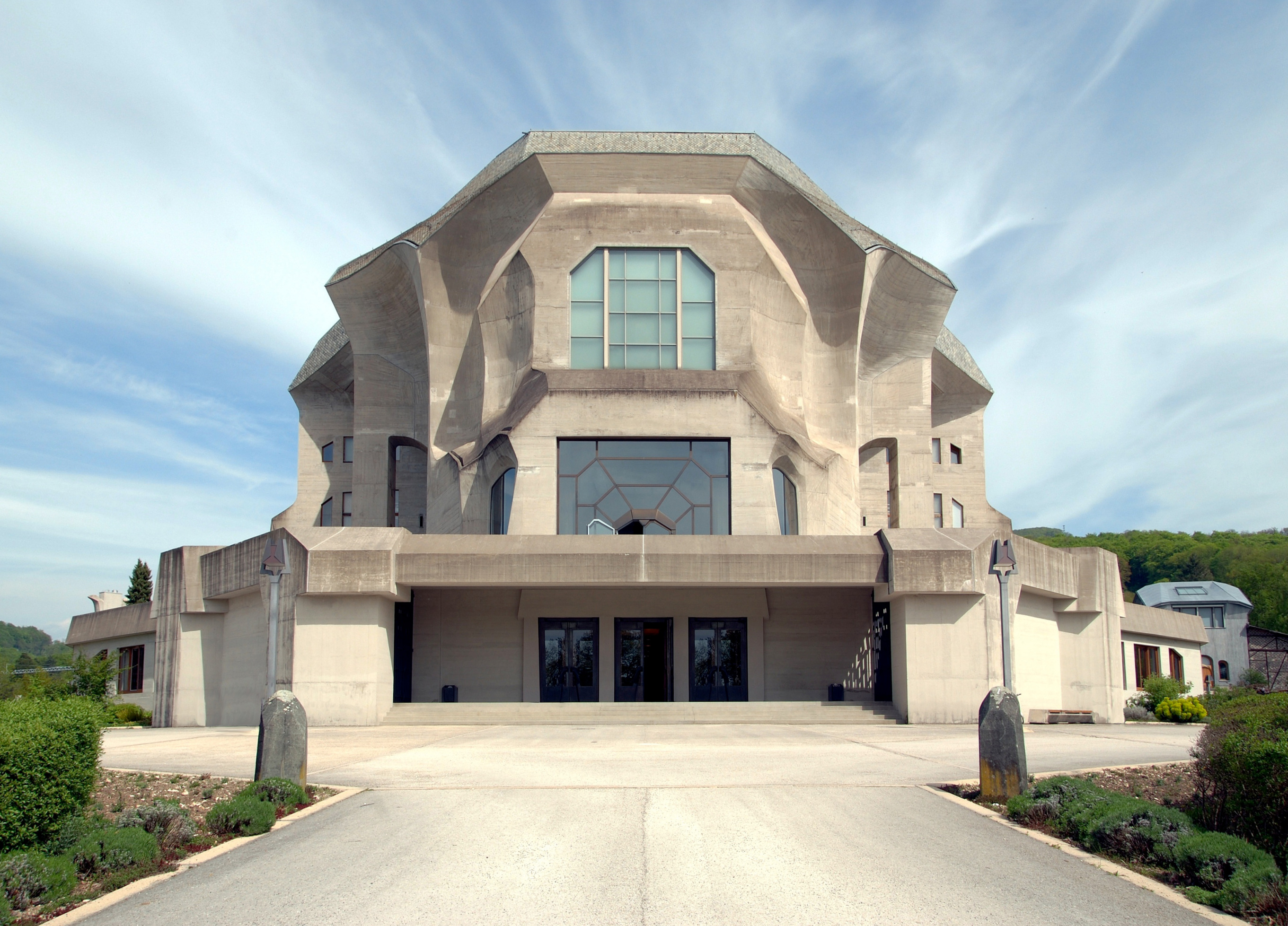
Westfassade des Goetheanums

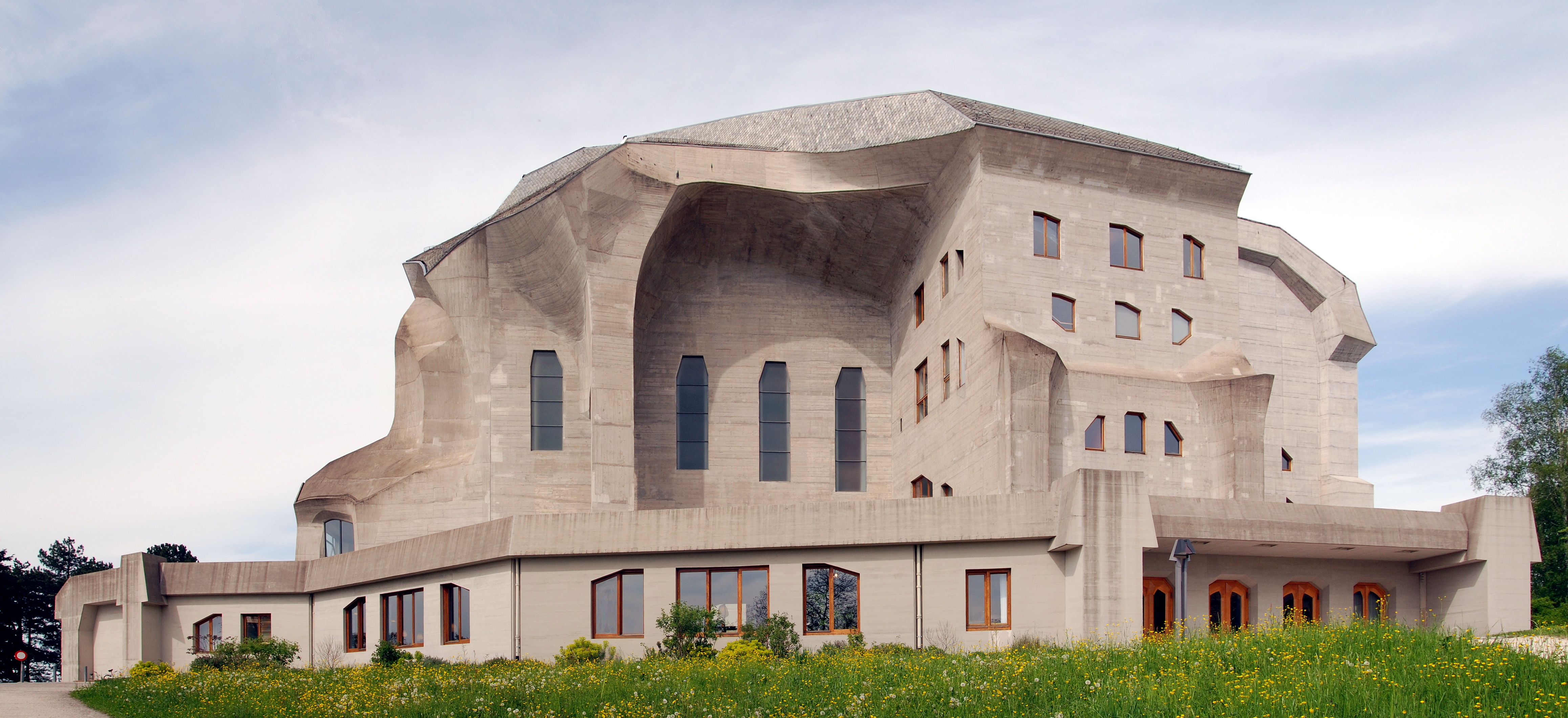
Südfassade

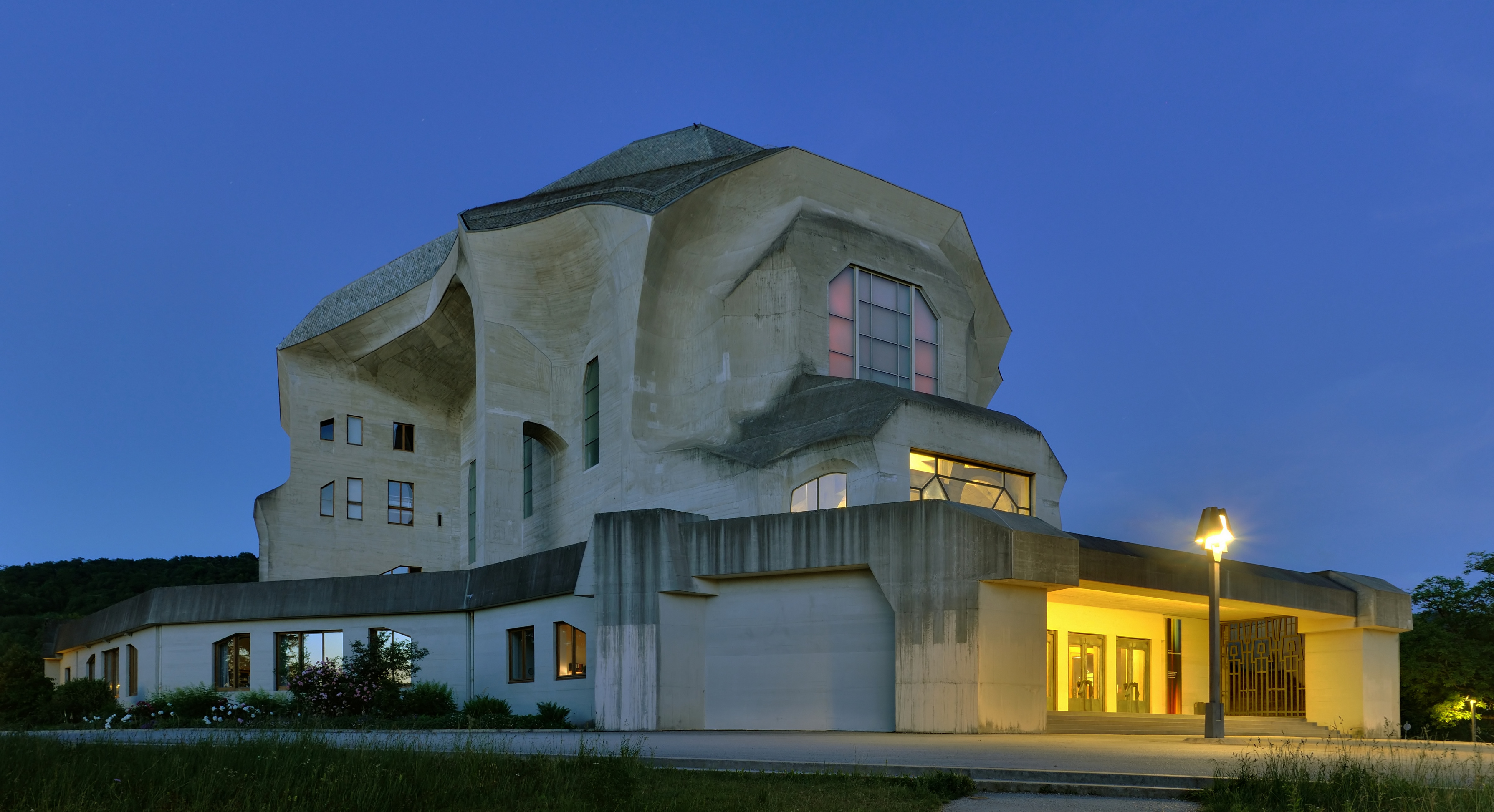
Nordwestansicht bei Nacht

Das Goetheanum ist ein Gebäude in Dornach (Kanton Solothurn) in der Schweiz, rund zehn Kilometer südlich von Basel. Es dient als Sitz und Tagungsort der Allgemeinen Anthroposophischen Gesellschaft und der Freien Hochschule für Geisteswissenschaft sowie auch als Festspielhaus und Theaterbau. Benannt ist es nach Johann Wolfgang von Goethe. Nachdem in der Silvesternacht 1922/23 das ebenfalls als Goetheanum bezeichnete Vorgängergebäude durch Brandstiftung zerstört worden war, entstand an gleicher Stelle in den Jahren 1925 bis 1928 der heute bestehende Bau. Beide Entwürfe stammen von Rudolf Steiner, dem Begründer der Anthroposophie. An dem monumentalen Sichtbetonbau mit weit gespanntem Dach ist der weitgehende Verzicht auf rechte Winkel auffällig. Das stilistisch oft dem Expressionismus zugerechnete monolithisch-organische Bauwerk wirkt skulptural geformt und sollte nach Steiners Vorstellung «das Wesen organischen Gestaltens» zum Ausdruck bringen. Zusammen mit anderen stilistisch ähnlichen Bauten in der näheren Umgebung bildet das seit 1993 unter Denkmalschutz stehende Goetheanum ein Ensemble, das zu den Kulturgütern von nationaler Bedeutung im Kanton Solothurn zählt. Als grundlegendes bauliches Vorbild hat das Goetheanum zudem Impulse für die gesamte anthroposophische Architektur gegeben, zu denen beispielsweise die Gebäude vieler Waldorfschulen zählen.

## Geschichte

### Standortsuche eines Gemeinschaftsortes

Theosophische Gesellschaft im Saal des Münchener Kongresses, Rudolf Steiner sitzt in der ersten Reihe als erster Mann von links (1907)

1902 wurde Rudolf Steiner in Berlin zum Generalsekretär der deutschen Sektion der Theosophischen Gesellschaft gewählt, aus der später die anthroposophische Strömung hervorging. Die Föderation Europäischer Sektionen der Theosophischen Gesellschaft führte jährlich einen internationalen Kongress durch. 1907 gelang es Steiner, diesen internationalen Kongress erstmals auf deutschem Boden zu organisieren. Dafür wurden Räume benötigt, die sowohl zum Erörtern weltanschaulicher Fragen als auch für künstlerische Darbietungen geeignet waren. In dem Jahr begann seine architektonische Tätigkeit, indem er die gemieteten Räume der Tonhalle in München für diese in die anthroposophische Geschichte als Münchener Kongress eingegangene Veranstaltung temporär umgestaltete. Die künstlerische Innendekoration des Saals bestand aus sieben hohen Brettern, auf die Säulen gemalt waren, sowie Tondi, die sich mit den sieben apokalyptischen Siegeln abwechselten. Die plastische Gestaltung der Kapitelle stellte bestimmte planetarische Entwicklungszustände der Erde dar, die sich je nach geistiger Wahrnehmung unterscheiden sollten. Bereits die Gestaltung des gemieteten Saals deutete an, dass die künstlerische Absicht auf die Verwirklichung eines realen Bauwerks abzielte.
München entwickelte sich zum wichtigsten Treffpunkt der Mitglieder der Deutschen Sektion der Theosophischen Gesellschaft. Ihre Veranstaltungen fanden zumeist in gemieteten Theater- und Kongressräumen statt. Nachdem zunächst Erfahrungen mit der Einstudierung von Dramen von Édouard Schuré gesammelt wurden, begann Steiner selbst, sich als Autor und Regisseur für Sprechtheater zu versuchen. 1910 entstand so Die Pforte der Einweihung, ein Mysteriendrama, das sich stark anlehnte an Goethes Märchen von der Grünen Schlange und der schönen Lilie. Die Einstudierung erfolgte mit Profi- und Laienschauspielern gemeinsam in einer Art Sommerretreat. In den Folgejahren bis 1913 wuchs das Projekt aus zu einer Tetralogie mit einer Aufführungsdauer von jeweils etwa sieben Stunden. Mit der grösser werdenden Anzahl der Mitglieder kam der Wunsch auf, für die geistige Arbeit und das künstlerische Schaffen ganzjährig eigene Räume zu haben. Steiner selbst befürchtete, dass ohne einen dauerhaften Gemeinschaftsort die von ihm geförderte Strömung wieder unterginge, und er betrieb im Jahr 1912 massgeblich die Abspaltung von der theosophischen Gesellschaft. Sein Ziel war eine europäisch-christlich ausgerichtete Strömung, die sich fortan Anthroposophie nannte.
Durch Steiners Ausgestaltung der Münchner Tonhalle fühlte sich der Anhänger Ernst August Karl Stockmeyer inspiriert, sich mit den Kunst- und Architekturideen zu beschäftigen. Stockmeyer malte und modellierte in Malsch bei Karlsruhe einen Kuppelraum mit Säulen, der an der Hauptkuppel nur eine einzige Öffnung aufwies. Die Öffnung war so konzipiert, dass zum Frühlingsanfang morgens gegen 9 Uhr das Sonnenlicht auf einen bestimmten Punkt im Inneren fallen würde. Stockmeyer zeigte Steiner seinen Entwurf im Frühjahr 1908. An den Planungen für das sogenannte Malsche Modell war Steiner grundsätzlich sehr interessiert. Allerdings erschien ihm ein monumentales Bauwerk ohne geeigneten Bühnen- und Zuschauerraum wenig geeignet. Dazu war der Standort in einem einsamen Waldgebiet, den Stockmeyer dafür erkoren hatte, verkehrsmässig nur schwer zugänglich. Das okkulte Bauwerk wurde als begehbares Modell verwirklicht; Steiner kehrte jedoch nach der Grundsteinlegung in der Nacht vom 5. auf den 6. April 1909 nie mehr an den Ort zurück und das Projekt geriet schnell in Vergessenheit. Dennoch gilt es als Vorbild für Steiners Kulisse des «Sonnentempels» in seinen ersten beiden Mysteriendramen. Das lange Jahre dem Verfall preisgegebene Bauwerk wurde 1976 von Baden-Württemberg als Kulturdenkmal anerkannt. Ein Verein kümmert sich seither um den Erhalt und die Pflege des Bauwerks.

### Projekt Johannesbau in München

Schnittdarstellung des Johannesbaus in München: Das architektonische Konzept der ineinander verlaufenden Doppelkuppeln wurde später im ersten Goetheanum verwirklicht.

Auf Initiative Steiners wurde der Architekt Carl Schmid-Curtius (1884–1931) beauftragt, Entwürfe für ein Grundstück in München-Schwabing anzufertigen. Das Bauprojekt sah einen Doppelkuppelbau vor und erhielt den Namen Johannesbau nach der Hauptgestalt Johannes Thomasius aus Rudolf Steiners Mysteriendramen. Die Beteiligung Steiners an den Plänen beschränkte sich auf die Gestaltung der Bühne und auf kleinere Detailarbeiten. Der Plan für diesen Bau stiess jedoch bei der städtischen Behörde, der benachbarten Kirche und bei den Anwohnern auf erheblichen Widerstand, und Verhandlungen zur Realisierung des Bauvorhabens erwiesen sich als langwierig.
1912 traf Steiner im Herbst während einer Vortragsreihe in Basel auf den Zahnarzt Emil Grosheintz (1867–1946), ein aktives, wohlhabendes Mitglied, das bereits den Münchener Kongress besucht hatte. Grosheintz lud Steiner auf seinen Landsitz in Dornach, das Haus Brodbeck, ein. Da Steiner mittlerweile daran zweifelte, für das Bauvorhaben in München eine Einigung zu erzielen, interessierte er sich für das benachbarte und kaum bebaute, leicht hügelige Gelände im Birstal. Grosheintz bot ihm das Grundstück an und Steiner besuchte es im März 1913 zusammen mit einem Architekten. Das Gelände schien aus baulichen und aus formellen Gründen geeignet – der Kanton Solothurn hatte damals noch gar kein Baugesetz –, so dass man in dieser Hinsicht nach den Münchener Erfahrungen nichts riskierte. Das anthroposophische Milieu in der nahen Stadt Basel gefiel Steiner ebenso wie die Landschaftsstimmung in der benachbarten Eremitage Arlesheim, wo sich möglicherweise ein Teil der Odilienlegende abgespielt haben könnte. Dass auf dem Hügel, welcher für den Bau des neuen Zentrums und seines Umkreises ausgewählt wurde, am 22. Juli 1499 die Schlacht bei Dornach stattfand, bei der sich die Schweiz vom Heiligen Römischen Reich Deutscher Nation emanzipierte, wurde nicht als Hindernis gesehen. Aus dem historischen Hintergrund wird der Standort auch manchmal als «Bluthügel» bezeichnet.
Schmid-Curtius musste die ursprünglichen Pläne für den Johannesbau in München immer weiter umarbeiten, um Auflagen zu erfüllen, die aus Rücksicht auf umliegende Bauwerke verlangt wurden. Deswegen hielt Steiner zunehmend einen Bau in Dornach für geeigneter, zumal auf dem unbebauten Hügel das vorgesehene Gebäude besser zur Geltung käme. Der Plan für den Münchener Johannesbau wurde am 12. Januar 1913 vom Staatsminister des Inneren Maximilian von Soden-Fraunhofen in München schliesslich aufgrund «schönheitlicher Standpunkte» abgelehnt, wogegen man Einspruch einlegte. Steiner erhielt danach noch die Möglichkeit, in der Nachbarschaft von Stift Neuburg bei Heidelberg Bauland zu erhalten – Alexander von Bernus wollte es ihm schenken – die Planungen und Vorbereitungen zum Grundstückskauf wurden jedoch schon im Vorfeld auf Dornach ausgerichtet, so dass Steiner das Angebot seines Freundes am 19. September 1913 ablehnte. Die Entscheidung, in der Schweiz zu bauen, fiel tatsächlich bereits im Juni 1913, und am 20. September desselben Jahres wurde der Grundstein gelegt. Wenige Tage nach der Grundsteinlegung, am 6. Oktober 1913, traf die inzwischen für die Anthroposophen bedeutungslos gewordene Ablehnung auf ihren Einspruch zur ursprünglichen Entscheidung des Staatsministeriums ein.

### Erstes Goetheanum

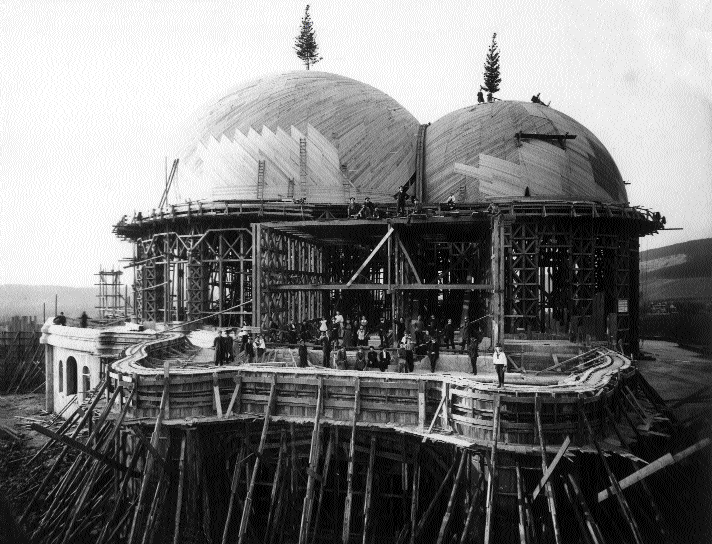
Richtfest des ersten Goetheanums am 1. April 1914, Blick von Süden

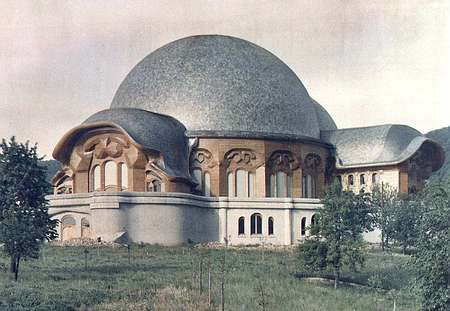
Blick von Südwesten

Die feierliche Grundsteinlegung am 20. September 1913 (zum Zeremoniell siehe auch hier) löste unter den damals rund 2100 Einwohnern der Gemeinde gleichermassen Neugierde und Befürchtungen aus. Besonders der katholische Pfarrer Max Kully aus dem benachbarten Arlesheim sah Steiners Lehren als einen «ernsten Irrtum» an und versuchte durch ein Gesuch an die Solothurner Regierung zwei Tage nach der Grundsteinlegung den Bau zu verhindern. Daraufhin forderte die Regierung die anthroposophische Gesellschaft auf, ihr Einsicht in ihre Lehren zu geben. Als Antwort erhielt sie eine umfangreiche Literatursammlung, die sie der bischöflichen Kanzlei zur Durchsicht weiterleitete. Da diese damit nichts anfangen konnte, blieb der Einspruch von Kully wirkungslos. Die Anthroposophen versuchten, die aufgeheizte Stimmung durch Erklärungen in den örtlichen Zeitungen zu beschwichtigen, und gaben an, dass sie als «Bewohner der kleinen Villenkolonie sehr ruhig auf ihrem Besitz leben werden».
Als Planungsgrundlage für das erste Goetheanum wurden die Entwürfe für den Johannesbau in München verwendet. Bereits in diesem Projekt war die Idee eines Doppelkuppelbaus mit zwei ineinandergreifenden Kuppelsegmenten enthalten: Zwei ungleich grosse Kuppelräume, die auf zwei ungleich grossen Rotunden ruhen, durchdringen sich gegenseitig. Die grosse Kuppel über dem Zuschauerraum stand 18 Meter über der Bühne, die von der kleinen Kuppel überdacht war, und der höchste Punkt der Kuppel lag 27,2 Meter über dem Boden. Die Kuppeln im Zuschauer- und Bühnenraum wurden von Holzsäulen mit fünfeckigem Querschnitt getragen, die aus unterschiedlichen Holzarten bestanden. Das Verhältnis zwischen kleiner und grosser Kuppel war 3:4. Der Radius des kleinen Kreises betrug 12,40 Meter, der des grossen 17 Meter. Der Radius des Säulenkreises im Bühnenbereich mass 9,40 Meter, im Zuschauerbereich 13 Meter. Beide Kuppeln waren von aussen mit blaugrünsilbrigem norwegischen Schiefer aus Voss gedeckt. Der Bühnenteil im Erdgeschoss war von einem halbrunden Raumteil für die Kulisse umgeben sowie von den angrenzenden Garderoben, welche in der Art eines Querschiffs angeordnet waren. Der Sockelbau wurde auf Wunsch Steiners in Beton gegossen, da damit eine besondere Formgestaltung möglich ist und sich der Bau auf diese Weise an die umgebende Gebirgsformation des Juras anpassen könne. Das Betonuntergeschoss war im Februar 1914 fertiggestellt, so dass mit dem Holzgerüst für den Oberbau begonnen werden konnte.
Auch der Oberbau auf einem Betonsockel mit Jugendstilelementen bestand vollständig aus Holz. Das Prinzip der Metamorphose sollte das tragende Element des gesamten Baugedankens darstellen. Die Formen der Kapitelle entwickelten sich fortlaufend aus der jeweils vorhergehenden. Bei den die Säulen verbindenden Architraven verhielt es sich ebenso. Die Deckenmalerei der beiden Kuppeln wurden durchwegs mit Pflanzenfarben ausgeführt. Für die Motive der Fenster entwickelte Steiner eine besondere Glasschleiftechnik.

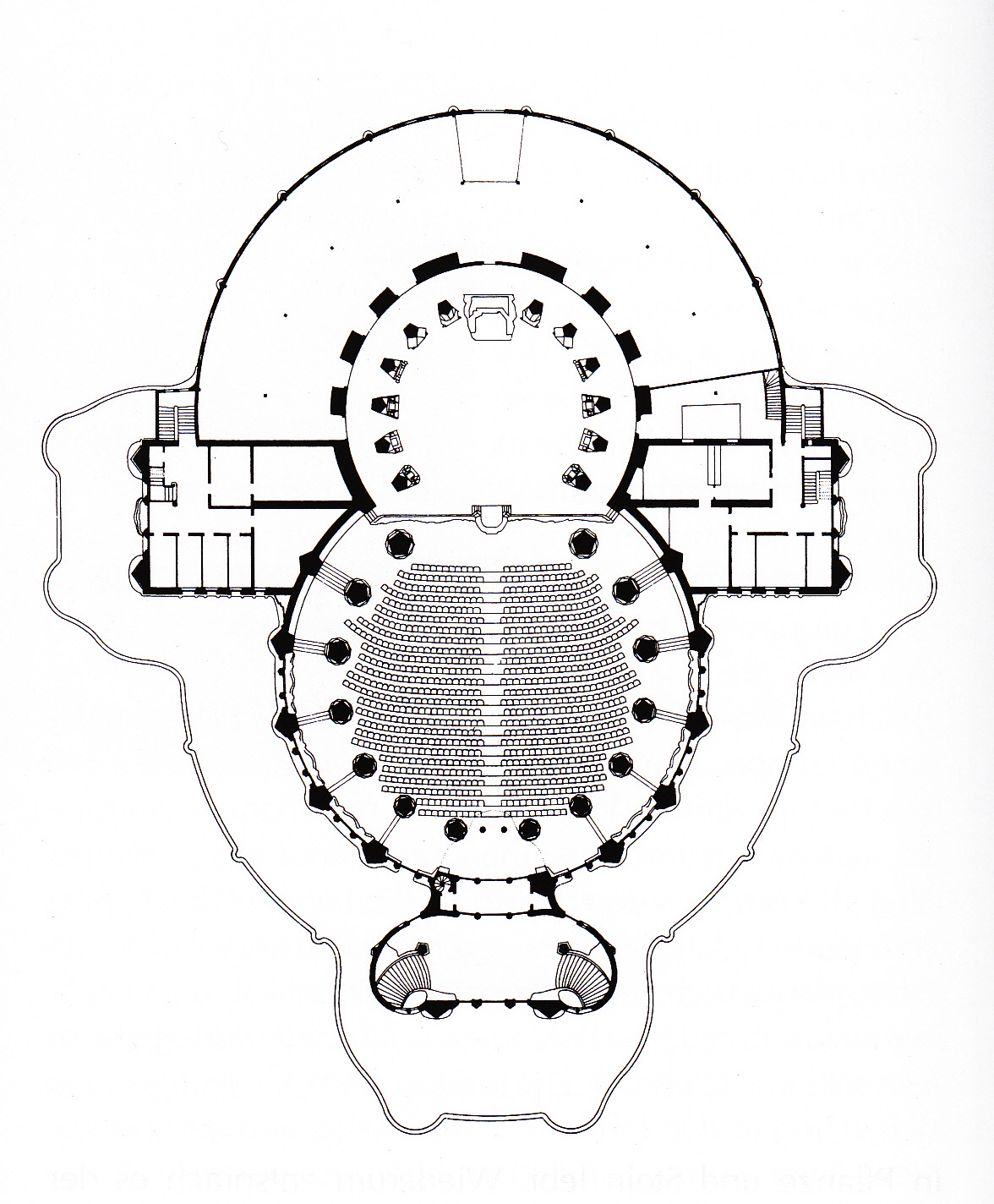
Grundriss des Saalgeschosses, oben: Osten

Es war beabsichtigt, nicht nur die Form zu beleben, wie sie im Jugendstil zum Ausdruck gebracht wurde, sondern es sollte ein organisch-plastisches Bauen geschaffen werden, das zum formenden Element der Architektur werden sollte. Im Zusammenspiel der Künste (Malerei, Bildhauerei, Architektur) bei der Innenraumgestaltung wurde erstmals ein wichtiges Element des Jugendstils erreicht: «Das integrierte Gesamtkunstwerk: Eine einheitliche Bauidee hatte alle Künste mit einbezogen.» Damit wurde ein weiteres Ideal der neueren Kunst realisiert, die Idee der Werkgemeinschaft: Fachkräfte, Künstler und ungeschulte Hilfskräfte aus 17 Ländern arbeiteten am Entstehen des gemeinsamen Baus zusammen. Dieses Ideal war so stark unter den Beteiligten, dass sogar während des Ersten Weltkrieges Angehörige von verfeindeten Nationen miteinander arbeiteten. Die Bauarbeiten gingen auch während des Krieges weiter. Mit der Innenausmalung beauftragt war unter anderem der deutsche Orientmaler Hermann Linde, der zu den Gründern des Johannesbau-Vereins zählte.

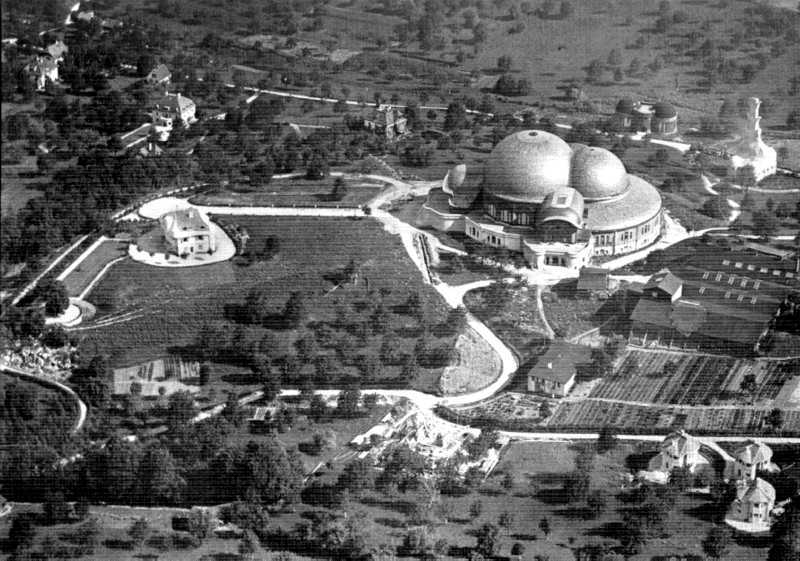
Luftbild des ersten Goetheanums und der umliegenden Bauten, Blick von Süden

Steiner betonte, dass dem Standort in Dornach eine besondere Schicksalhaftigkeit anhafte: «Daß der Bau nicht hier [München] aufgeführt wird, ist nicht unsere Schuld, es ist unser Karma. Es ist unser Schicksal, daß er an einem einsam gelegenen Ort aufgeführt wird, aber an einem Ort, der doch nach seiner lokalen Lage eine Wichtigkeit hat für das geistige Leben der neueren Zeit.» Seinen Anhängern blieb damit nichts anderes übrig, als ihm nach Dornach zu folgen, wenn sie dem geistigen Zentrum nahe sein wollten. Daher folgte dem Bau die Ansiedlung vieler Anthroposophen, die sich auf dem Dornacher Hügel Wohnhäuser errichteten (→ Bauwerke in der Umgebung). Der Zuzug liess die Einwohnerzahl der Gemeinde innerhalb weniger Jahrzehnte auf das Doppelte ansteigen. Da er mit dem Aussehen der neu errichteten Häuser teilweise nicht einverstanden war, richtete er am 23. Januar 1914 den Appell, sie mögen so gestaltet sein, dass man ihnen anmerke, zum «grossen Ganzen» zu gehören. Die Entstehung der Siedlung in Dornach reiht sich in die Ende des 19. Jahrhunderts einsetzende Bewegung ein, die eine Menge lebensreformerischer Künstlerkolonien wie beispielsweise Monte Verità im Tessin entstehen liess.
Im ersten Quartal 1914 waren bis zu 600 Arbeiter mit den Bauarbeiten an der Baustelle beschäftigt, und bereits am 1. April desselben Jahres konnte das Richtfest begangen werden. Bis 1917 flossen über 3,6 Millionen Franken in den Johannesbau; der Wert der Grundstücke wurde mit 218'000 Franken beziffert. Die finanzielle Situation verschlechterte sich allerdings ab Beginn des Ersten Weltkriegs, so dass die Arbeiten dadurch stagnierten.

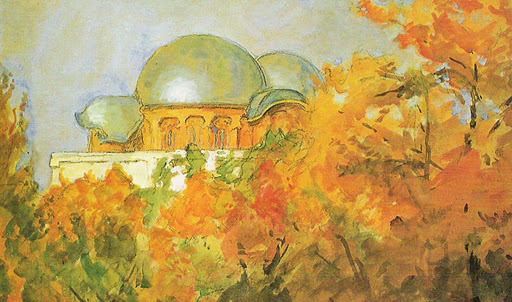
Aquarell des Goetheanums von Hermann Linde

Erst 1918 setzte sich die Bezeichnung Goetheanum gegenüber Johannesbau durch. Steiner verehrte Johann Wolfgang von Goethe, der neben seiner teilweise auf esoterische Gesichtspunkte vertrauenden Dichtung auch naturwissenschaftliche Arbeiten, darunter seine Farbenlehre, hervorbrachte (→ Goetheanismus). Goethe nutzte seine Metamorphosenlehre und die Entdeckung der «Urpflanze» zur Erforschung der seelischen und geistigen Welten. Steiner fand für seine Erkenntnisbemühungen in Goethes Arbeiten Ausgangspunkte. Mit der Umbenennung wollte man Spekulationen über die Bedeutung des Namens Johannes und die Assoziation zu Johannes dem Täufer oder dem Evangelisten Johannes den Boden entziehen. Dazu kam, dass die Benennung nach einem anerkannten Dichter und Schriftsteller passender erschien, da die Anthroposophen sehr um Anerkennung in der Gesellschaft kämpften. Eröffnet wurde der Bau unter dem Namen Goetheanum schliesslich am 26. September 1920.

### Brand des Goetheanums
In der Nacht auf den 1. Januar 1923 wurde das mit 3'183'000 Schweizer Franken versicherte Gebäude wahrscheinlich durch Brandstiftung vollständig zerstört; übrig blieb lediglich der Betonsockel.

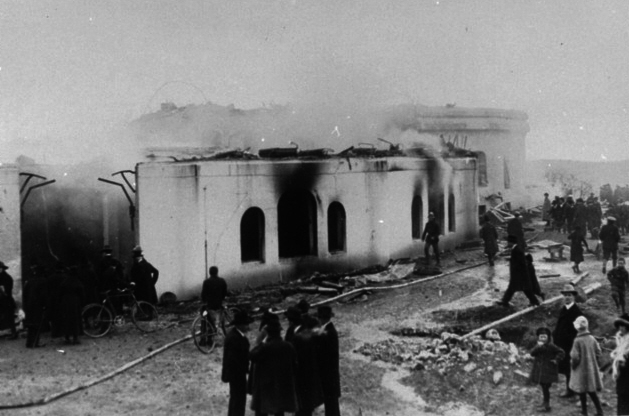
Brandruine 1923

Ermittlungen zufolge muss der Brand als Schwelbrand zwischen den Wänden gelegt worden sein, damit er sich unbemerkt und langsam ausbreiten konnte. Der oder die Brandstifter wurden nie ermittelt.

«Gerade gelegentlich des schrecklichen Brandunglücks kam es wiederum zutage, welche abenteuerlichen Vorstellungen sich in der Welt knüpfen an alles das, was mit diesem Goetheanum in Dornach gemeint war, und was in ihm getrieben werden sollte. Es wird gesprochen von dem schrecklichsten Aberglauben, der dort verbreitet werden soll.»

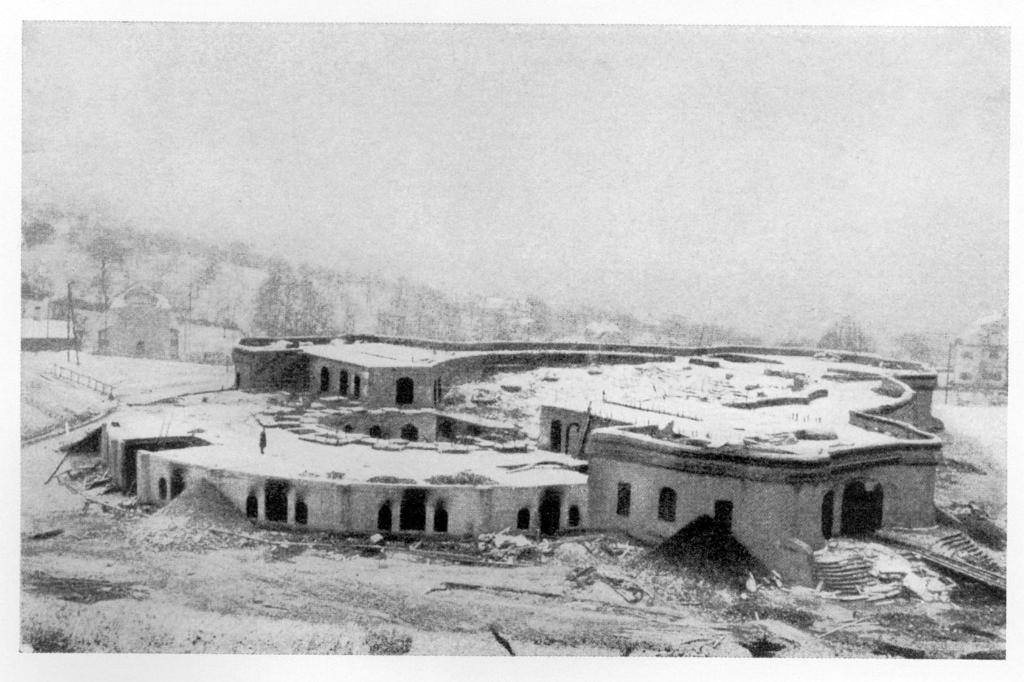
Fundamentsockel des Goetheanums nach dem Brand in der Gesamtsicht

Ein Verdacht richtete sich gegen den Arlesheimer Uhrmacher und Anthroposophen Jakob Ott. Dieser wurde in den Tagen nach dem Brand vermisst. Am 10. Januar wurden auf der Brandstätte Knochenreste gefunden, die mit gewisser Wahrscheinlichkeit seiner Person zugeordnet werden.
Kurt Tucholsky schrieb anlässlich eines Vortrags von Steiner in Paris 1924:

«Sein ‹Steinereanum› in der Schweiz haben sie ihm in Brand gesteckt, eine Tat, die durchaus widerwärtig ist. Es soll ein edler, kuppelgekrönter Bau gewesen sein, der wirkte wie aus Stein. Er war aber aus Holz und Gips, wie die ganze Lehre.»

Die genauen Umstände über Auslöser und Hergang der Brandkatastrophe sind auch 100 Jahre danach noch ungeklärt.

### Pläne für den Wiederaufbau
Bereits drei Monate nach dem Brand, im März 1923, publizierte Steiner in der Wochenzeitschrift Das Goetheanum seine Pläne zum Wiederaufbau. Seine Idee war, nicht nur für künstlerisches und wissenschaftliches Wirken Raum zu bieten, sondern auch Platz für die Verwaltung der Gesellschaft zu schaffen. Der Neubau sollte deutlich grösser werden einschliesslich der Stockwerkshöhe. In einer Rede am 17. Juni desselben Jahres sprach er sich dagegen aus, das Bauwerk wieder in der alten Form aufzubauen. Offen blieb zu diesem Zeitpunkt, wie das Bauvorhaben umgesetzt werden sollte. Zwar stand nach dem Schadensfall die Versicherungssumme zur Verfügung, es gab jedoch im Kreis der Anthroposophen moralische Bedenken, dieses «fremde Kapital» dafür zu verwenden.

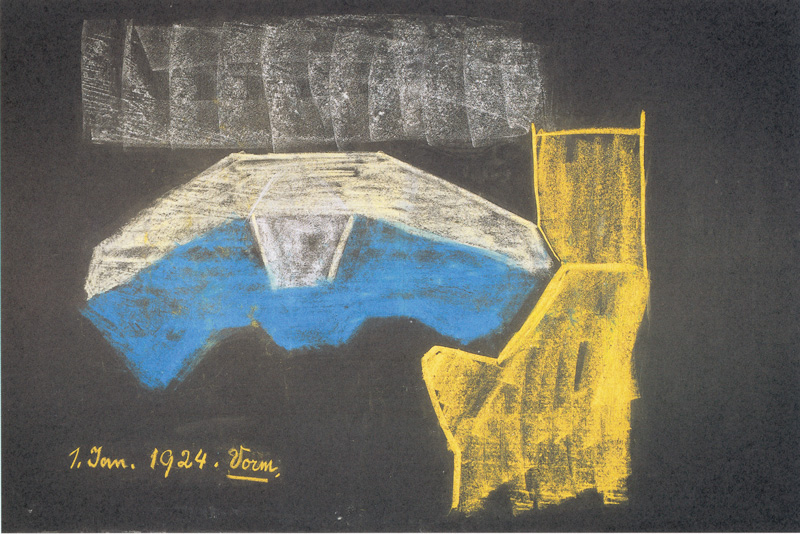
Wandtafelzeichnung Steiners vom 1. Januar 1924 zur Verdeutlichung der äusseren Gestaltung des neuen Goetheanums

Am 31. Dezember 1923, dem Jahrestag der Brandkatastrophe, konkretisierte Steiner seine Bauabsichten. Dabei führte er aus, dass der Neubau weniger rund werden solle, sondern ein «teilweiser Rundbau, teilweiser eckiger Bau» und komplett aus Beton. Das obere Geschoss war für den grossen Saal mit Bühne bestimmt, das mittlere Geschoss für wissenschaftliche und künstlerische Arbeiten, im Erdgeschoss war Raum für die Probebühne vorgesehen, an deren Stelle später der sogenannte Grundsteinsaal getreten ist. Steiner veranschlagte zu diesem Zeitpunkt Baukosten in Höhe von 3 bis 3,5 Millionen Franken. Ihm war damals schon klar, dass er mit seinem Vorhaben bauliches Neuland betreten würde. In seinem Silvestervortrag sagte er dazu:

«Wenn das Goetheanum als Betonbau zustande kommen soll, so muss es aus einem ursprünglichen Gedanken hervorgehen, und alles, was in Betonbau bis jetzt geleistet worden ist, ist eigentlich keine Grundlage für dasjenige, was hier entstehen soll.»

Ende März 1924 fertigte Steiner aus einer rotbraunen Modelliermasse aus England (Harbutt’s Plasticine) ein Modell des Neubaus im Massstab 1:100 an. Das Modell stand auf einem sechs Zentimeter hohen Holzblock, der den Unterbau annähernd darstellen sollte und etwa der Grundrissform des Doppelkuppelbaus entsprach. Der genauere Entwurf für den Sockelunterbau entstand erst im Herbst 1924. Mit Fertigstellung des Modells begannen mehrere Architekten unter Leitung von Ernst Aisenpreis die Pläne auszuarbeiten, damit die Bauanfrage an die Regierung des Kantons Solothurn gestellt werden konnte. Die zehn Pläne und das Gesuch wurden am 20. Mai 1924 eingereicht, worauf es aus den Reihen des Heimatschutzes beider Basel zu Protesten kam. Nach Prüfung des Gesuchs erteilte der Regierungsrat am 9. September 1924 die Genehmigung zum Bau, stellte jedoch Auflagen, die noch zu berücksichtigen waren. Die erste bauliche Bedingung betraf die Feuersicherheit im Bühnenbereich und die Einrichtung einer Löschanlage. Die zweite Auflage erging hinsichtlich der farblichen Gestaltung der Fassade und der Dachflächen: Sie sollten nach den Vorstellungen des Rates dem Gelände angepasst werden. Dazu äusserte sich der Regierungsrat im Protokoll:

«[…] Was die Bauformen des Projektes anbetrifft, so muss festgestellt werden, dass dieselben mit den traditionellen Bauformen unseres Landes gar nicht in Vergleich gezogen werden können, weil sich das Gebäude in seinen äusseren Formen keinem Baustil anpasst. Die Frage stellt sich so: Wie wird sich das Gebäude zu den umgebenden Dörfern und der Landschaft stellen? Hierzu bemerken wir, dass infolge der bedeutenden Entfernung von Dornach und Arlesheim der Bau und die schon im Umkreis bestehenden Wohnhäuser der Anthroposophen, welche in ähnlichem Charakter erstellt sind wie der projektierte Tempel, als isolierte Baugruppe zu betrachten sind. Zahlreiche Baumgruppen schliessen die ganze Siedlung nach Dornach ab. Der Bau kommt in den Details erst in der Nähe in Sicht, so dass die Gebäudegruppe der umliegenden Ortschaften in heimatschützlerischem Sinne nicht beeinträchtigt wird.
Von grösserer Entfernung aus betrachtet, wird sich der Bau nur als Silhouette präsentieren, und zwar wird sich diese unserer Ansicht nach weniger aufdringlich zur Schau stellen, als dies beim früheren Kuppelbau der Fall war. Der Bau wird sich umso besser dem Gelände anpassen, wenn für richtige Farbbetonung der Dachflächen (Schieferbelag) und der Fassade gesorgt wird.
Bodenständig wird der Bau allerdings nie erscheinen und erst die Zukunft wird lehren, ob man sich mit diesen Bauformen abfinden kann.»

Nachdem die von der Behörde verlangten Änderungen eingearbeitet worden waren, reichte man am 11. November 1924 ein zweites Baugesuch ein, das bereits am 1. Dezember durch das Bau-Departement genehmigt wurde. Für den Fall einer Ablehnung hatte Steiner das Grundstück eines Schlossgutes in der Nähe von Winterthur ins Auge gefasst. Die ursprüngliche Planung sah vor, den verbliebenen Betonsockel des Vorgängerbaus in den Neubau zu integrieren. Die Skizzen des ersten Baugesuchs zeigen dementsprechend das Goetheanum noch mit dem alten Sockel. Durch nähere Prüfung der Terrasse wurde jedoch festgestellt, dass die Stabilität des deutlich grösseren Bauwerks nach dem Brandschaden nicht garantiert werden konnte, so dass man eine neue Sockelkonstruktion erstellen musste.

### Zweites Goetheanum

Luftbild des zweiten Goetheanums (1953)

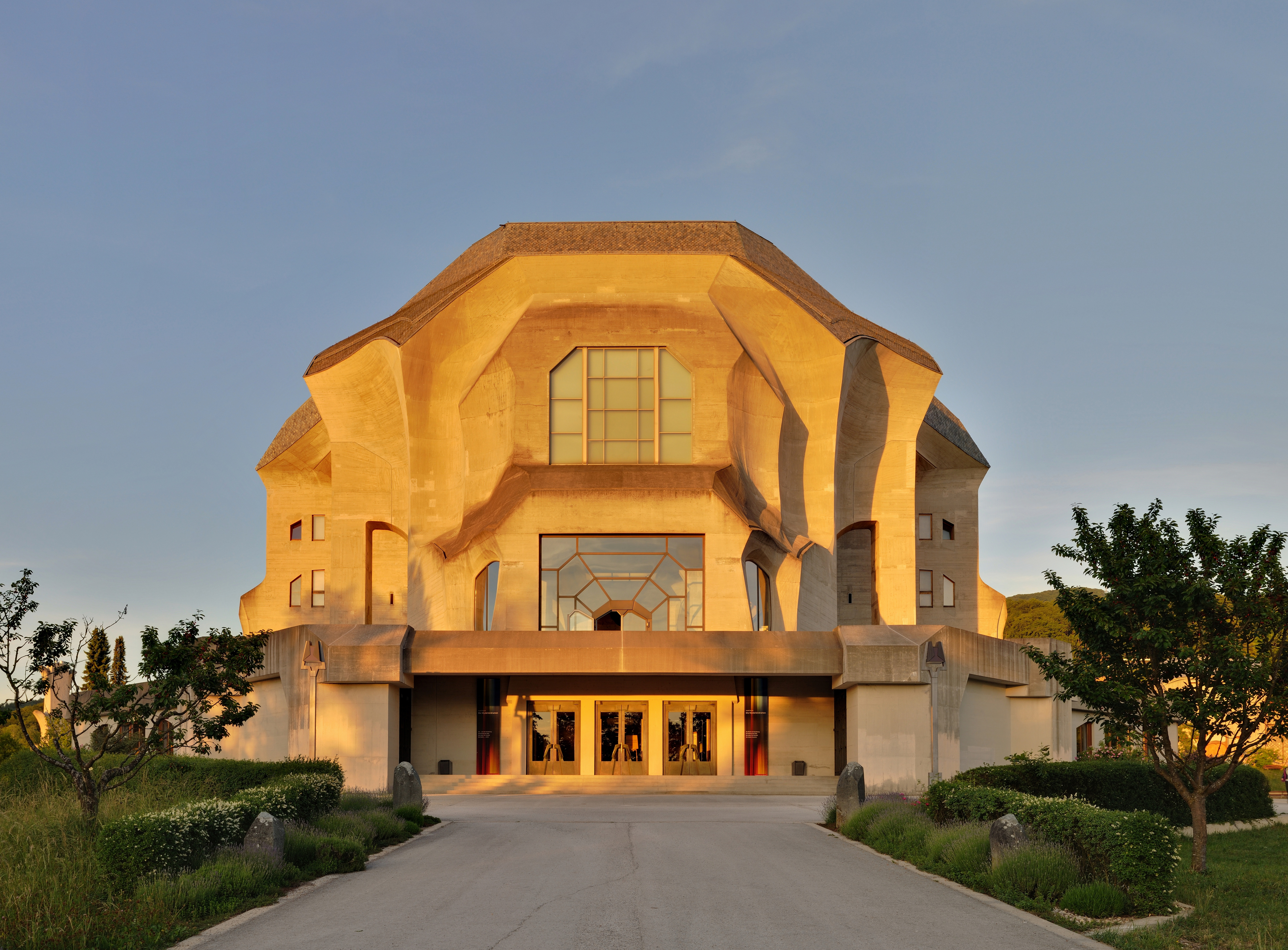
Goetheanum, Westfassade (2011)

Anfang 1925 begannen die Abbrucharbeiten des alten Sockelbaus. Neben der Terrasse wurden Teile des Fundaments weggesprengt. Kurze Zeit später, am 30. März 1925, starb Rudolf Steiner im Alter von 64 Jahren; er konnte die Vollendung des zweiten Goetheanums nicht mehr erleben. Zur Ausführung der Bauarbeiten errichtete die Anthroposophische Gesellschaft ein eigenes Baubüro, um Fachkräfte, Material und Baumaschinen in Eigenregie bereitzustellen. Damit wich das Vorgehen vom Bau des ersten Goetheanums ab, bei dem sich noch die Basler Baugesellschaft als Unternehmer engagiert hatte, womit sie nicht ganz zufrieden gewesen war. In den Jahren 1925 bis 1928 waren im Schnitt 100 Personen am Bau beteiligt, darunter Zimmerleute, Schreiner, Eisenbieger, Maurer und Zementer, Poliere, Betonierer, Elektriker, Mechaniker und Malerhandwerker. Dabei erhielt die Gesellschaft viele Briefe, teilweise aus dem Ausland, von Menschen, die am Bau mitwirken wollten; davon waren einige bereits am ersten Bau beteiligt gewesen. Die Bauarbeiten gingen gut voran: Der Sommer 1926 begann mit der Holzverschalung und Stahlbewehrung des Dachstuhls, der zum 29. September dieses Jahres, dem Michaelistag, beim Richtfest begehbar wurde. Als problematisch erwies sich das Sammeln von Spendengeldern. Neben den rund 3,1 Millionen Franken aus der Gebäudebrandversicherung waren für die Kostendeckung weitere 1,5 Millionen Franken nötig. Neben Rundschreiben fanden vom 22. Mai bis zum 9. November 1927 für die Sammlung der Gelder auch Lichtbildvorträge in vielen Städten Europas statt.
Am 29. September 1927 überführte man eine Holzstatue in den Ostteil des noch unfertigen Bauwerks. Die Baustelle wurde lokal wie international viel beachtet und von Persönlichkeiten aus Architektur und Politik besichtigt. Neben Imai Kenji, der bereits 1926 den Bau besuchte, sahen sich 1927 Le Corbusier und der damalige Schweizer Bundespräsident Giuseppe Motta die Goetheanums-Baustelle an. Auch die Bevölkerung interessierte sich zunehmend für das Bauwerk. Tausende Interessenten stellten Anfragen, ob sie durch den unfertigen Bau geführt werden könnten. Aus diesem Grund fand am 1. Juli 1928 eine Führung statt, an der über 1000 Personen teilnahmen. Die offizielle Eröffnung wurde am 29. September 1928 vorgenommen.
Mit seinen gewaltigen Dimensionen steht der Betonbau des zweiten Goetheanums als einzigartiges Beispiel für die «organische Architektur». Die plastisch gestalteten Aussenwände mit ihren doppelt gebogenen Flächen unterscheiden sich von früheren Versuchen, die Betonwand frei zu gestalten, etwa wie bei Antoni Gaudí. Die Funktion der Säulen wird nicht nur als eine tragende, aufstrebende gesehen, sondern eine von oben nach unten gehende, die den Bau mit der Erde verbindet. Die Wahl fiel auf den Baustoff Beton wegen der Feuersicherheit und wohl auch, weil der Wiederaufbau mit diesem Baustoff verhältnismässig schnell und kostengünstig möglich war.

### Innenausbau und Sanierung

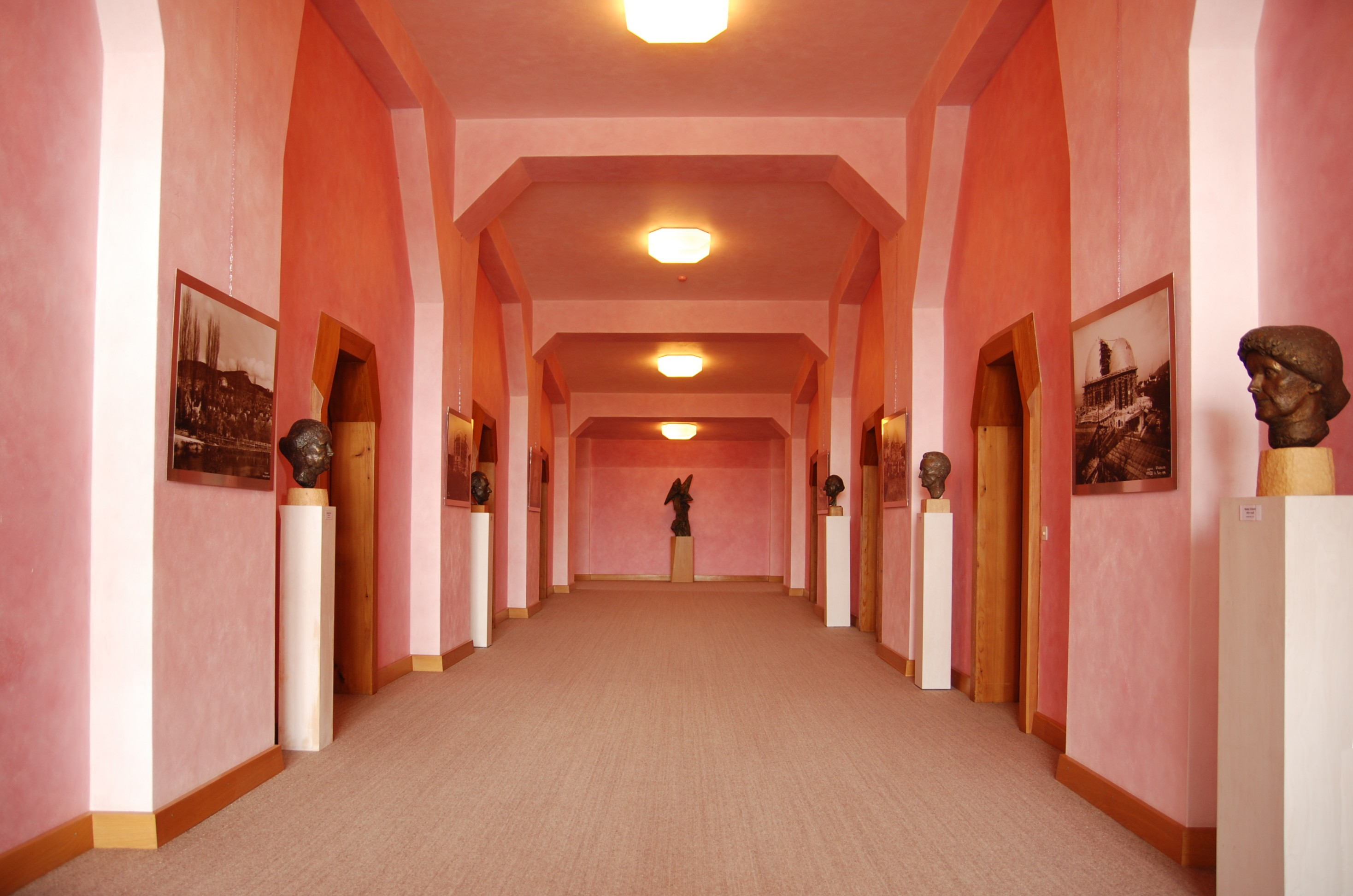
Mittelgang im Verwaltungsbereich des Goetheanums

Bis 1929 verbrauchte der Bau mit einem teilweisen Ausbau im Inneren 4'765'491 Franken, bis Ende 1934 waren es rund 5'188'000 Franken. Weil der Hauptteil der Spendengelder aus Deutschland floss, stockten die Bauarbeiten während des Zweiten Weltkriegs, und der weitere Innenausbau konnte erst in den 1950er Jahren fortgesetzt werden. Der Grosse Saal blieb bis 1957 unvollendet und wurde mit seinen vom ersten Goetheanum übernommenen Deckenmalereien, der neuen Bestuhlung und den heftig diskutierten Säulen erst zu Beginn des 21. Jahrhunderts fertig. Insgesamt beliefen sich die Baukosten auf sieben Millionen Schweizer Franken, was einem inflationsbereinigten Wert von rund 98 Millionen Franken im Jahr 2005 entsprach.

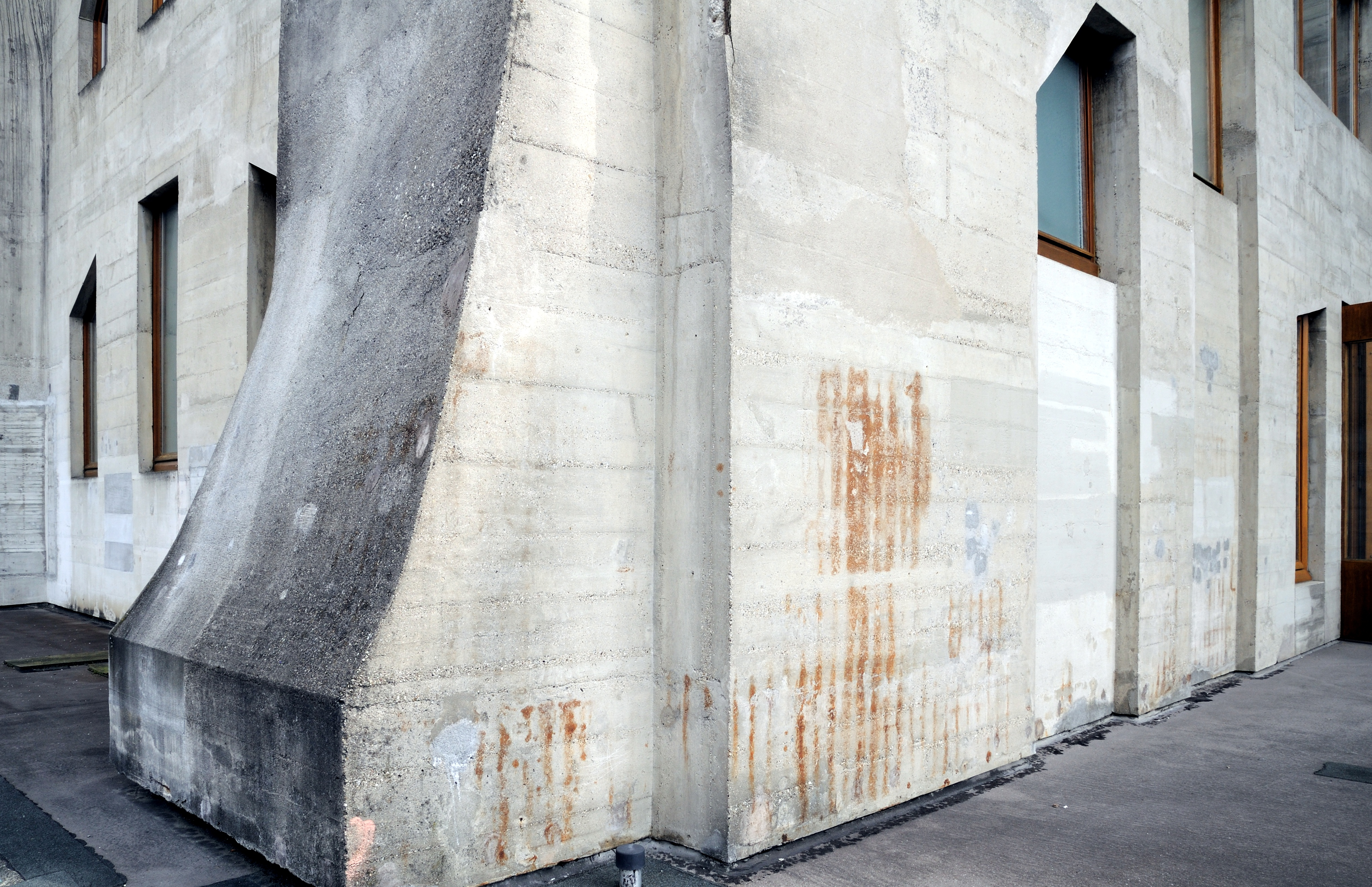
Aussenfassade im Norden: sichtbare Korrosion der Bewehrung und teilweise abgeplatzter Beton

Das Goetheanum wurde noch viele Jahre nach Eröffnung als halbfertiger Rohbau genutzt. Das Südtreppenhaus wurde 1930 vollendet, der Grundsteinsaal mit bis zu 450 Plätzen wurde 1952 ausgebaut und 1989 renoviert. Der Name des Saals hängt mit dem Standort des ersten Grundsteins zusammen; für das zweite Goetheanum wurde kein neuer Grundstein gelegt. Der erste Ausbau des Grossen Saals erfolgte in den Jahren 1956 bis 1957. Erst in den Jahren 1996 bis 1998 erhielt der Hauptsaal seine derzeitige Gestaltung. Westeingang (1962–1964), Nordflügel (1985–1989) und der Englische Saal mit einer Kapazität für 200 Personen (1969–1971) wurden erst Jahrzehnte nach der Eröffnung von 1928 realisiert.
Zur Bauzeit waren die Langzeiteigenschaften von Beton noch nicht hinlänglich bekannt. Durch die teilweise sehr dünnen Betonschichten des tragenden Beton-Fachwerks – stellenweise nur sechs Zentimeter dick – und einen Wasserzementwert von mehr als 0,5, mit der damit einhergehenden hohen Porosität, gelangt Feuchtigkeit zur Bewehrung und setzt ihr Verrosten in Gang. Der korrodierende Stahl dehnt sich aus und sprengt dabei auch kleine Stücke des Aussenbetons ab, was einen doppelten Schaden zur Folge hat. Erste vergleichsweise kleinflächige Reparaturarbeiten an der Fassade wurden in den 1970er Jahren unternommen, wozu der ganze Bau eingerüstet werden musste. In den 1980er Jahren folgte die Sanierung der Terrasse. Bei den Sanierungsarbeiten Anfang der 1990er Jahre musste der Beton stückweise, rund fünf Zentimeter tief abgeschlagen werden und mit einem Höchstgeschwindigkeits-Wasserstrahl von 1,5-facher Schallgeschwindigkeit vom Rost befreit werden. Anschliessend konnte eine neue Betonüberdeckung aufgebaut werden. Die Arbeiten am Baudenkmal wurden mit Spendengeldern und Zuschüssen des Kantons Solothurn finanziert. Die Bühnentechnik wurde 2013–2014 für insgesamt 9 Mio. Franken komplett erneuert.

## Beschreibung

### Lage
Der Dornacher Hügel, auf dem das Goetheanum steht, wird von einer Bergformation gebildet, die geologisch dem Schweizer Jura zugehörig ist. Das westliche Ende – «Felsli» genannt –, auf dem das Goetheanum steht, ist eine hauptsächlich aus Kalkstein bestehende Felsnase. Für die Errichtung und die exakte Ostung des Goetheanums mussten Teile des Hügels umgestaltet werden.
Das Gelände in Oberdornach ist mit dem öffentlichen Verkehrsnetz von der Goetheanumstrasse aus verbunden. Auch die Spazierwege rund um das Goetheanum stehen der Öffentlichkeit zur Verfügung. Der Rüttiweg, der Albert Steffenweg und der Rudolf-Steinerweg erschliessen das Areal. Die hervorstechende Lage unterstreicht dabei die Grösse und Monumentalität des Bauwerks.

### Architektur und Bautechnik

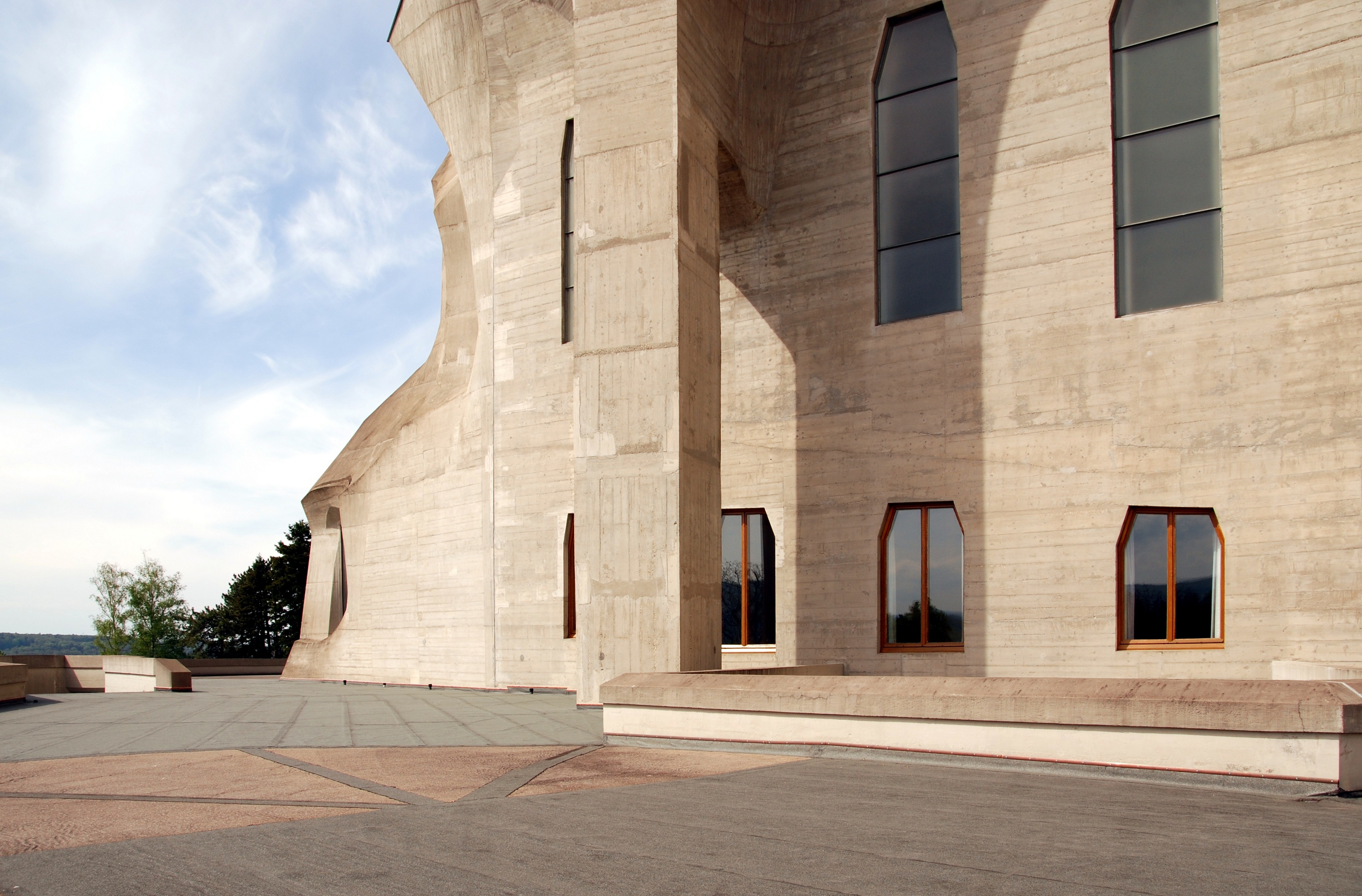
Detailansicht von der Terrasse mit südlicher Luftwurzel

Das Goetheanum mit seinem Sockelunterbau erstreckt sich in Ost-West-Richtung 90,2 Meter, in Nord-Süd-Richtung 85,4 Meter. Der Oberbau selbst misst 72 Meter Länge, 64 Meter Breite und ragt 37,2 Meter in die Höhe. Der umbaute Raum fällt mit 110'000 Kubikmetern, davon 15'000 Kubikmeter Beton, fast doppelt so gross aus wie bei seinem Vorgängerbau mit 66'000 Kubikmeter. Die vereinnahmte Grundfläche beträgt 3'200 Quadratmeter, die Oberfläche des Sockels 3'300, die des Hochbaus 5'500 Quadratmeter. Die konkaven und konvexen Ausformungen des in Sichtbeton errichteten Bauwerks erinnern an einen monumentalen Bunker – wie es der Architekturkritiker Christoph Hackelsberger sieht – und seine zerklüftete Formgebung entfaltet eine lichtabhängige Ästhetik. Die Aussenmasse und der exponierte Standort auf dem 370 m ü. M. gelegenen Hügel im Tal der Birs machen das Goetheanum weit über die Grenzen der Gemeinde sichtbar.

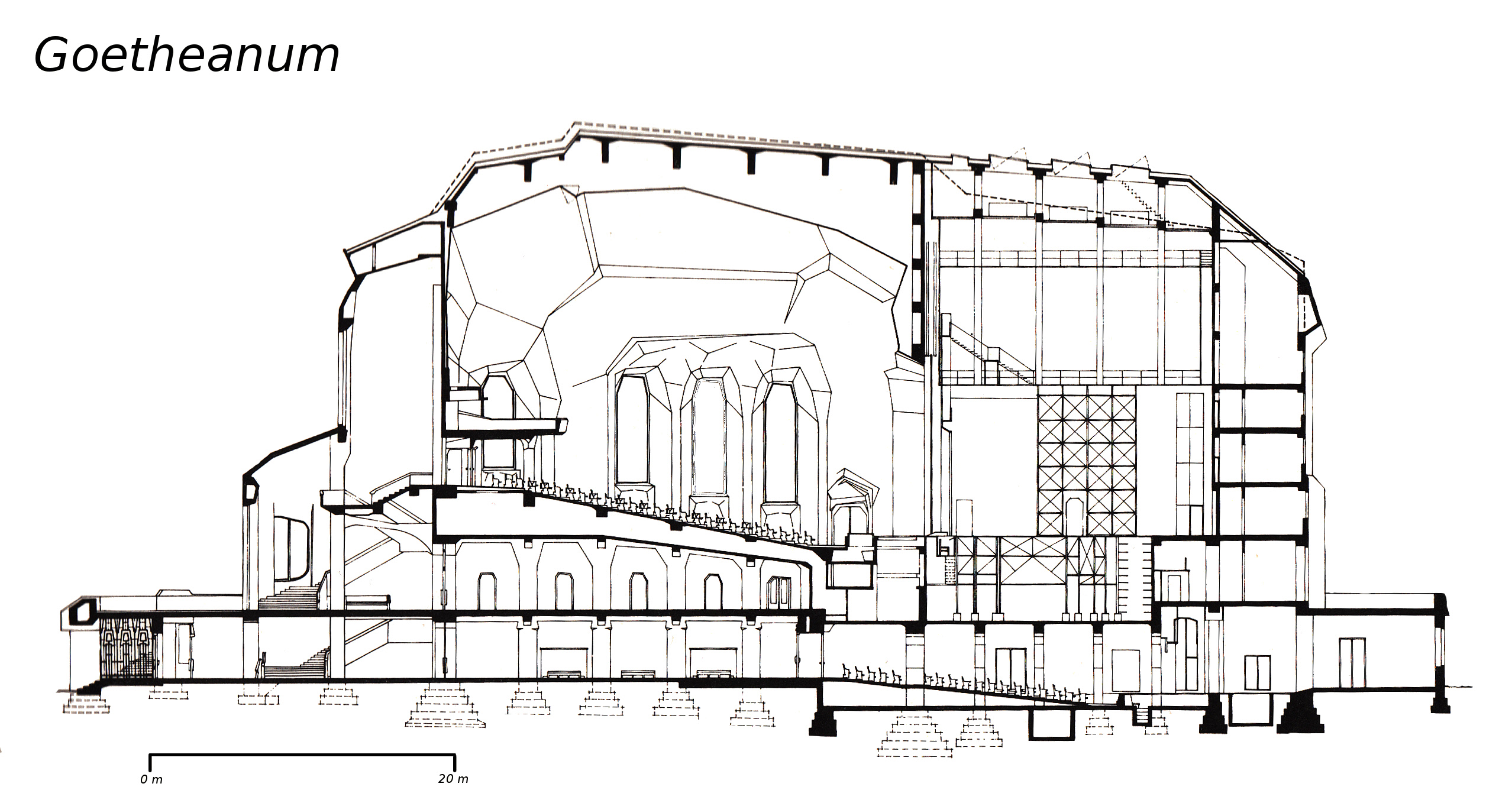
Längsschnitt des Goetheanums
(Südansicht)

An der repräsentativen Westfassade befindet sich – eingelassen in der tragenden Sockelkonstruktion – das dreigeteilte Hauptportal. Darüber umrahmt eine ausladende Terrasse das Goetheanum rundum. Über den Sockel erheben sich zwei monumentale Glasflächen, die untere ist spinnennetzartig profiliert und besitzt eine zweiflügelige Tür, die den Zugang zur Terrasse vom Inneren ermöglicht. Die Fensterfront darüber ist in rechteckige Segmente unterteilt und an der oberen Kante abgeschrägt. Die beiden Fensterfronten bilden die Westfassade des risalitartigen, organisch ausgeformten Baukörpers, der das architektonische Hauptkennzeichen des Goetheanums ist. Das mit grauen Schindeln gedeckte Dach wölbt sich ähnlich dem Panzer einer Schildkröte wie schützend über die gesamte Konstruktion. Beidseitig der Westfassade flankieren zwei Säulen – sogenannte Luftwurzeln (→ Luftwurzel) – und ragen in den vom Balkon gebildeten Innenhof. Allerdings kommt diesen keine baulich tragende Funktion zu. Da die Dachlast von den Saalwänden getragen wird, sind die Luftwurzeln mit Dehnungsfugen vom Dach getrennt. Charakteristisch für das Bauwerk sind abgeschrägte Ecken und Trapeze, die sich in verschiedenen Varianten an vielen Bauteilen finden lassen, wie beispielsweise an den trapezförmigen Pfeilerköpfen am Nord- und Südeingang.
An den Längsseiten befinden sich auf Höhe des Konzertsaals schlanke Fenster, im östlich zugewandten Teil dominieren kleine Fenster mit zumeist wechselnden polygonalen Aussenumrissen. Diese Gestaltung setzt sich in der eher schlicht und weniger monumental wirkenden Ostfassade fort. Sie ist streng symmetrisch zur Mittelsenkrechten aufgebaut. An Ost- und Nordseite befinden sich Parkplätze für die Mitarbeiter des Goetheanums.

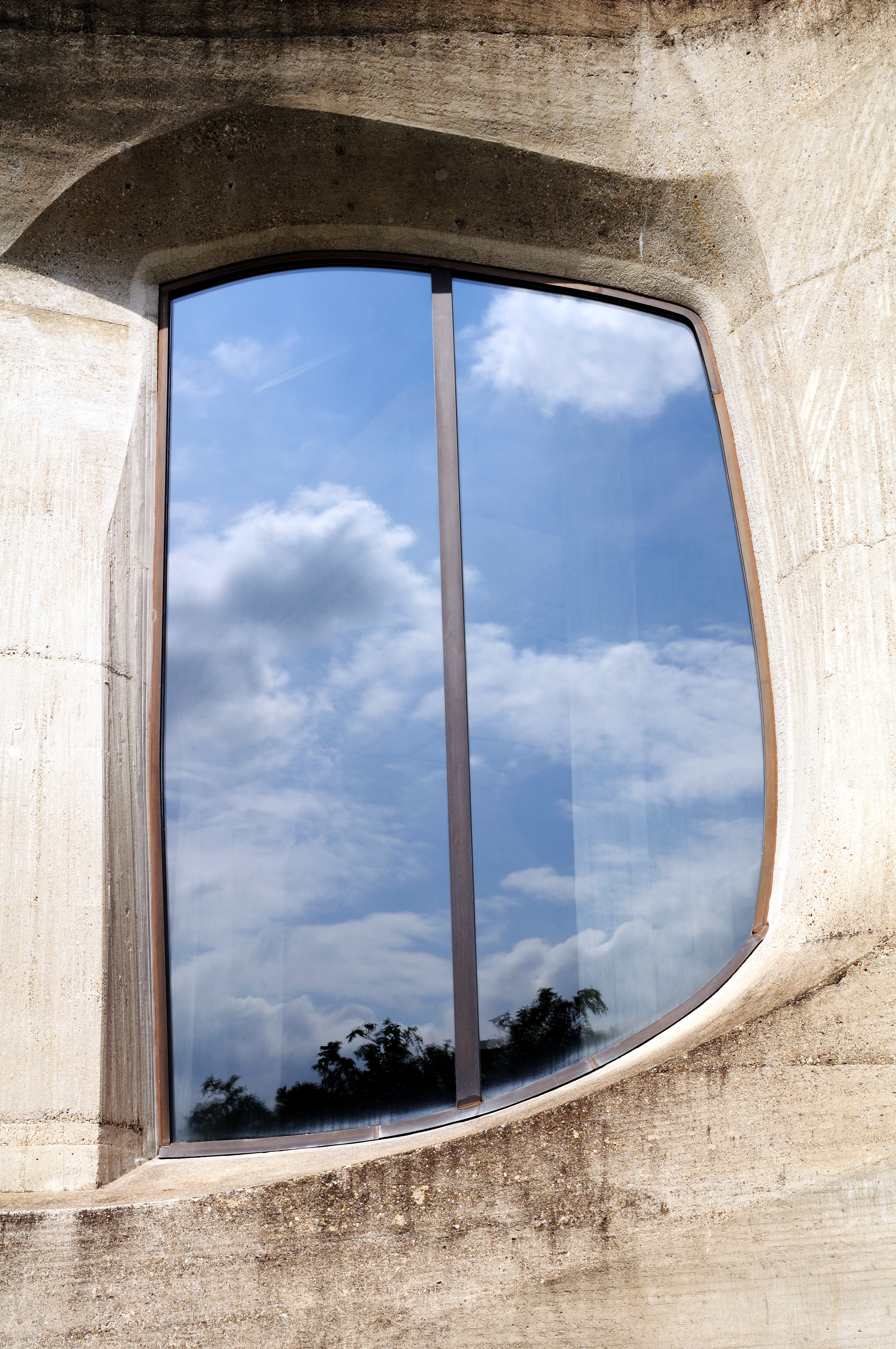
Ein Fenster

Aufgrund des plastisch modellierten Äusseren mit seinen vielen gekrümmten Flächen und scharfen Graten des Goetheanums war der feinteilige Schalungsaufwand enorm hoch. Die vom Zimmermann Heinrich Liedvogel (1904–1977) ausgeführten Arbeiten zeichneten sich dadurch aus, dass dünne Leisten im nassen Zustand gebogen werden mussten, um sie über Spanten zu nageln. Damit schuf man die notwendigen Formen, die später mit Beton ausgegossen werden konnten. Die Konzeption des Bauwerks von innen nach aussen ist an den sich irregulär aus der Wand herausformenden Fenstern ablesbar. Statik und Berechnung der Betonarbeiten wurden vom Basler Ingenieurbüro Leuprecht & Ebbell durchgeführt. Insgesamt wurden rund 15'000 Kubikmeter Beton und 990 Tonnen Rundstahl zur Bewehrung verwendet. Aufgrund der Ausmasse und der zum Erbauungszeitpunkt neuen Methode nimmt das Goetheanum eine Pionierrolle in der Geschichte des Betonbaus ein. Vergleichbare Betonrippenkonstruktionen wurden davor nur bei der Jahrhunderthalle in Breslau (1911–1913) und den Luftschiffhallen von Orly (1922–1924) realisiert.
Ole-Falk Ebbell-Staehelin war als Ingenieur massgeblich am Bau des zweiten Goetheanums beteiligt. Er war bereits für die Konstruktion des Betonsockels für das erste Goetheanum, das Heizhaus sowie das Haus Duldeck verantwortlich. Seine Arbeiten für das zweite Goetheanum zählen zu den Pionierleistungen der Ingenieurskunst in den Anfängen des Betonbaus – er soll zu Beginn des Bauprojektes sogar an seiner Durchführbarkeit gezweifelt haben. 1952 war er auch an der Berechnung der Stahlbetonträger im Zuge der Umbaumassnahmen für den Grundsteinsaal beteiligt.

### Innenarchitektur und Ausstattung

#### Erdgeschoss und Westflügel

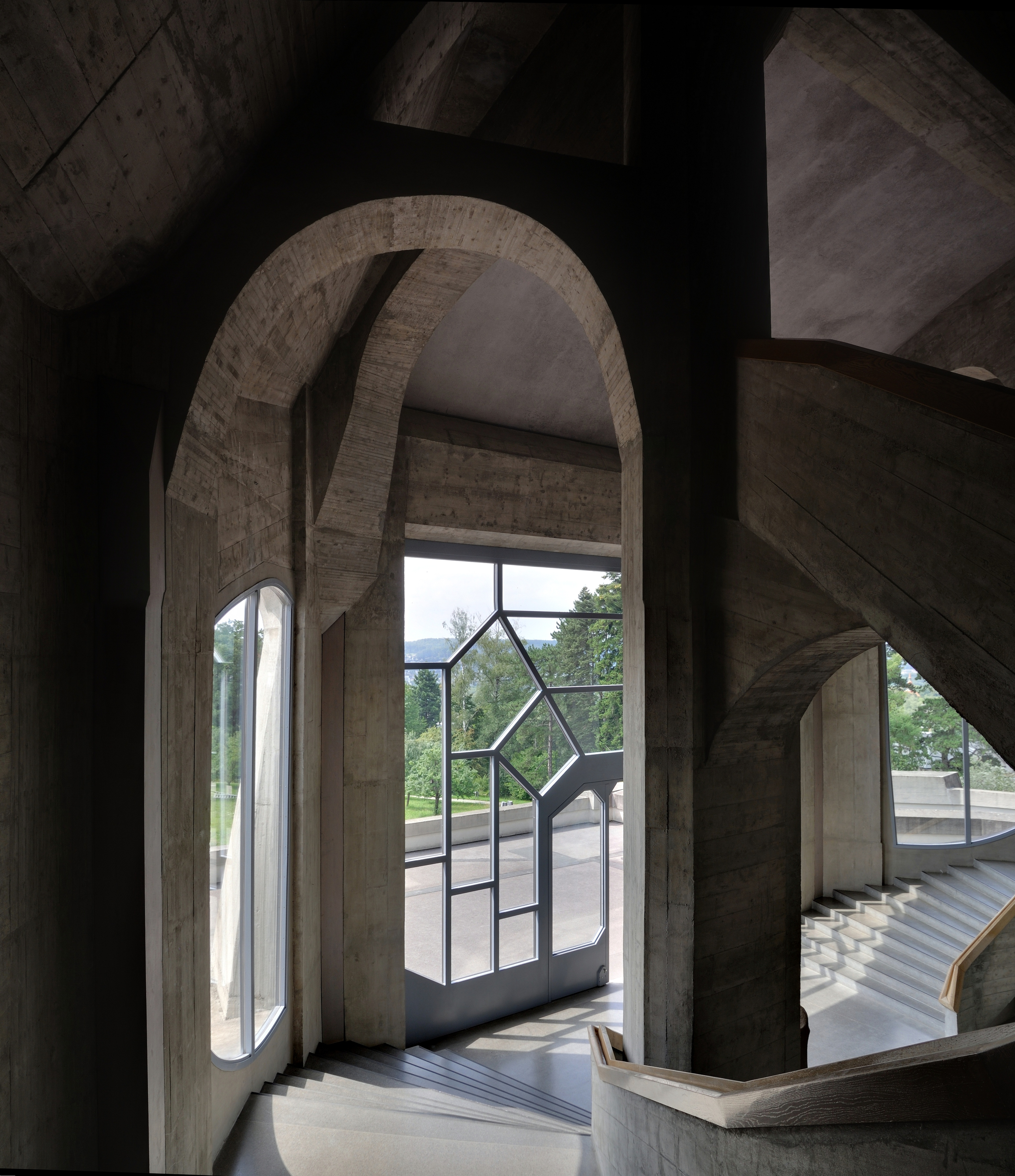
Westtreppenhaus

Das Goetheanum ist im Wesentlichen in zwei funktional verschiedene Bereiche getrennt. Der interne Ostteil beherbergt die Bühne und die dazugehörenden Räume, die West-, Nord- und Südflügel sind öffentlich zugänglich. Im Erdgeschoss sind im Süd- und Westbereich Empfang, Information, Tagungsbüro und Cafeteria im Foyer, sowie Garderobe, eine Buchhandlung, Postkartenverkauf und einige Büros untergebracht. Im Erdgeschoss befinden sich auch der Grundstein-, der Terrassensaal sowie der Englische Saal. Die innere Gestaltung der Räume zitiert teilweise die äusseren Formen, insbesondere die abgeschrägten Ecken finden sich an Türen, Zargen, Lampenschirmen, Verkleidungen und selbst den grünen Notleuchten zur Kennzeichnung der Notausgänge. Bezogen auf die Grösse des Bauwerks befinden sich vergleichsweise wenig Kunstwerke wie Statuen, Plastiken, Büsten oder Bilder in den Gängen und Wänden des Goetheanums. Grösste Skulptur ist der Menschheitsrepräsentant.

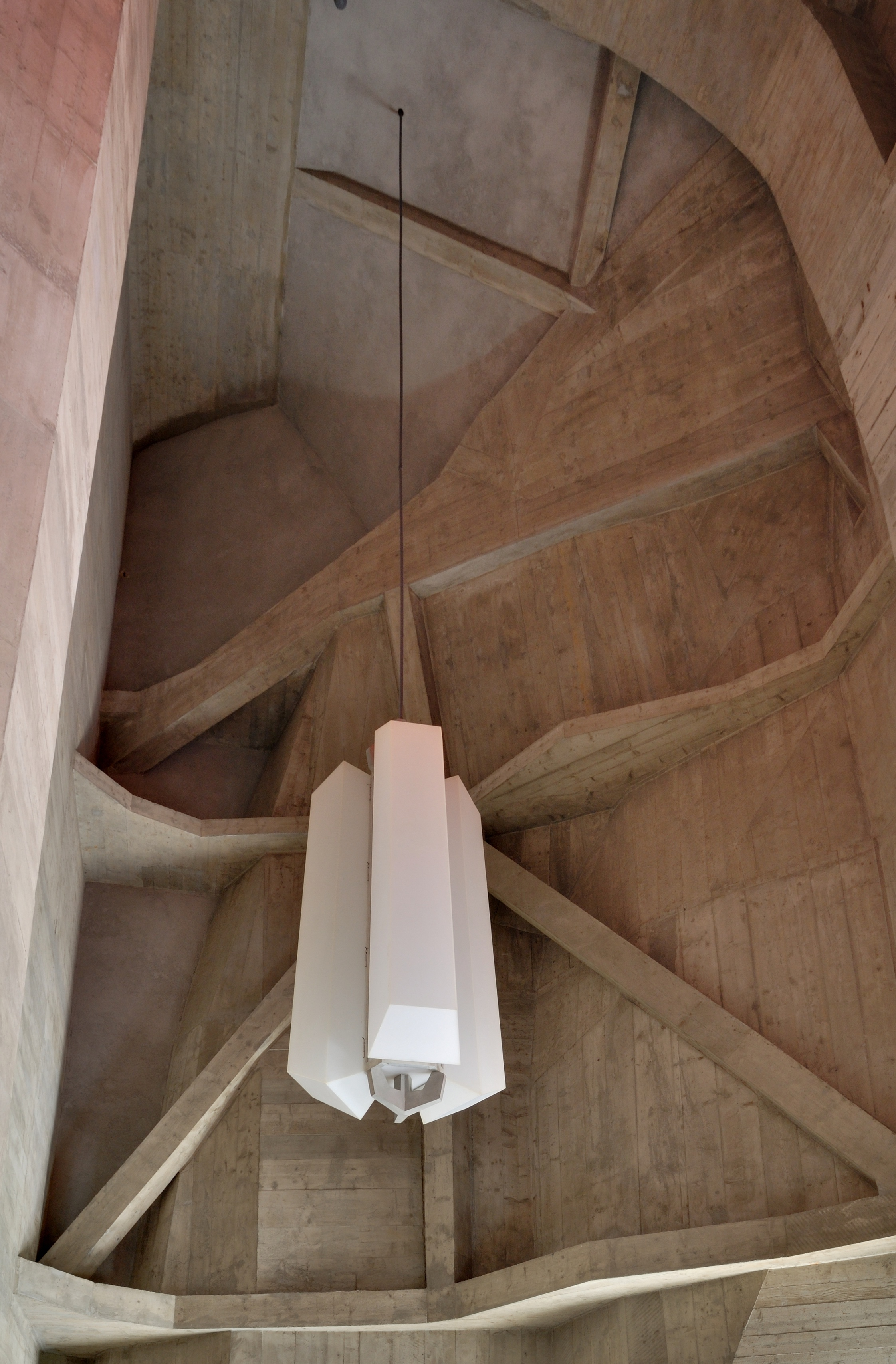
Konstruktionsdetails der Aussenhaut im Mittelgeschoss

Der ursprünglich als Probebühne ohne Zuschauerränge für die grosse Bühne konzipierte Grundsteinsaal hat seit 1952 ein Platzangebot für 450 Besucher und wird für Vorträge, Feiern sowie Theater- und Eurythmieaufführungen genutzt. Der vergleichsweise niedrige Raum verfügt trotzdem über sämtliche technische Einrichtungen, die für ein Theater notwendig sind. Während der Renovierung von 1989 bis 1991 wurde der Raum grossflächig mit Wandmalereien nach Skizzen von Rudolf Steiner gestaltet.
Der vom Architekten Rex Raab gestaltete Englische Saal wurde in den Jahren 1969 bis 1971 ausgebaut und ebenfalls mit Wandmalereien geschmückt und dient als Vortrags- und Vorlesungssaal. Die Benennung des Saals erinnert daran, dass im Besonderen Mitglieder und Förderer aus England durch ihre Spenden den Ausbau ermöglicht hatten. Der einfach gehaltene Terrassensaal dient für Gruppenarbeiten und wird auch als Raum für wechselnde Ausstellungen genutzt.

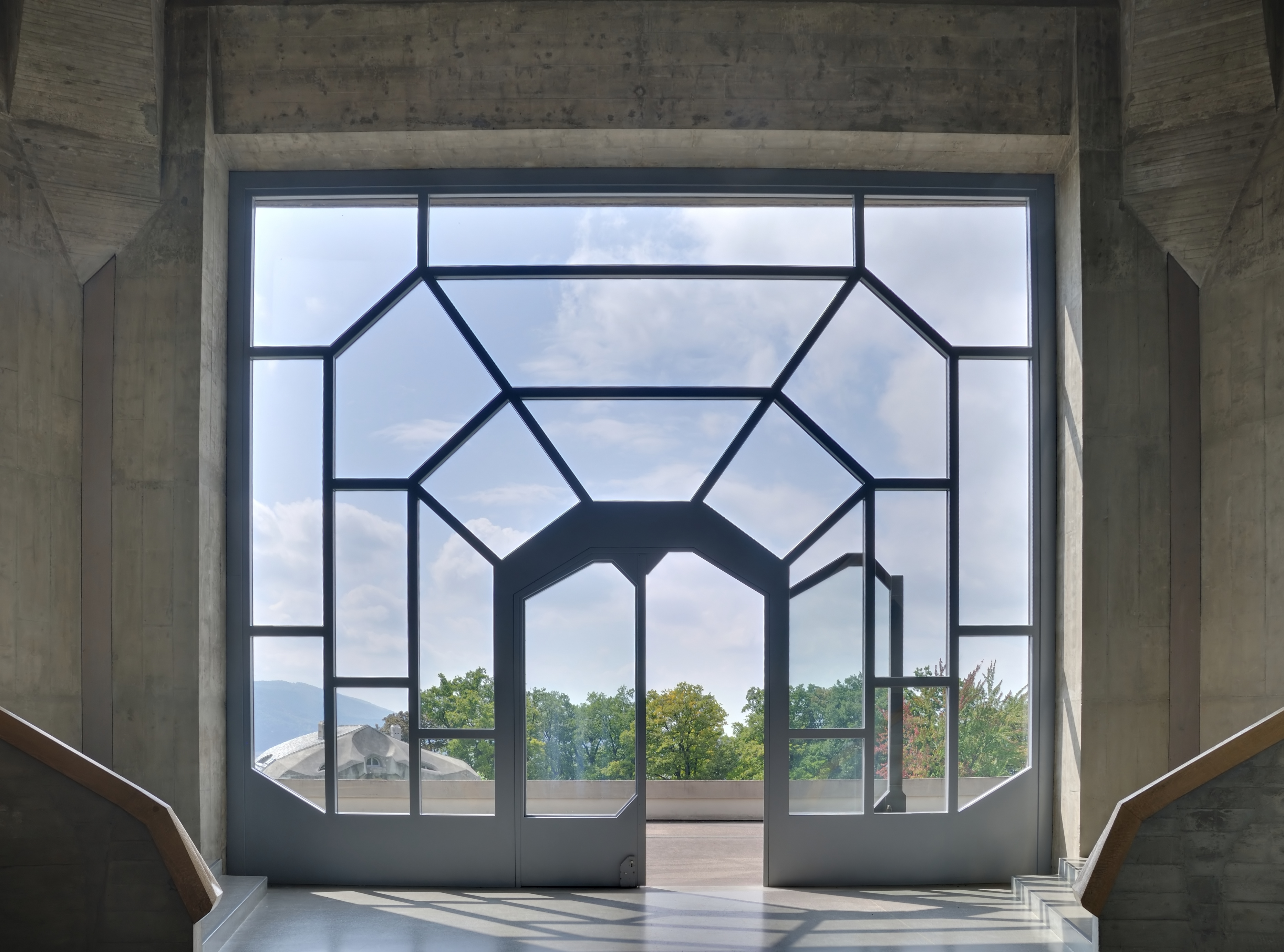
Portal zur Terrasse vom Westtreppenhaus aus gesehen

In der Westfassade befindet sich das repräsentative Hauptportal, das von drei mächtigen doppelflügeligen Türen im Sockelbau gebildet wird. Von da gelangt man zu den Garderoben des Grossen Saals und in das Foyer. Über diesen Eingang kommt man in das massive Westtreppenhaus, das von einer grosszügigen und breiten Doppelwendeltreppe gebildet wird. Im ersten Geschoss führt nach Westen eine von Eisenstreben durchzogene Glasfront mit doppelflügeliger Glastüre auf den als Terrasse genutzten Sockelunterbau. Nach Osten führt ein Gang zum Verwaltungstrakt des Goetheanums. Der Innenausbau des unverputzten und unbemalten Westtreppenhauses, der weitgehend den konstruktiven Formen in Gestalt von flach schwingenden Strebebögen folgt und damit viele innere Details der Konstruktion sichtbar macht, wurde von Rex Raab und Arne Klingborg gestaltet.

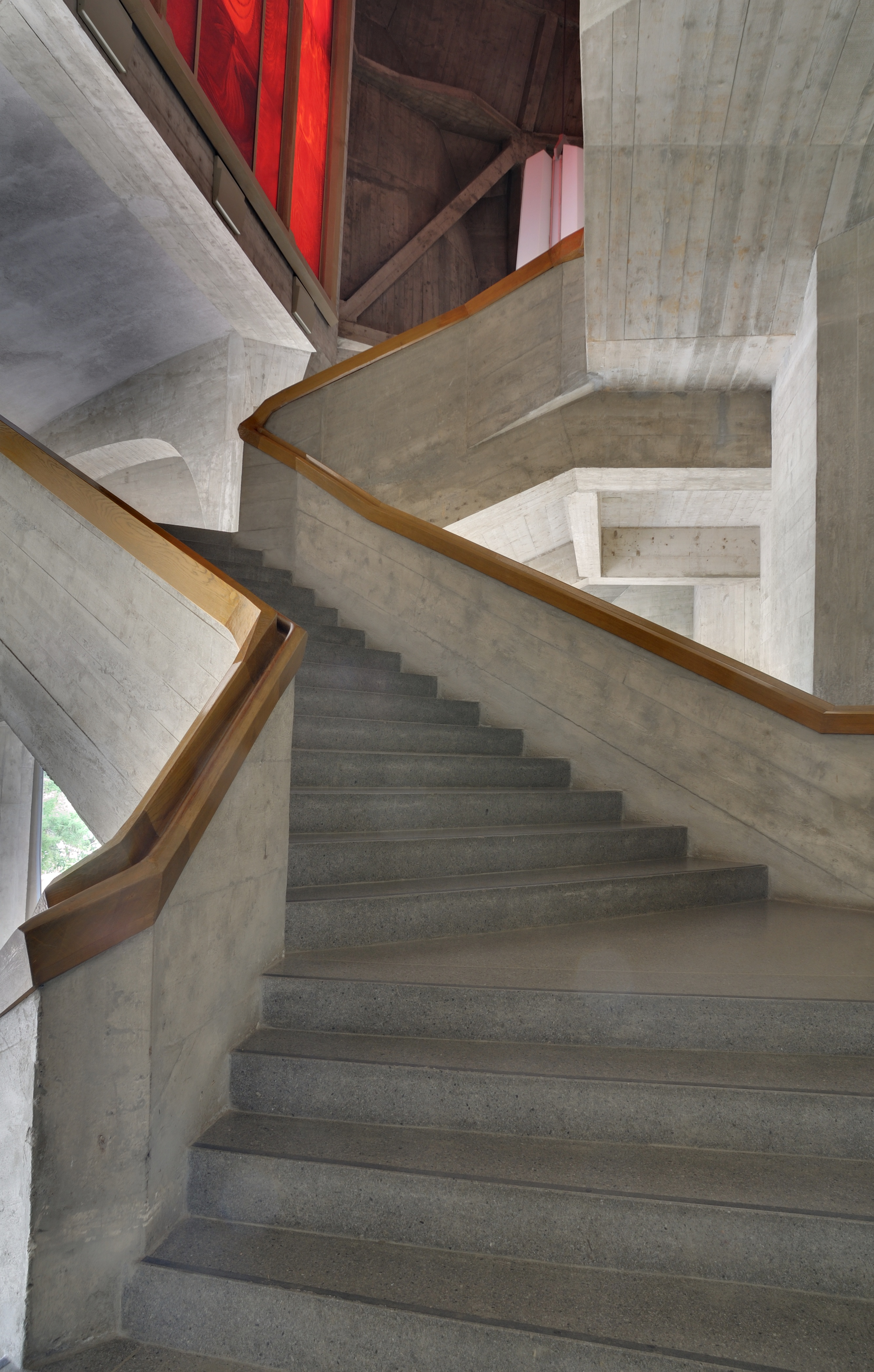
Detail des Westtreppenhauses
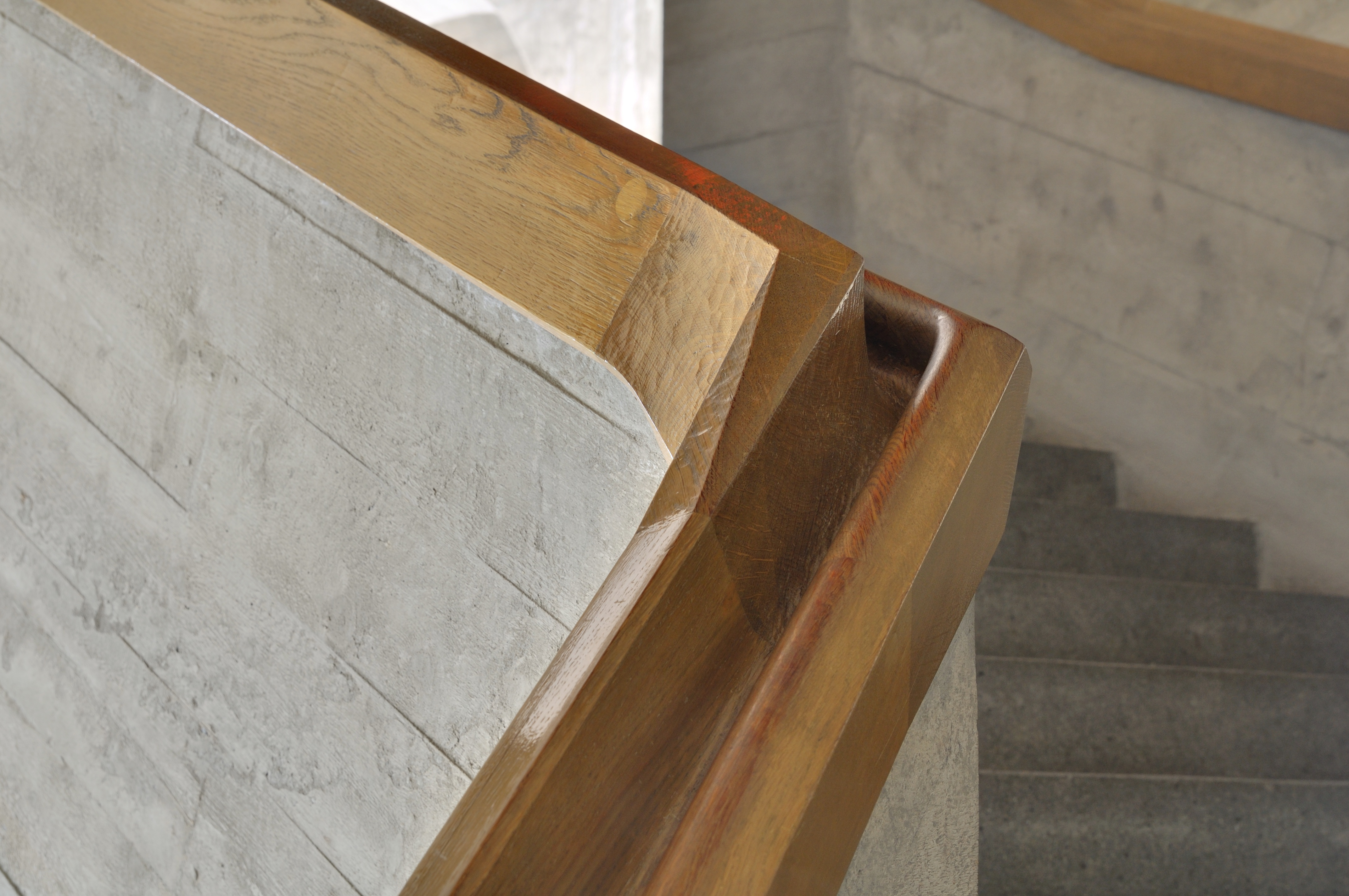
Handlauf
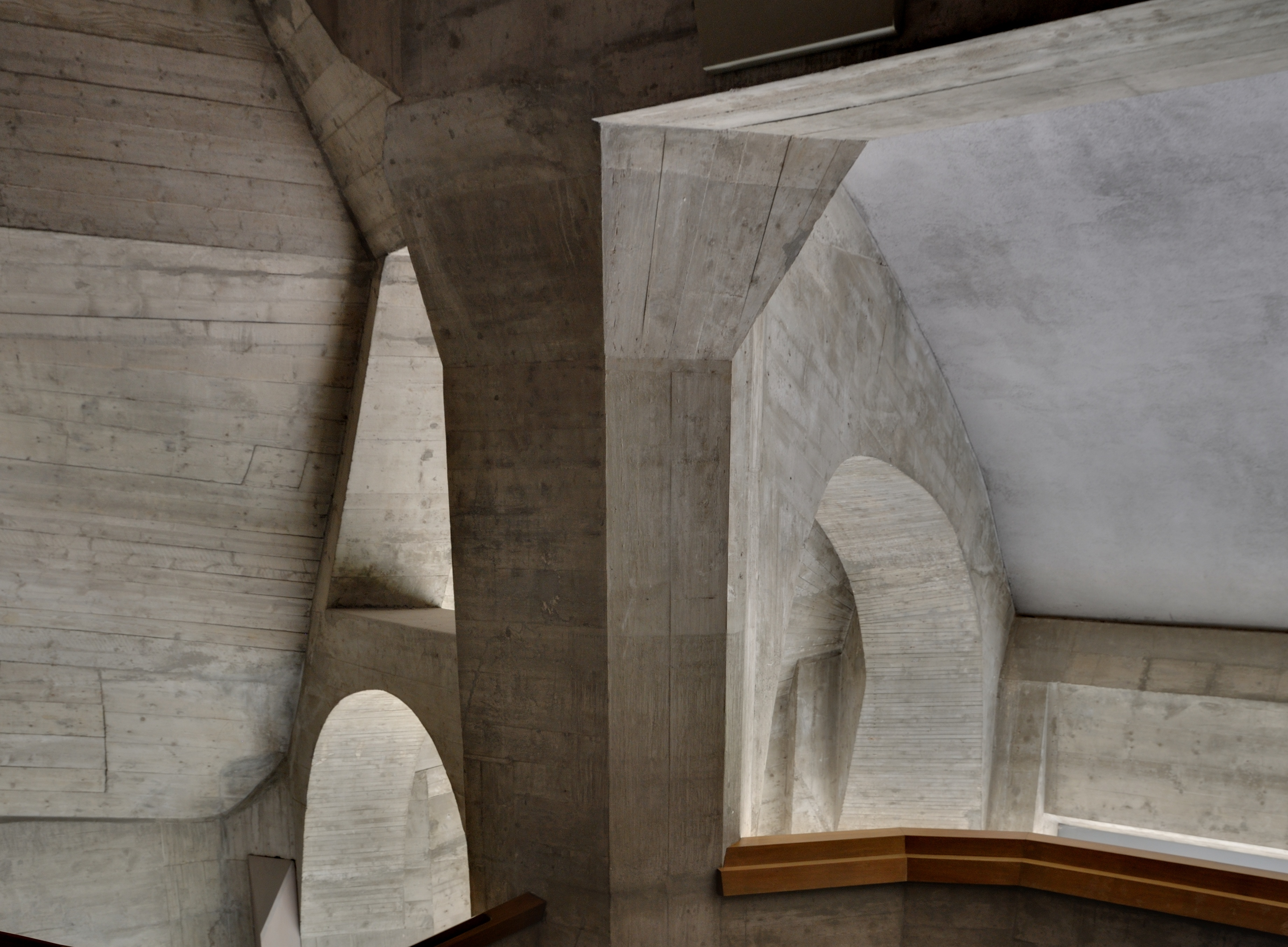
Konstruktionsdetail
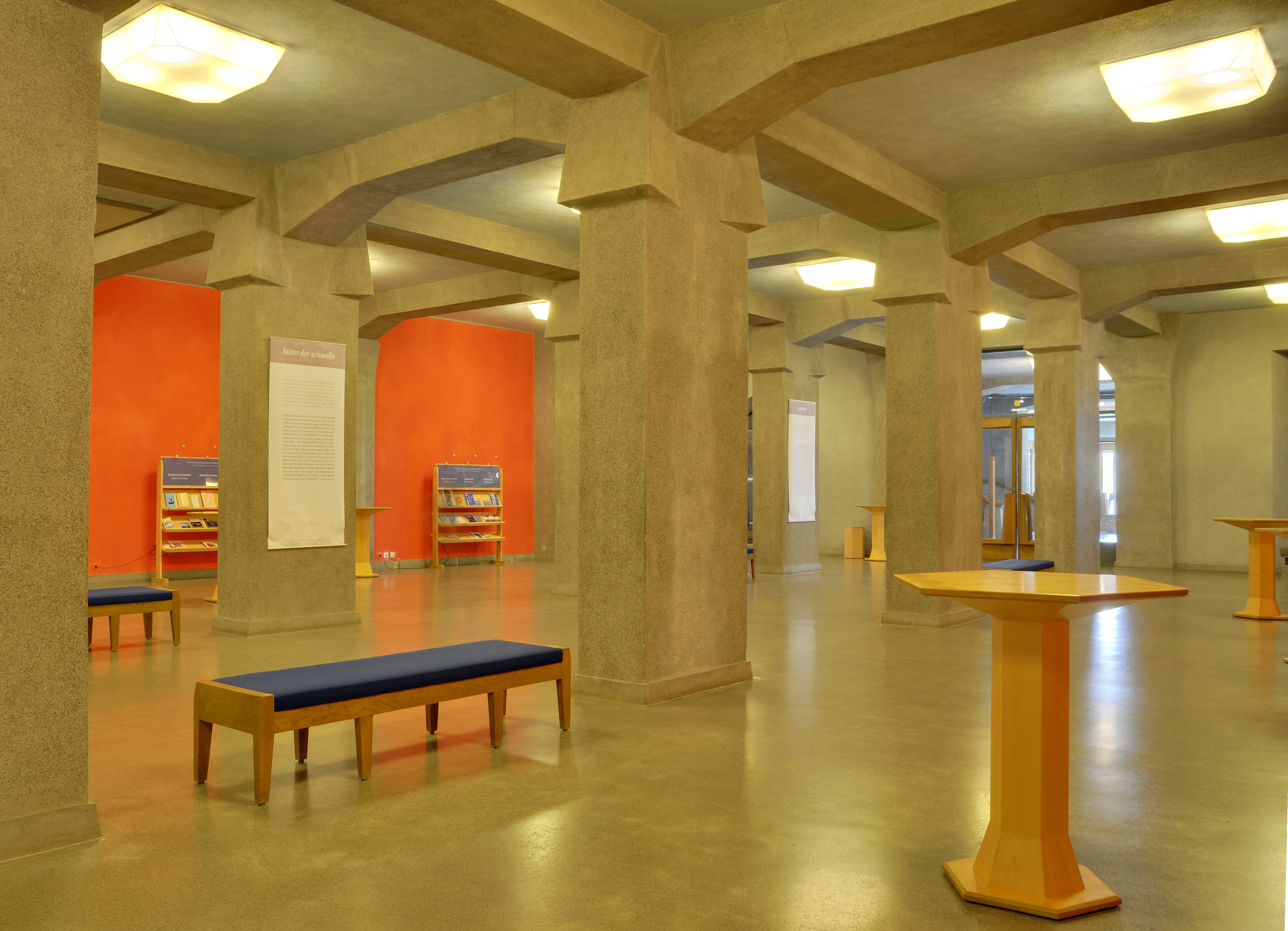
Foyer

#### Glasfenster

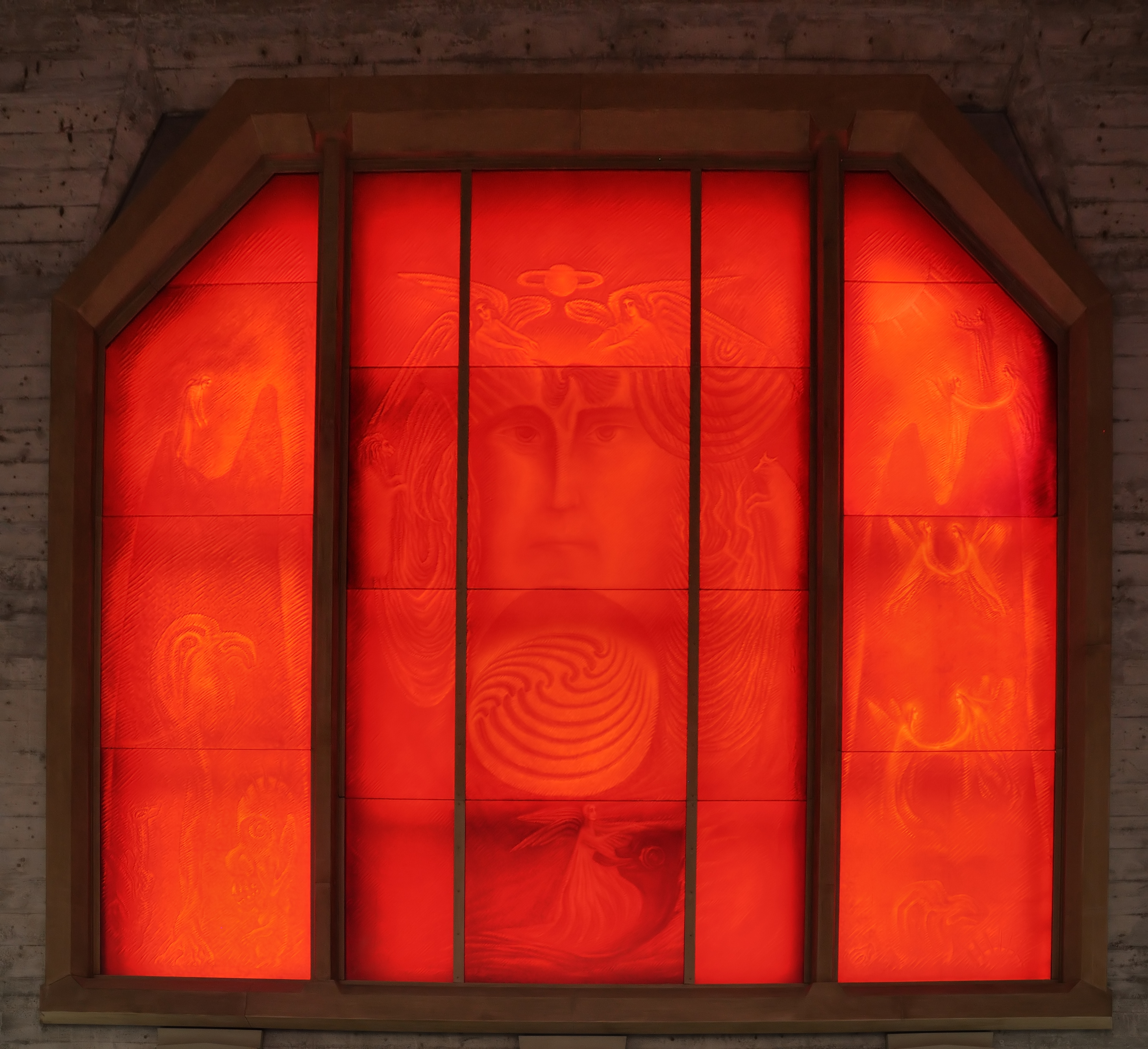
Rotes Fenster

Der weitere Weg treppaufwärts zum Grossen Saal führt an ein – von aussen kaum erkennbares – rotes Fenster in Form eines Triptychons. Das Thema dieses Fensters sowie der weiteren im Grossen Saal ist die individuelle Entwicklung des Menschen, sein Streben nach Erkenntnis und Weiterentwicklung.
Im linken Fenster blickt ein Mensch mit gesenktem Haupt von einem Berg; sein Blick aus Angst, Hass, Spott und Zweifel verstellt ihm den Blick der aufsteigenden gräulichen Tiere. Das mittlere Fenster stellt ein von Engeln umrahmtes, ernst blickendes Antlitz mit Lotusblumen dar. Die Einbindung dieses Individuums in den Kosmos wird durch angedeutete Tierkreisbilder des Löwen, des Stiers und mit dem Planeten Saturn dargestellt. Im unteren Teil ist eine Darstellung des Erzengels Michael, der Mut gefasst hat im Kampf mit dem Drachen. Im rechten Bild schliesslich haben die Wesen freien Ausblick auf geistige Höhen erlangt.
Die weiteren Fenster dieser Serie befinden sich im Zuschauerraum des Grossen Saals, beidseitig vom Eingang bis zur Bühne in einer Abfolge der Farben Grün, Blau, Violett und Rosa angeordnet. Da die Fenster innerhalb des Grossen Saals nicht wie im ersten Goetheanum als Triptychon gestaltet werden konnten, erfolgt «die motivische Dreiteilung der hohen Fenster» untereinander.
Die grünen Fenster stellen den Kampf mit dem Bösen dar. Die Schlange, die sich mit stechendem Blick in die Erde bohrt, symbolisiert im Nordfenster die kühle und scharfe Intelligenz. Im Südfenster stellt sich das Böse als verlockender Engel dar, der dem Menschen zwar Erkenntnis und Selbstständigkeit in Aussicht stellt, ihn aber von der geistigen Welt abbringt. In der Anthroposophie werden diese beiden Gestalten des Bösen als Ahriman und Luzifer bezeichnet.

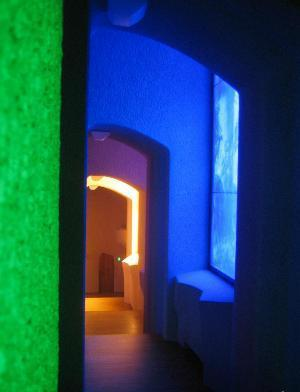
Gang am blauen Fenster

In den blauen Fenstern werden die Geheimnisse des Raumes offenbart. Der sogenannte «Geistesschüler» erkennt den Zusammenhang zwischen Makro- und Mikrokosmos. Das Südfenster stellt den Aufbau des Leibes dar, die Darstellungen im Nordfenster gehen auf den Zusammenhang der menschlichen Sinne – repräsentiert durch Seh- und Tastsinn – und des Kosmos ein.
Die violetten Fenster zeigen den Weg von Seele und Geist (Geistseele) und ihrer zeitlichen Entwicklung. Nach Rudolf Steiners Verständnis durchlaufen diese eine lange Reihe von Inkarnationen und eignen sich damit Fähigkeiten und Lebenserfahrung an. Im Südfenster bewegt sich die Geistseele von der geistigen Welt hinein in die irdische und befindet sich zwischen Tod und neuer Geburt. Als Januskopf dargestellt blickt sie gleichzeitig in die Vergangenheit und die Zukunft hinein. Unter der Situation wird ein Elternpaar gezeigt. Im Nordfenster beginnt die Geistseele ihren Zustand mit dem Tod – durch einen Leichnam dargestellt, der von seinen Angehörigen umringt ist. Der geschlängelte Weg des Lebens führt ihn in mehreren Stationen rückwärts vom alten Mann bis zum Säugling und von dort zu höheren Sphären. Auf diesem Weg setzt sich der Mensch mit der Frage, wie er zu Christus und Gott steht, auseinander; bildlich durch die Kreuze von Golgota und die Gesetzestafeln angedeutet.
Die rosa Fenster haben jene Dimension zum Thema, die jenseits von Raum und Zeit rein geistige Ziele verfolgt. Das Südfenster deutet in seinen Darstellungen die Meditation des Geistwesens der Menschen an. Das Nordfenster stellt die Frage dar, wie der Mensch zu Christus steht und wie Christus mit Luzifer und Ahriman umgeht.
Die Fenster stammen von der russischen Künstlerin Assja Turgenieff, die bereits beim Bau des ersten Goetheanums mitgewirkt hat. Die Herstellung der Fenster zog sich über Jahrzehnte hin, so dass diese erst zu Pfingsten 1945 eingeweiht werden konnten. Die Stärke der Glasplatten beträgt etwa 17 Millimeter. Die Farben der geschliffenen Scheiben wurden durch Zugabe von Metallen und Metallsalzen hergestellt. So erhielt beispielsweise das rote Fenster Zusätze von Gold, das grüne Fenster erhielt die Färbung durch Eisensalze. Die Motive wurden mit einem wassergekühlten Schleifkopf erstellt, um Spannungen und Risse am Werkstück zu vermeiden.

#### Grosser Saal

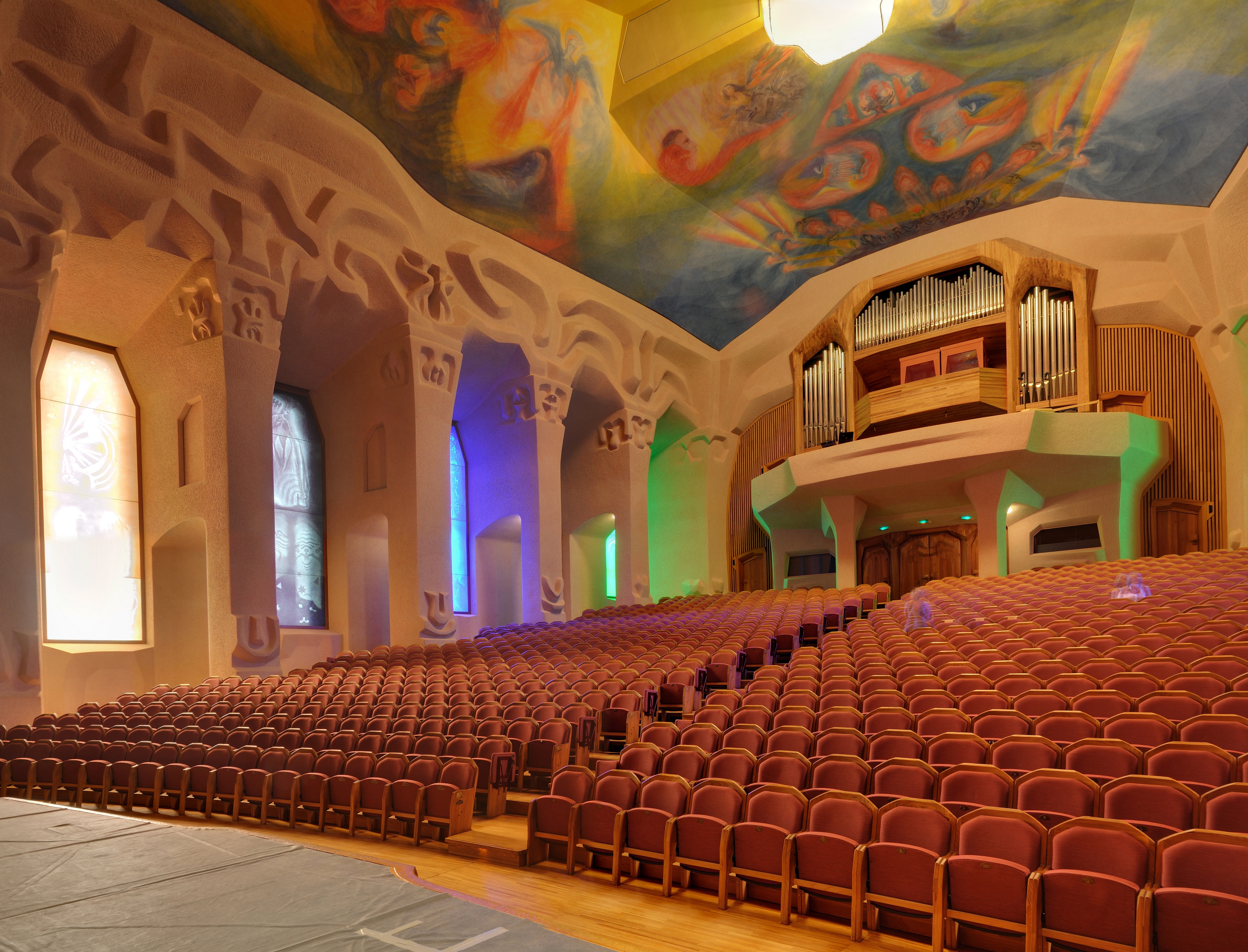
Blick von der Bühne zur Orgelempore und zur Südflanke

Der knapp 1000 Sitzplätze fassende Grosse Saal besteht in seiner Grundfläche aus einem sich zur quadratischen Bühne hin öffnenden Trapez. Die auseinander laufenden Wände vermitteln selbst den Zuschauern auf den hinteren Rängen durch die perspektivische Wirkung den Eindruck, der Bühne sehr nahe zu sein. Die Form von ineinander verlaufendem Quadrat und Trapez ist eine Metamorphose der Doppelkuppel des ersten Goetheanums. Für die Gestaltung des Grossen Saals konstruierte man an jeder Seite sieben Pfeiler, wobei der erste und der siebte mit den Ecken des Saals verschmelzen, was ebenfalls als bauliche Metamorphose zum ersten Goetheanum gedacht war. Bereits dort waren die sieben Säulen und Kapitelle mit dem darüber geschwungenen Architrav ausgestaltet worden. Durch die je vier Glasfenster auf der Nord- und Südwand ist der Zuschauerraum tagsüber in einem immanent farbigen Licht erleuchtet.
Die flache, ebenfalls trapezförmige Decke ist mit szenischen Bildern unter Nutzung von Pflanzenfarben ausgemalt. Die Deckenmalerei umfasst rund 560 Quadratmeter und besteht aus einem an der Decke aufgehängten Stahlskelett, auf das eine Mischung aus Gips, Kalk und Sand aufgespritzt wurde. Die Deckenmalerei über der Orgel zeigt in tiefen Blautönen den Schöpfungsvorgang, namentlich wirken die Elohim in die Erde hinein, symbolisiert durch Lichtwesen. Die weitere Darstellung von Augen und Ohren gehören zum geschaffenen Wesen. Das Bild setzt sich mit der alttestamentlichen Paradiesszene fort, in welcher der Mensch der Verführung durch die Schlange widerstehen muss. Daneben werden Griechenland und das Ödipus-Motiv gezeigt. An den Seitenrändern sind im Mittelteil – mit Blickrichtung zur Bühne – links das von einer Wasserkatastrophe zerstörte Atlantis und rechts das durch Feuer zerstörte Lemuria gemalt; diese beiden fiktiven Orte spielen in Steiners Geistesforschung eine Rolle. Zur Bühne hin sind der indische, persische und ägyptische Mensch als Repräsentanten der ersten historisch bekannten Hochkulturen dargestellt. Über der Bühne im Osten sind in der Form der Buchstaben I-A-O Szenen übereinander dargestellt: Gottes Zorn und Wehmut (I), der Reigen der Sieben (A) und der Kreis der Zwölf (O). Dies soll Aufforderung sein, die auseinanderstrebenden Kräfte des Denkens, Fühlens und Wollens zu vereinen.
Nach der Fertigstellung des zweiten Goetheanums wurde der Saal fast 30 Jahre lang im Rohbau genutzt und erst in den folgenden Jahrzehnten ausgestaltet. In den 1930er Jahren wurden die ersten Glasfenster eingesetzt und Anfang der 1950er Jahre die Orgel. Ein erster Innenausbau mit einfachen Formen erfolgte 1957 unter Leitung von Johannes Schöpfer (1892–1961). Da die ursprünglich eingehängte Decke aus Asbest nicht nur aufgrund der Gesundheitsgefährdung problematisch war, sondern auch akustisch wie optisch keine optimale Lösung darstellte, kam es zu einem Ideenwettbewerb für die Neugestaltung. Allerdings waren die Entwürfe umstritten und führten jahrzehntelang nicht zu einer endgültigen Lösung. Erst als die Behörden in den 1980er Jahren den Abbau von asbesthaltigen Bauteilen in von Personen genutzten, geschlossenen Räumen aus Gesundheitsgründen forderten, wurde der Rohbau 1989 ausgehöhlt und in der zweiten Hälfte der 1990er Jahre neu gestaltet.

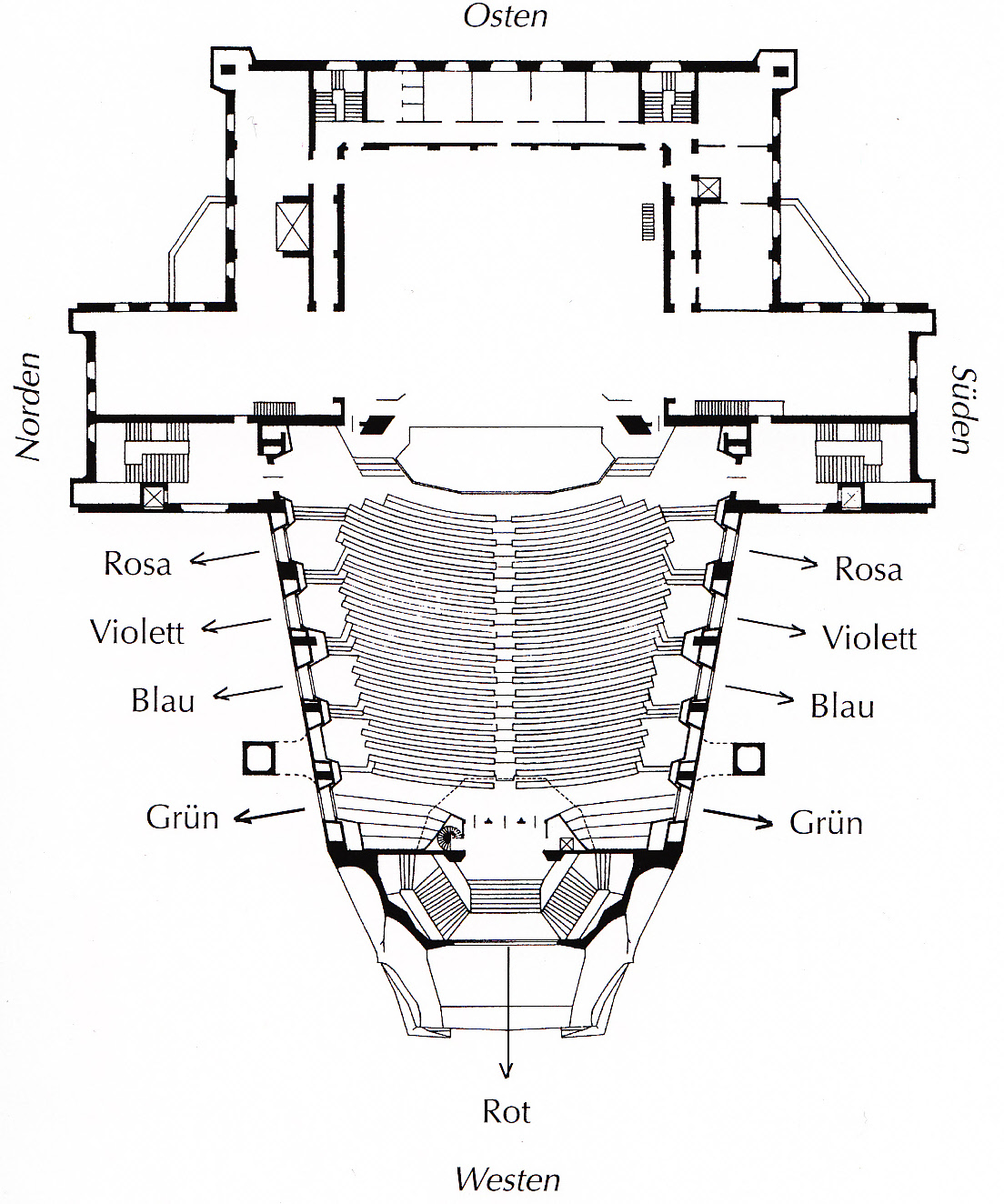
Grundriss des Grossen Saals mit Position der Glasfenster

Die problematische Akustik des ersten Saalbaus liess sich durch das Hinzufügen von schallschluckenden Teilen bei einem Saal dieser Grösse nicht befriedigend lösen. Im Juni 1994 beschloss der Vorstand des Goetheanums, Planungsarbeiten zum Umbau des Grossen Saals in Auftrag zu geben. In einem Zwischenbericht zeigte sich im Februar 1995, dass die Akustik immer noch nicht befriedigend gelöst werden konnte und drohte, den Zeitplan durcheinanderzubringen. Aus diesem Grund reisten am 6. März Akustiker ans Goetheanum, um die Möglichkeiten vor Ort auszuloten. Dabei machten sie den Vorschlag, dass die Halbpfeiler von der Aussenwand losgelöst werden sollten und stattdessen frei stehende, nicht tragende Pfeiler etwa 2,5 bis 3 Meter in den Raum an den Rand der Sitzreihen hineinragen sollten. Der Vorschlag der Akustiker musste auf seine Folgen für Statik und Kosten hin überprüft werden und wurde schliesslich am 23. Oktober 1995 von der Baubehörde unter Auflagen, die Brandsicherheit betreffend, zur Ausführung freigegeben. Am 12. August 1996 beging man den Baubeginn mit einem Festakt, an dem Ulrich Oelssner als Architekt und Christian Hitsch als künstlerischer Leiter beteiligt waren. Der Abbruch und die Demontage des Inventars begann. Die ausgebauten Glasfenster wurden im Keller zwischengelagert. Am 25. November wurden die Asbestsanierungsarbeiten abgeschlossen und der Abbruch war so weit vorangeschritten, dass man vom Saal aus das Dachgebälk sehen konnte. Im Dezember begannen parallel die Arbeiten an den Pfeilern und Architraven und Ende des Monats waren die Abbrucharbeiten vollständig abgeschlossen. Im Januar 1997 wurden die Bewehrungsgerüste in der Südwand eingebaut, die später mit Spritzbeton aufgefüllt wurden. Nach demselben Prinzip stellte man auch die Nordwand und die Decke her, die später noch für die endgültige Formgebung behauen werden sollten. Damit die Gestaltung mit dem Beton leichter möglich war, wählte man als Beimischung Bims- und Kalkstein statt des sonst üblichen Flusskieses. Für den rötlichen Farbton wurde Eisenoxidpulver, als anorganisches Pigment, beigegeben.
Am 14. Februar 1997 wurde die betonierte Orgelempore fertiggestellt. Die am Dachstuhl abgehängte Deckenkonstruktion wurde am 23. Juli 1997 mit 35 Tonnen Gips-Kalk-Putz gefüllt und am 16. Oktober konnte mit der Deckenmalerei begonnen werden. Anfang 1998 wurden die Glasfenster wieder eingesetzt und bereits am 3. April konnte der Saal wieder dem Betrieb übergeben werden. Die Baukosten für den Saalumbau betrugen rund 25 Millionen Franken und wurden zum grössten Teil aus Spenden finanziert.
Der 1998 abgeschlossene Saalbau erntete Lob für die Beseitigung des Asbests, die Verbesserung des Lichts, der Stühle und der Akustik und die installierte Konferenztechnik. Die Bauherren sahen sich aber auch, und bis heute, mit starker Kritik aus der internationalen Mitgliedschaft und Öffentlichkeit konfrontiert, die die künstlerische Gestaltung für einen Fehlgriff halten. Man habe, so dieser «Retrovorwurf», das erste Goetheanum manieristisch in das zweite hineingebaut und damit einen Rückschritt vollzogen, statt die grosse künstlerische Ernüchterung Steiners vom ersten zum zweiten Bau auch im Innern des Saales fortzusetzen.

#### Bühne

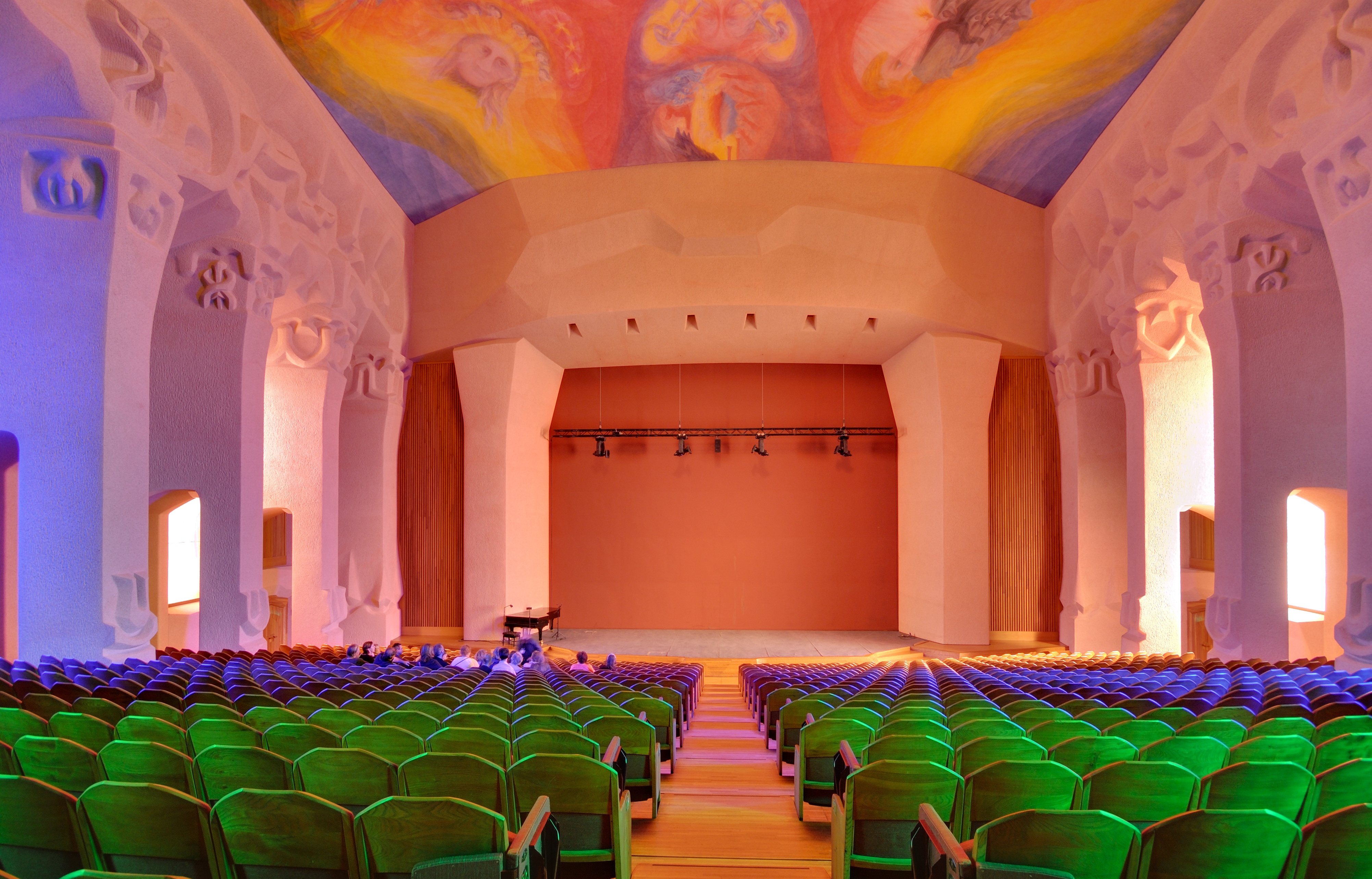
Zuschauerraum und Bühne

Der Grosse Saal beherbergt hinter dem Bühnenvorhang einen fast kubischen Bühnenraum. Er misst 23 Meter Breite, 21,4 Meter Höhe bis zum Schnürboden und 19,4 Meter Tiefe. Damit soll er bis in die 1960er Jahre die grösste Bühne Europas gewesen sein. Beidseitig der Hauptbühne schliessen sich, durch weite Tore abgetrennt, im Nord- und Südtrakt kleinere Seitenbühnen an, die für die Vorbereitung von Kulissen und Requisiten dienen. Das Bühnenportal hat eine Höhe von 8,5 Meter, sodass die Oberbühne 12,9 Meter misst. In ihr können Vorhänge, Schleier, Dekorationen und variable Bühnenbilder untergebracht werden. Der Bühnenboden hat verschiebbare Teile, die je nach Bedarf erhöht oder abgesenkt werden können. Zur Bühnenmaschinerie gehören auch an den Wänden untergebrachte mechanische Geräuschmaschinen. Beispielsweise wird das Geräusch für Regen durch eine drehende Trommel mit Kies erzeugt und das Donnergeräusch durch eine Stahlkugel, die in einen hölzernen Kanal fällt. Die grundlegende Gestaltung der Bühne geht auf das Errichtungsjahr 1928 zurück; 2013 bis 2014 wurde die Bühnentechnik nach 85 Jahre Betrieb generalüberholt und modernisiert. Die Lichtanlage der Goetheanum-Bühne ist darauf ausgelegt, den ganzen Bühnenraum in flutendes Licht zu tauchen, wie es für die Eurythmie üblich ist; bei dieser Bewegungskunst kommt es weniger auf punktuelle Lichtakzente durch Spots und Verfolger an als vielmehr auf eine den gesamten Bühnenraum umfassende, grossflächige Farbgestaltung durch die Beleuchtung. Die Anlage, die auf einer Beleuchtungsbrücke in der Decke beidseitig der Zentralleuchte sowie in den Seitenpfeilern montiert ist, vermag sowohl vielfältige Farbwirkungen zu erzeugen als auch das Licht im Randbereich sehr differenziert zu gestalten. Die Steuerkabine der Lichttechnik befindet sich links, die der Tontechnik symmetrisch dazu rechts hinter den Zuschauerrängen.

#### Orgel

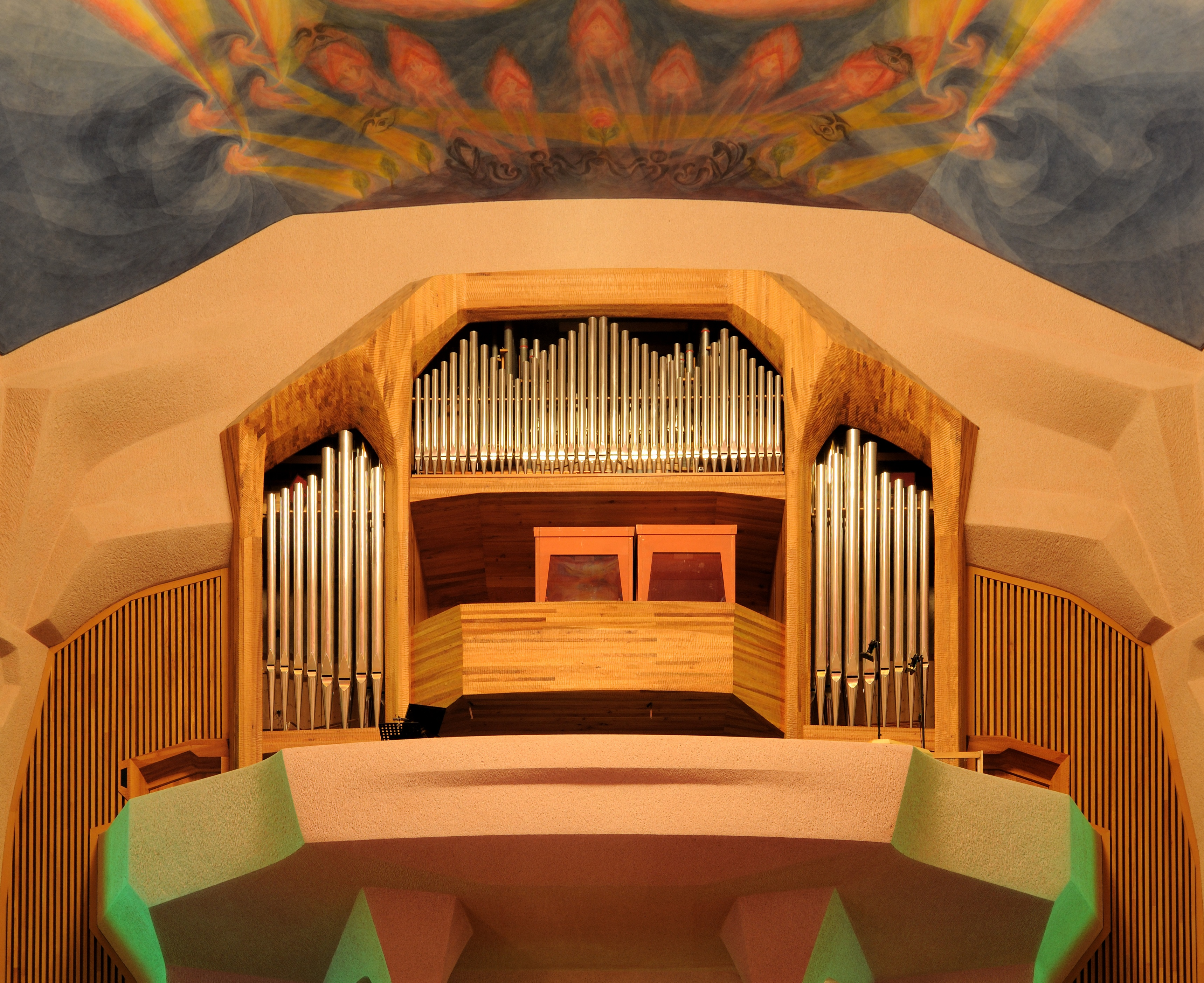
Orgel und Empore

Die Orgel im Grossen Saal wurde 1957 von Orgelbau Kuhn aus Männedorf mit 28 Registern erbaut. Das Instrument steht auf einer Empore aus Spritzbeton über dem Eingangsportal gegenüber der Bühne. Der unter Verwendung von Ulmenholz gebaute Prospekt entstand im Jahr 1998 und passt sich dem architektonischen Stil des Goetheanums an.
Mit der Neugestaltung des grossen Saales wurde entsprechend Steiners Vorgaben eine Anpassung der Orgel erforderlich. Daher wurde das Instrument 2000 wieder eingebaut und 2004 von der Saalfelder Orgelbaufirma Rösel & Hercher umfassend überarbeitet, mit einem neuen Spieltisch und neuen Trakturen ausgestattet und der sensiblen Raumakustik angepasst und neu intoniert.
Die Orgel hat heute 30 klingende Register auf zwei Manualen und einem Pedal und arbeitet mit Schleifladen. Sowohl die Register- wie die Spieltrakturen sind elektrisch.
In klanglicher Hinsicht weist das Instrument zwei Besonderheiten auf, die Ausführungen von Steiner zur Musik aufgreifend. Zum einen beträgt die Stimmtonhöhe C = 128 Hz, was a1 = 432 Hz entspricht. Zum anderen wurde eine spezielle, musikphilosophisch inspirierte Stimmung realisiert, die von der Anthroposophin Maria Renold (1917–2003) entwickelt wurde und auf die übliche Temperierung zugunsten vieler reiner Quinten verzichtet (Zwölf-Quintentöne-Leiter).
| I Hauptwerk C–g3 |              |        |   |
| 1.               | Quintatön    | 16′    |   |
| 2.               | Prinzipal    | 08′    |   |
| 3.               | Hohlflöte    | 08′    |   |
| 4.               | Gemshorn     | 08′    |   |
| 5.               | Octave       | 04′    |   |
| 6.               | Rohrflöte    | 04′    |   |
| 7.               | Nachthorn    | 02′    |   |
| 8.               | Quinte       | 2 ⁄3′  |   |
| 9.               | Terz         | 1 3⁄5′ | R |
| 10.              | Mixtur IV–VI | 02′    | R |
| 11.              | Trompete     | 08′    |   |

| II Schwellwerk C–g3 |              |        |
| 12.                 | Suavial      | 8′     |
| 13.                 | Gedeckt      | 8′     |
| 14.                 | Prinzipal    | 4′     |
| 15.                 | Spitzflöte   | 4′     |
| 16.                 | Superoctave  | 2′     |
| 17.                 | Nasard       | 2 ⁄3′  |
| 18.                 | Larigot      | 1 3⁄5′ |
| 19.                 | Scharf IV–VI | 1′     |
| 20.                 | Dulzian      | 8′     |
| 21.                 | Schalmei     | 4′     |

| Pedal C–f1 |                     |     |
| 22.        | Prinzipalbass       | 16′ |
| 23.        | Subbass             | 16′ |
| 24.        | Prinzipal           | 08′ |
| 25.        | Spitzflöte          | 08′ |
| 26.        | Octave (aus Nr. 24) | 04′ |
| 27.        | Rohrflöte           | 04′ |
| 28.        | Mixtur V            | 04′ |
| 29.        | Bombarde            | 16′ |
| 30.        | Zinke (aus Nr. 29)  | 8′  |

Anmerkung:
- R = von Rösel ergänztes Register

#### Süd- und Nordflügel

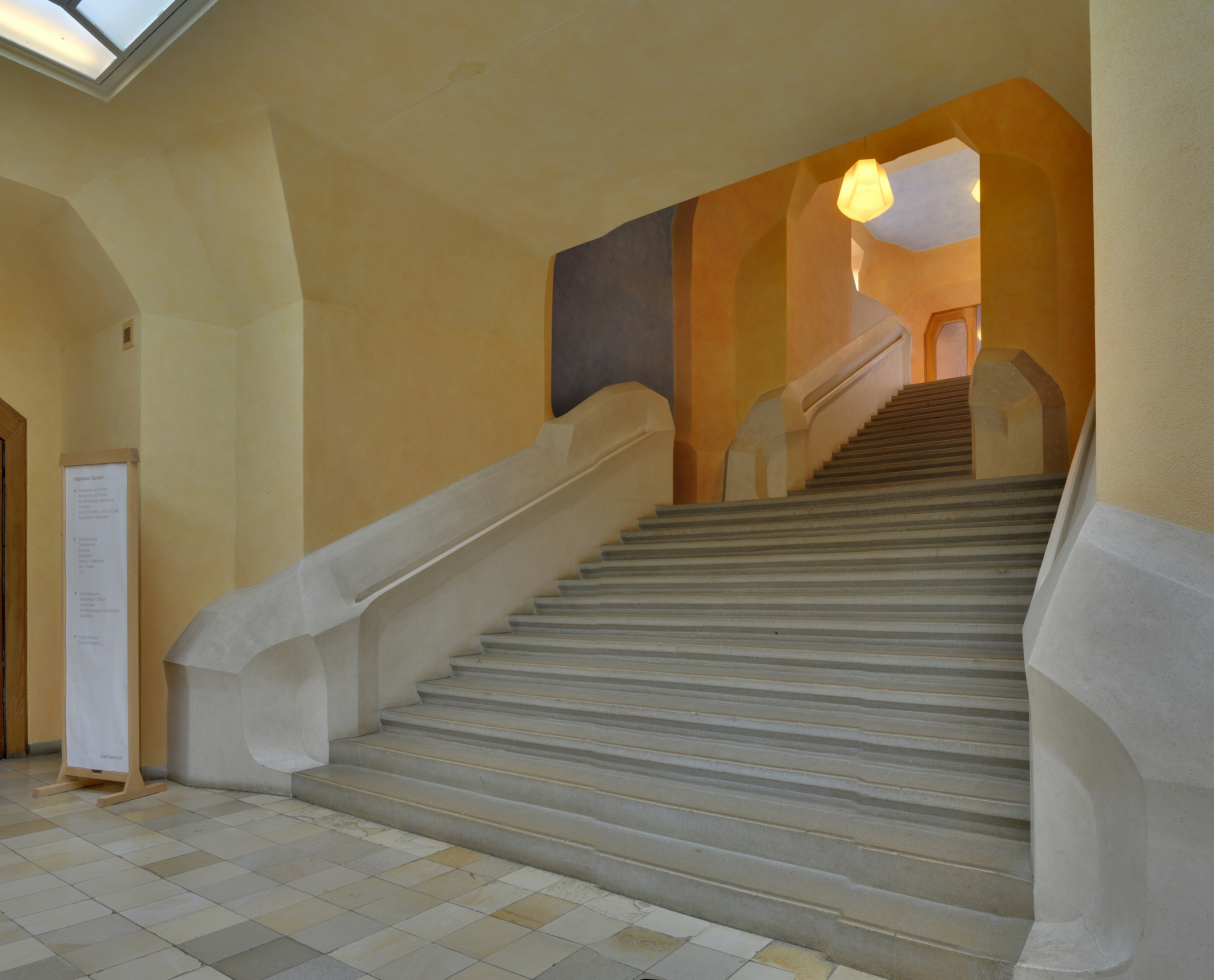
Südtreppenhaus

Der Südeingang wird im täglichen Betrieb am häufigsten benutzt. Ähnlich wie im Westtreppenhaus setzt sich das Gestaltungsprinzip des Äusseren im Inneren fort. Auffällig ist, dass im Geländer ein Handlaufprofil eingearbeitet ist, welches dem Griff der menschlichen Hand entspricht. Das Treppenhaus im Südtrakt sowie das dazugehörige Vestibül wurden 1930 fertiggestellt. Weitere Ausbauten wurden in den Jahren 1951 und 1993 vollzogen. In diesem Bauteil wurde im Jahr 1981 im ersten Geschoss ein Konferenzraum gebaut, im 5. Stock ein Ausstellungsraum 1935 fertiggestellt und im 6. Stock folgte das sogenannte Südatelier im Jahr 1993. Das 1987 bis 1991 vollendete Nordtreppenhaus führt im 5. Stock zum Nordsaal (1986) und im 6. Geschoss zum Nordatelier (1987). Im Gegensatz zum Westteil sind Wände und Decken im Treppenhaus mit warmen Farbtönen bemalt. Die Farbgestaltung aus den 1980er Jahren geht auf das Konzept des in Schweden lebenden Malers Fritz Fuchs (* 1937) zurück.

#### «Menschheitsrepräsentant»

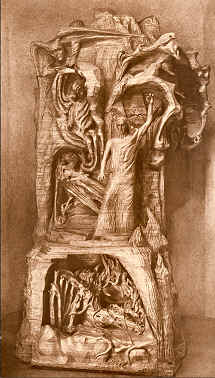
Steiner, Maryon: Der Menschheitsrepräsentant

Der sogenannte «Menschheitsrepräsentant» mit dem Werktitel Der Menschheitsrepräsentant zwischen Luzifer und Ahriman ist mit über acht Meter Höhe und einer Masse von 20 Tonnen die grösste Skulptur im Goetheanum. Sie wurde zur Zeit des ersten Goetheanums von Rudolf Steiner und Edith Maryon ab August 1914 geschaffen. Da sie damals, weil noch unvollendet, nicht im Goetheanum, sondern im Hochatelier der Schreinerei aufgestellt war, überstand sie den Brand. Die geschnitzte Holzskulptur, die ursprünglich hinten auf der Bühne des Grossen Saales des ersten Goetheanums stehen sollte, befindet sich seit 1935 in einem separaten Ausstellungsraum im 5. Obergeschoss, zugänglich über das südliche Treppenhaus.  In den 1960er Jahren wurde eine erste umfassende Restauration der Skulpturengruppe und seiner Vorstudien vorgenommen. Im genannten Ausstellungsraum steht ein von innen begehbares detail- und materialgetreues Modell des ersten Goetheanumbaus im Massstab 1:20.
Die Figurengruppe wird dominiert von der zentralen Darstellung eines frei stehenden, energisch und standhaft wirkenden Christus (→ Steiners Christologie), welcher die linke Hand erhoben hat und dessen rechter Arm nach unten weist. Den Hintergrund bildet eine Felsformation, aus der auf der rechten Seite eine Luziferfigur mit gebrochenen Flügeln herausragt. Luzifer wird ob der Übermacht Christi in die Tiefe gestürzt. Die Basis der Skulptur bildet eine angedeutete Höhle, in der sich der ausgemergelte Ahriman befindet. Sowohl Luzifer wie Ahriman werden ein weiteres Mal links von Christus dargestellt. 
Trotz des religiösen Anklangs betonen Anthroposophen, dass der Menschheitsrepräsentant keine religiöse Skulptur sei, sondern mit dem gesamten Schicksal der Menschheit zu tun habe. Entgegen der fachsprachlich korrekten Bezeichnung beschrieb Rudolf Steiner die Statue übrigens bewusst als Holzplastik und nicht als Skulptur. Er differenzierte den Begriff, da er im Herstellungsprozess der Skulptur einen lebendigen Prozess sah, aus dem der Holzblock ins «Plastische» hervortrete. Die Skulptur wurde 2011 unter Denkmalschutz gestellt. Eine tatsächliche Deutung der Figur bleibt schwierig und die dazu erschienene Literatur bietet eine Vielzahl an Möglichkeiten. Der Historiker Helmut Zander, der sich in seiner Habilitationsschrift sehr ausführlich mit der Geschichte der Anthroposophie auseinandersetzte, beschrieb den «Menschheitsrepräsentanten» als Skulpturenensemble, der in Steiners Weltbild zwischen Materialismus und Spiritualismus stehe und eine Art Erlöserfigur angesichts der Bedrohungen des Menschen sei. Die Frage, welcher der beiden Künstler massgeblich an der Erstellung der Skulptur gewirkt hat, wurde in der neueren Forschung eher zugunsten Maryons ausgelegt, nachdem ihre Rolle zunächst unterbeleuchtet geblieben war.
1935 wurde im gleichen Bauabschnitt wie der Ausstellungsraum für die Gruppe des «Menschheitsrepräsentanten» ein kleiner «Urnenraum» als Andachtsraum eingerichtet. Er diente den Urnen mit der Asche Rudolf Steiners sowie einiger seiner Mitarbeiter und wurde feierlich zum zehnten Todestag Steiners eröffnet. Der Eingang befindet sich im Ausstellungsraum auf der Sockelhöhe gegenüber der Skulptur. 1992 wurde Steiners Urne – und in der Folge die weiteren, die sich angesammelt hatten – dann aber im Gedenkhain bei der Rudolf-Steiner-Halde beigesetzt, so dass seither dieser Raum nicht mehr benutzt wird.

#### Nichtöffentliche Räume

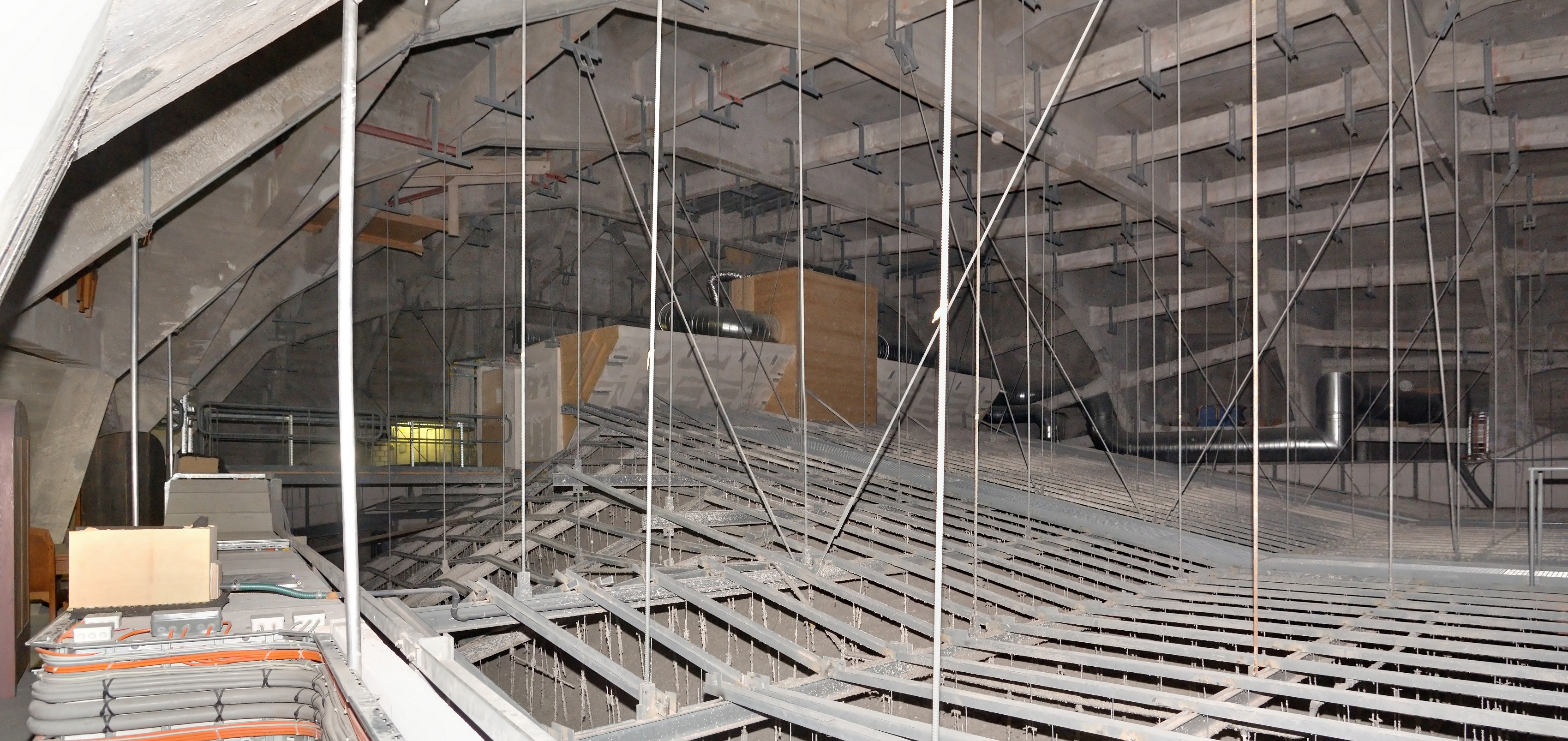
Dachstuhl mit Aufhängung der Decke des Grossen Saals, mittig die Leuchteinheit

Das Goetheanum ist kaum unterkellert. Die wenigen und niedrigen Kellerräume wurden in den 1990er Jahren erweitert und als Archiv, Lager und für technische Einrichtungen ausgebaut. Das Archiv ist von den Kellerräumen über einen unterirdisch begehbaren Gang mit dem Heizhaus verbunden, und zwar bereits seit der Zeit des ersten Goetheanums. Die fehlenden Kellerräume werden durch viele Räume, Nischen und Korridore kompensiert. Bereits um den Grossen Saal herum befindet sich ein Hohlraum, der zwischen Dach und Decke stellenweise sieben Meter Höhe erreicht. Das Dach wird von Bindern getragen, an denen Stahlstäbe zur Aufhängung befestigt sind. In so einem Zwischenraum ist die Beleuchtungsbrücke mit der zentralen Leuchteinheit untergebracht. Der Hohlraum setzt sich an den Seiten fort bis in die Luftwurzeln. Oberhalb des Grossen Saals befinden sich zwei Requisitenlager in der obersten Plattform, die unter anderem tausende Theaterkostüme beherbergen. Von diesen Räumen gelangt man in die nur rund 80 Zentimeter breiten Zwischenräume zwischen den farbigen Glasfenstern und den aus Panzerglas bestehenden Aussenfenstern. Weitere Räume rund um den Bühnenbereich sind nur über zwei interne Treppenhäuser erreichbar. Sie enthalten Büros für den Bühnenbetrieb, Garderoben, ein Mitarbeitercafé sowie Lagerräume für Kulissen und Requisiten. Das nordöstliche Treppenhaus befand sich bis in die 2000er Jahre im oberen Abschnitt nur im Rohzustand und bestand nur aus Beton und Eisenarmierungen.

#### Lüftungs- und Brandbekämpfungssystem
Im ganzen Haus befinden sich insgesamt zwölf Lüftungsanlagen. In einem Lüftungssystem wird frische Luft aus dem sogenannten Lichthof – einem freien Raum zwischen Oberbau und Terrasse im Nordosten – in den Keller angesaugt, um ihn dann, nachdem er die Heizaggregate passiert hat, über Kanäle mit grossem Querschnitt unter dem Boden des Grossen Saals zu verteilen. Die grossen Querschnitte sorgen einerseits dafür, dass der Luftstrom nicht als Zugluft empfunden wird, andererseits ist die Lüftung technisch äusserst geräuscharm. Die im Saal zirkulierende Luft wird über den Glasfenstern und der Zentralleuchte gesammelt. Die darin noch enthaltene Wärme wird über Wärmepumpen extrahiert und in den Keller geleitet, um die frische Luft vorzuwärmen. Die Abluft wird über das Dach nach aussen geblasen.
Im selben Kreislauf lässt sich die Lufttemperatur gegenüber der Aussentemperatur absenken. Für die Kühlung stehen zwei grosse Wasserbecken von 160 Kubikmeter Regen- und 220 Kubikmeter Sprinklerwasser zur Verfügung. Beide Becken können im Bedarfsfall über eine Sprinkleranlage im Goetheanum zur Brandbekämpfung eingesetzt werden. Am Ende der Löschwasserleitungen steht das Wasser für die Toiletten zur Verfügung. Über Wärmepumpen wird das Wasser im Sprinklerbecken auf 6 °C abgekühlt und die überschüssige Wärme in das Regenwasserbecken geleitet. Das mit günstigerem Nachtstrom abgekühlte Wasser kann tagsüber durch die Lüftungen in den Saal geleitet werden und ihn um bis zu sieben Grad abkühlen.

### Parkanlage und Bauwerke in der Umgebung

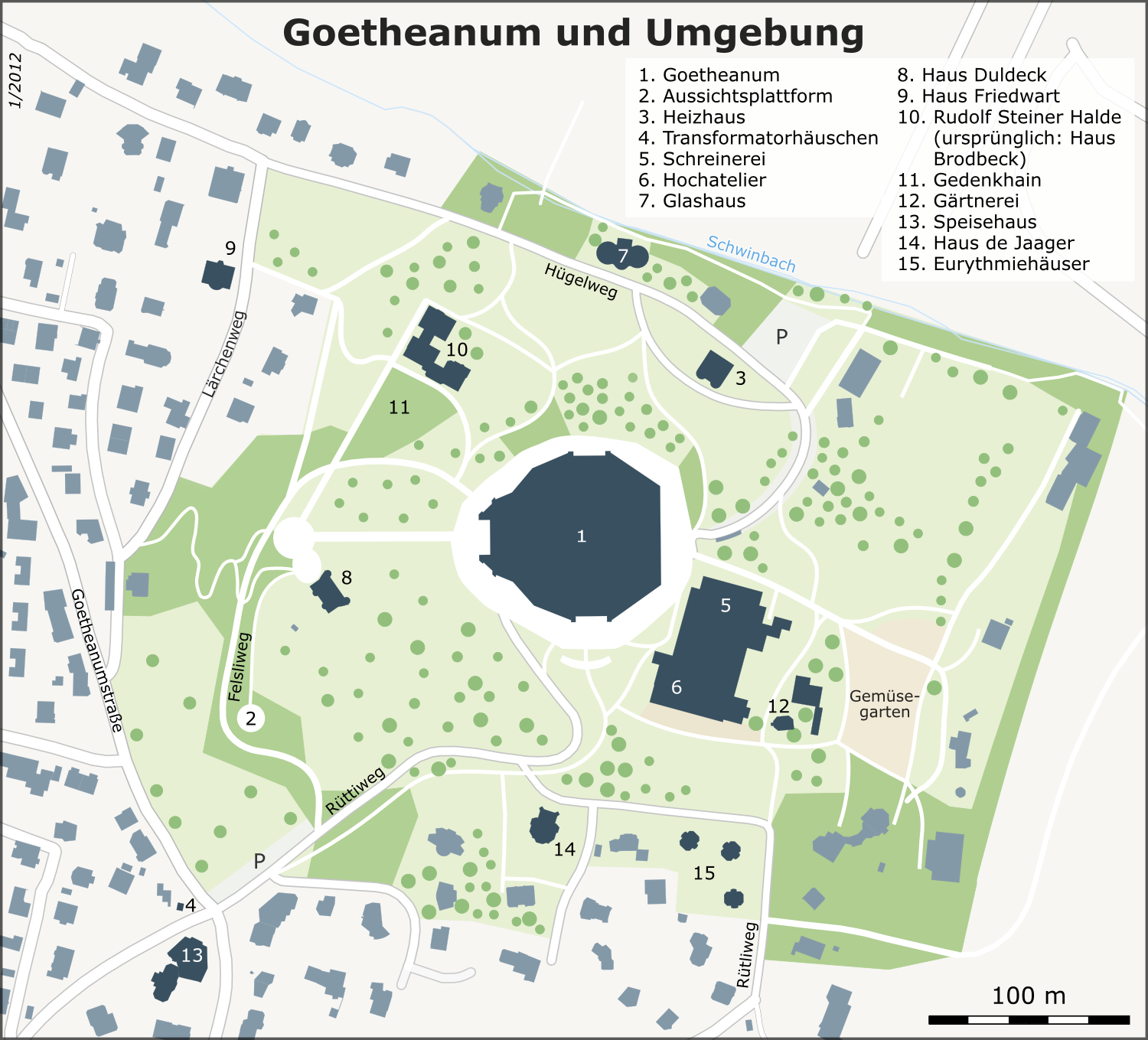
Umgebungskarte Goetheanum

Das Goetheanum und der umliegende Park bilden ein zusammengehörendes Ensemble. Um das Goetheanum herum befinden sich gegenwärtig (Stand: September 2011) über 180 private Wohnhäuser sowie Verwaltungs- und Zweckbauwerke, die ebenfalls zum Teil von Rudolf Steiner entworfen wurden. Das Konzept der «Kolonie» hatte sich bereits beim Bau des ersten Goetheanums abgezeichnet.
Auf den vier Architekturpfaden auf dem Dornacher Hügel kann man seit ihrer Eröffnung in der zweiten Jahreshälfte 2011 die wichtigsten Bauwerke der Siedlung in Dornach und dem benachbarten Arlesheim erkunden.
Die organische Form des Goetheanums setzt sich in der Landschaftsgestaltung des Hügels mit Möblierungen wie Sitzbänken, Gartentoren oder Laternen sowie Marksteinen fort. Dazu gehört auch eine über sieben ringförmig angeordnete Stufen erreichbare Aussichtsplattform. Diese liegt auf der Höhe des sogenannten Drachenschwanzes, von dem der Blick auf die Nordwestseite des Goetheanums möglich ist. Zur Gestaltung der Hügellandschaft wurde der Aushub des Goetheanums verwendet.
Für die Bepflanzung der Anlage um das Goetheanum gab Steiner die Anweisung aus, dass möglichst schlichte und billige Pflanzen und Bäume zu verwenden seien. Bis heute ist der Garten grösstenteils eine Streuobstwiese. Einige Teile sind mit Immergrün und Ligusterhecken bepflanzt. Sowohl die gartenarchitektonische Gestaltung des rund 45'000 Quadratmeter grossen Geländes wie auch seine Bepflanzung wählte Steiner so aus, dass die hauptsächliche Aufmerksamkeit auf das Goetheanum gelenkt wird. Westlich des Goetheanums verläuft eine breite Allee, an der Sitzbänke und alle acht Meter Wegsteine von 77 und 125 Zentimeter Höhe aufgestellt sind. Die Allee sei ein «Promenierweg» für diejenigen, «die aus dem Bau heraustreten, aber gleichsam noch in seinem vollen Ausstrahlungsbereich verbleiben wollen» – so Bernardo Gut zur Gestaltung.

#### Landschaftspark
Der Landschaftspark am Goetheanum wurde 1954, nach Steiners nur teilweise umgesetzten Gartenkonzepten, vom anthroposophischen Gartenarchitekten Max Karl Schwarz (1895–1963) aus Worpswede neu gestaltet und angelegt. Max Karl Schwarz war einer der bedeutendsten Pioniere des biologisch-dynamischen Gartenbaus und Architekt des ersten anthroposophischen Siedlungsprojekts Loheland bei Fulda sowie Erfinder verschiedener Kompostiermethoden. Er begann mit der Pflege des in der Schweiz bereits ausgestorbenen Rätischen Grauviehs und führte die bis heute bestehende biologisch-dynamische Bewirtschaftung des Landschaftsparks am Goetheanum ein, die genau auf die kleine und langlebige Rindersorte abgestimmt wurde. Dies hat er auch in seinen bekannten Gärtnerhofkonzepten für die Selbstversorgung von Familien und Gemeinschaften vielfach veröffentlicht und umgesetzt.

#### Heizhaus

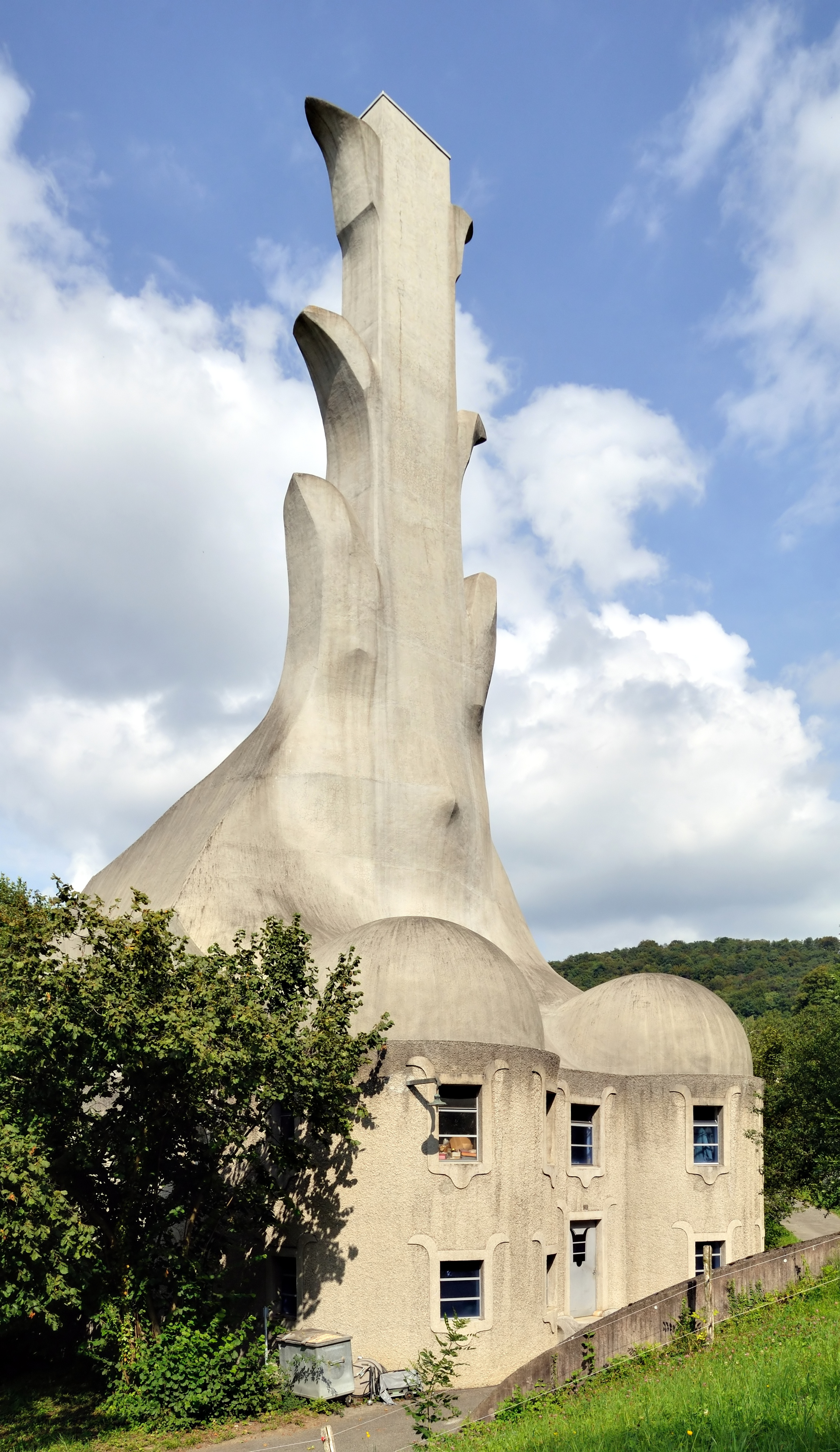
Das Heizhaus dient der Wärmeversorgung des Goetheanums.

Das 1915 errichtete Heizgebäude, das erste in Beton errichtete Bauwerk dieses Ensembles, gehört zu den auffälligsten Bauten um das Goetheanum. Dem zweigeschossigen Unterbau mit Fenstern in jeder Etage setzt sich ein skulptural geformter Oberbau auf, der durch seine Formgebung an eine Sphinx erinnert. Der Schornstein ist hinter einem verästelten, baumartigen Gebilde kaschiert. Der Rauch teilt sich nach Steiners Ansicht in einen physischen und einen ätherischen Teil auf; der physische wird durch den Schlot repräsentiert, der ätherische durch seine seitlich entweichenden Verästelungen. Das am nördlichen Rand des Hügels befindliche Heizhaus dient bis heute der Wärmeversorgung. Allerdings wurde Anfang der 1990er Jahre die ursprüngliche Kohleheizung durch ein gasbetriebenes Blockheizkraftwerk ersetzt. Damit wurde es möglich, noch 15 weitere Gebäude zu beheizen. Das Heizhaus, das über einen unterirdisch begehbaren Tunnel mit dem Goetheanum verbunden ist, produziert rund 250 kW Wärme und 190 kW Elektrizität.

#### Transformatorhaus
Ein weiterer bemerkenswerter Zweckbau ist das an einer Strassenkreuzung stehende Transformatorenhäuschen im Südwesten des Hügels. Das von Rudolf Steiner entworfene und im Jahr 1921 erbaute Bauwerk fällt durch seine in alle Himmelsrichtungen reichenden kubischen Auskragungen mit Satteldächern auf. An seinen Giebelseiten zweigten die Freileitungen ab. Es wird heute vom örtlichen Elektrizitätswerk betrieben und dient damit nach wie vor der öffentlichen Stromversorgung. Ob Steiner bei der örtlichen Trennung von Transformator- und Heizhaus vom Goetheanum an Sicherheitsaspekte dachte, ist unbekannt. Er verstand Technik als «ahrimanisch-dämonische Kraft», die mittels «wesensgemässer» Architektur zu offenbaren sei, um ihre negativen Kräfte unschädlich zu machen. Auf derselben Kreuzung gegenüber vom Trafohaus steht das als Speisehaus bezeichnete Gebäude. Es dient als Café, Restaurant, Boutique und Bäckerei.

#### Schreinerei und Hochatelier

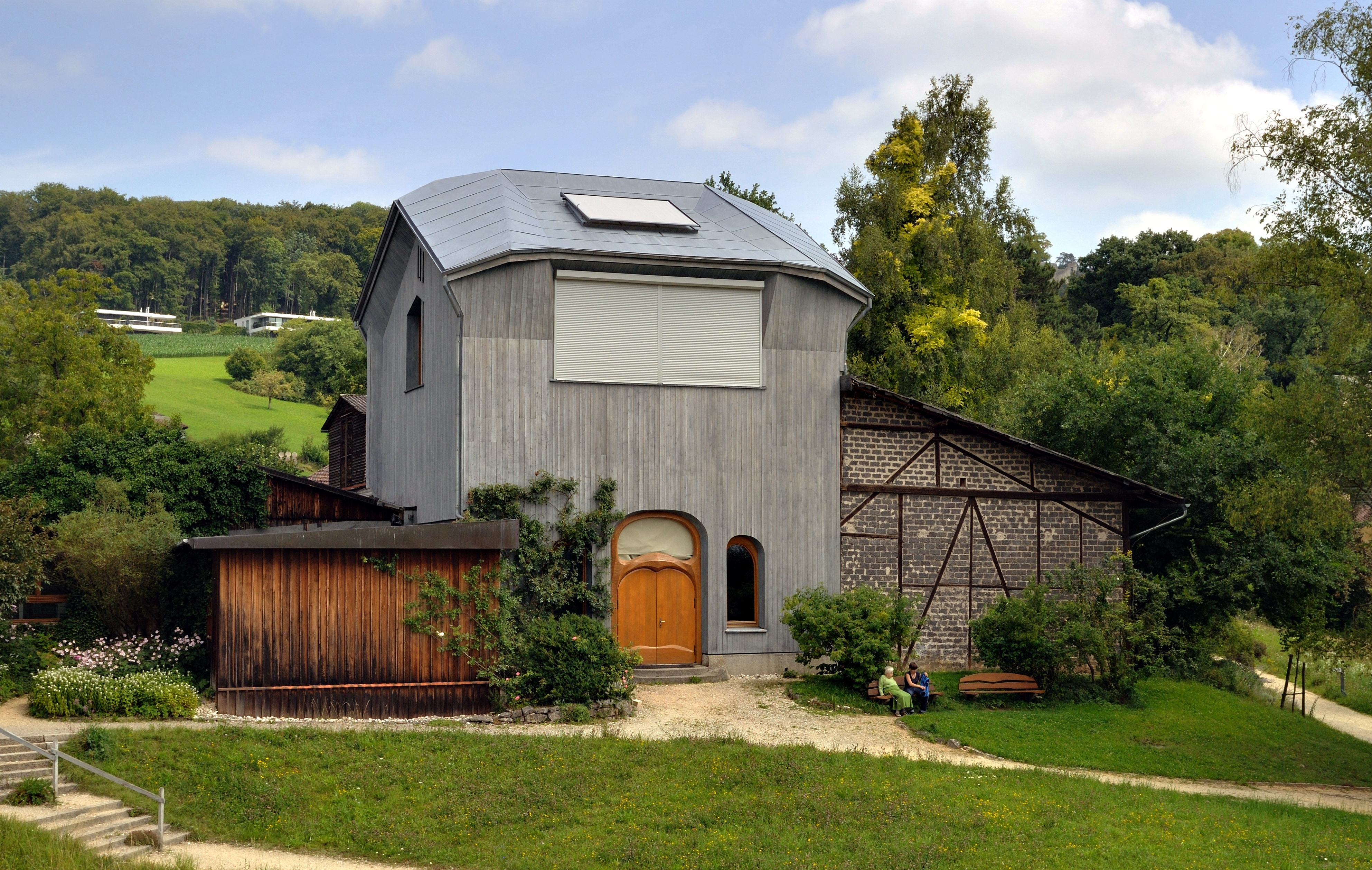
Hochatelier

Südöstlich des Goetheanums befindet sich die Schreinerei von 1913. Sie ist ein einfaches, holzverschaltes Gebäude und war während des Baus des ersten wie des zweiten Goetheanums Arbeitsplatz der Zimmerei, aber auch Ort für kulturelle Veranstaltungen wie Vorträge und Aufführungen. Das Gebäude war als Provisorium für die Schreiner- und Zimmerarbeiten des ersten Goetheanums errichtet worden. Das barackenähnliche Gebäude, ursprünglich ohne Fundamente, nimmt heute eine Fläche von 2800 Quadratmetern ein. Es diente in der Zeit, als das Goetheanum noch nicht fertig gestellt war, und dann bis heute, für Proben und als Vortragssaal. Der baufällige Schreinereikomplex, zu dem auch das Hochatelier gehört, wurde in den 1980er Jahren ausgebaut und saniert. Dazu erhielten die Bauten auch Fundamente unter ihre Holzkonstruktion. Das neben dem Hochatelier gelegene Arbeitsatelier von Rudolf Steiner wurde ab Oktober 1924 zu seinem Krankenzimmer. In ihm verbrachte er seine letzten sechs Monate und dort starb er am 30. März 1925.

#### Glashaus

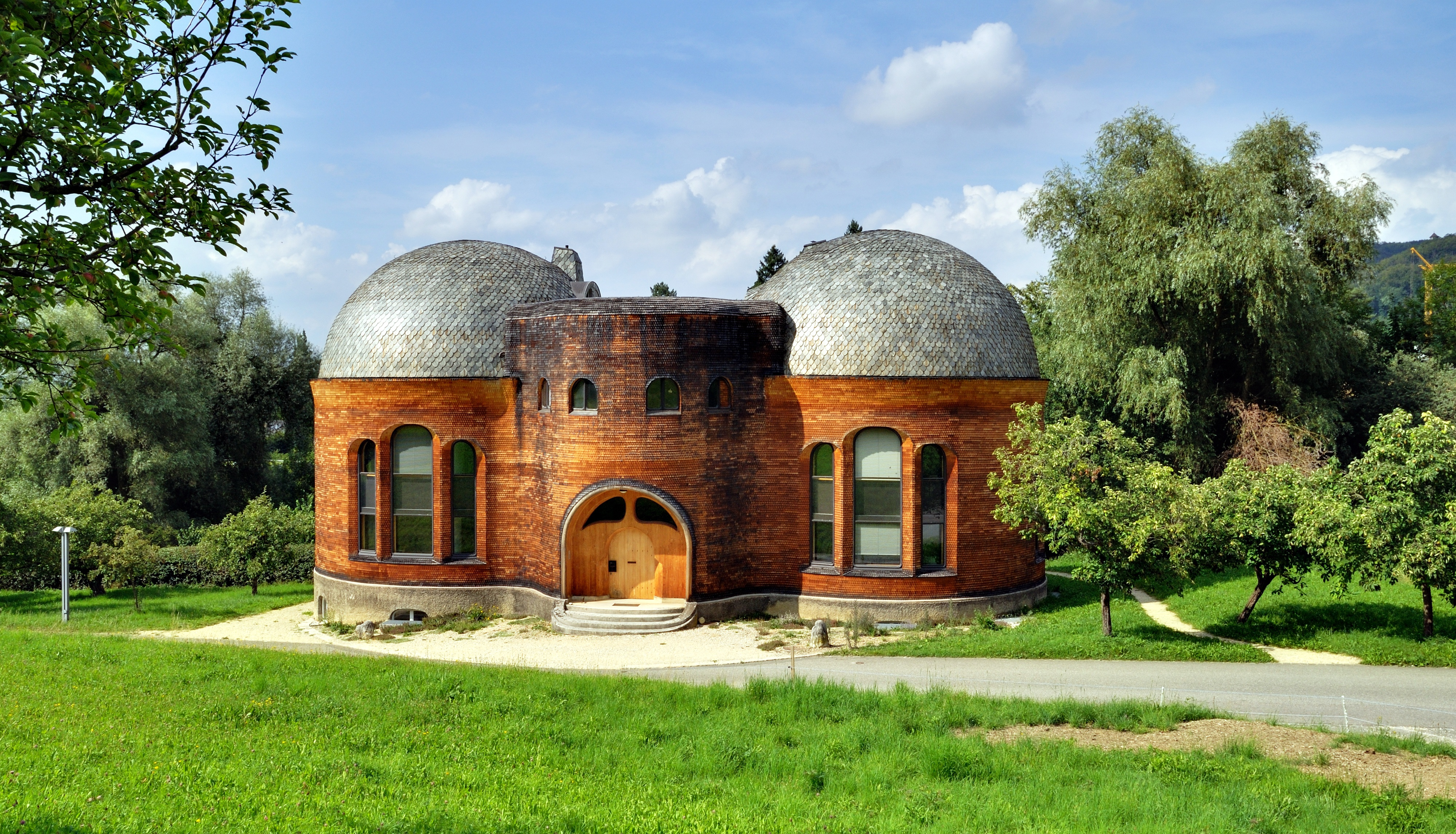
Das Glashaus

Das ebenfalls 1914 erbaute Glashaus oder Glasatelier besteht aus zwei getrennten zylinderförmigen Baukörpern mit separaten Kuppeldächern. Zwischen den Zylindern befindet sich auf dem Dach des Mittelbaus ein Balkon, der von beiden mit Schindeln bedeckten Kuppeln aus begehbar ist. Das Glashaus wurde zur Bearbeitung der im Goetheanum eingebauten Fenster eingerichtet.
Heute dient es der «Naturwissenschaftlichen Sektion» und der «Sektion für Landwirtschaft» der Freien Hochschule für Geisteswissenschaft. Die Westkuppel beherbergt einen Seminarraum, in der Ostkuppel ist eine Bibliothek untergebracht und im unteren Stockwerk sind Werkstätten und Büroräume. Das Holzhaus erinnert durch seine Form entfernt an den ersten Goetheanum-Bau.

#### Haus Duldeck

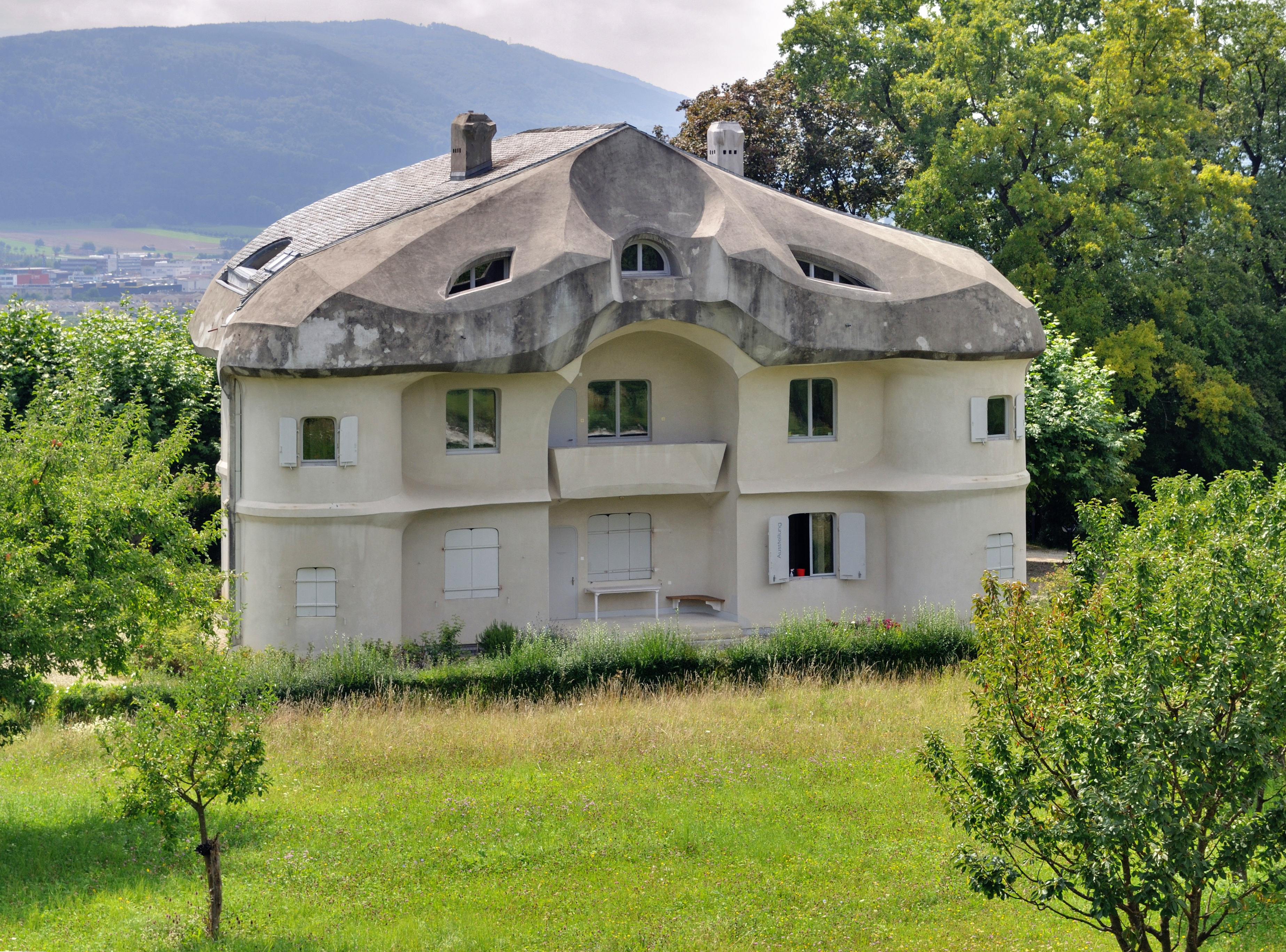
Haus Duldeck

Westlich des Goetheanums und unweit des Fussweges, der als Zentralachse zur Westfassade führt, steht am Hügelrand an einem kleinen runden Platz das 1915 aus Beton erbaute Haus Duldeck, in dem seit 2002 das Rudolf-Steiner-Archiv untergebracht ist. Das zweigeschossige Haus, das ebenfalls Zimmer beherbergt, wird von einem Gurtgesims, Pilastern und geschwungenem Gebälk gegliedert und hat ein stark modelliertes Dach.

#### Haus Friedwart
Das Haus Friedwart liegt nordwestlich, direkt unterhalb des Goetheanums. Es wurde nach Entwürfen von Rudolf Steiner vom Architekten Paul Johann Bay (1891–1952) erstellt. Das Gebäude, ursprünglich als Wohnhaus konzipiert, wurde 1921 der anthroposophischen Bewegung zur Verfügung gestellt. Nach verschiedenen Sekretariaten anthroposophischer Einrichtungen beherbergte es die «Fortbildungsschule am Goetheanum», die erste Schule in der Schweiz auf Grundlage der Waldorfpädagogik. Heute wird das Haus Friedwart als Hotel garni mit 23 Betten betrieben.

#### Rudolf-Steiner-Halde

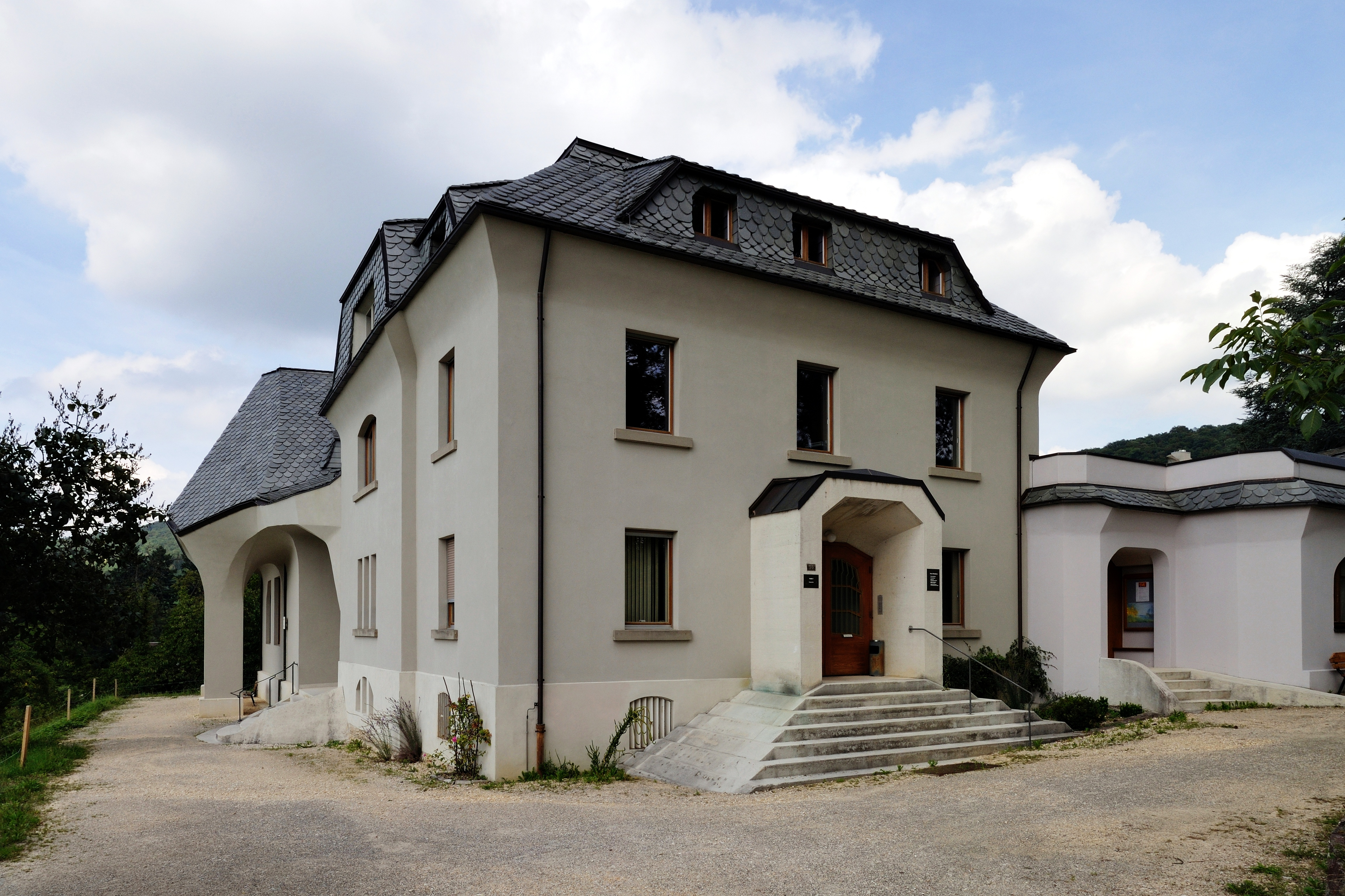
Rudolf-Steiner-Halde (ehemals: Haus Brodbeck)

Zwischen Goetheanum und Haus Friedwart befindet sich auf halber Höhe die Rudolf-Steiner-Halde. Die architektonische Besonderheit des Gebäudes, das vor dem Umbau «Haus Brodbeck» hiess und als Sommerresidenz 1905 erstellt worden war, ist ein von Rudolf Steiner entworfener und 1923 kurz vor dem zweiten Goetheanum erstellter nördlicher Anbau. Er diente insbesondere im Hinblick auf die Verwendung des Sichtbetons als Versuchsbau für das bevorstehende Neubauprojekt. Der Anbau diente zunächst als Eurythmeum und wurde damals so bezeichnet. Die ganze Rudolf-Steiner-Halde wurde 2003/2004 grundlegend saniert. Heute wird es vor allem für Tagungen genutzt. In ihm sind die «Sektion für Schöne Wissenschaften», die «Sektion für redende und musizierende Künste», die Finanzabteilung und das Puppentheater untergebracht.

#### Gedenkhain mit Urnenfriedhof

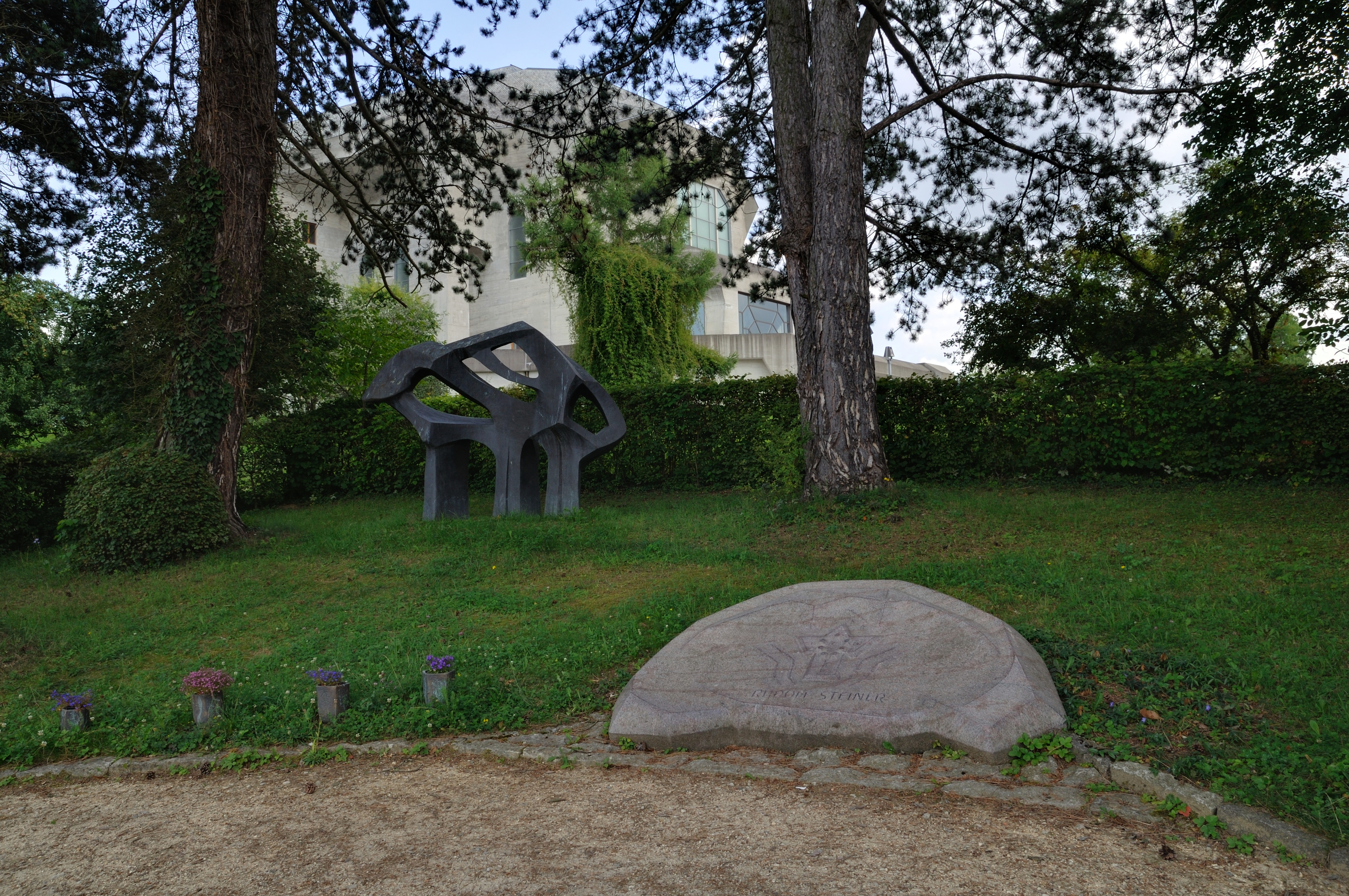
Steiners Grabmal im Gedenkhain des Goetheanums

Benachbart zur Rudolf-Steiner-Halde befindet sich der Gedenkhain, in dem die Urnen von Personen beigesetzt sind, die sich mit der anthroposophischen Bewegung verbunden fühlten.
So ruht hier die Asche Rudolf Steiners, seiner zweiten Ehefrau Marie von Sivers sowie die des Dichters und Schriftstellers Christian Morgenstern, der eine besondere geistige Zusammengehörigkeit zu Steiner empfand. Nach dem Tod Steiners 1925 war die Urne mit seiner Asche zunächst in seinem Arbeits- und Sterbezimmer aufbewahrt worden. 1935 wurde im Goetheanum ein kleiner «Urnenraum» eingerichtet, der die Urnen Steiners sowie einiger seiner Mitarbeiter enthielt. Im Laufe der Jahre kamen weitere Urnen hinzu, ehe gegen Ende des 20. Jahrhunderts der Entschluss gefasst wurde, die Urnen im Park des Goetheanum beizusetzen.
Im Zuge dieses Vorhabens wurde die erste Hälfte der Urnen in den frühen Morgenstunden des 10. November 1989, noch vor Sonnenaufgang, im Kiefernhain zwischen dem Goetheanum und Rudolf-Steiner-Halde beigesetzt. Am 29. November 1990 wurde in den frühen Morgenstunden der zweite Teil der bis dahin im Goetheanum befindlichen Urnen im Gedenkhain der Erde übergeben. In beiden Fällen wurden die Urnen, die zumeist aus Kupfer bestanden, vor der Bestattung durch Holzbehälter ersetzt, um der Erde eine baldige Verbindung mit der Asche zu ermöglichen. Mit der Beisetzung der Asche Rudolf Steiners am 3. November 1992 in Anwesenheit des Vorstandes der Allgemeinen Anthroposophischen Gesellschaft und einer Feier am 21. November 1992 wurde die Bestattung aller Urnen aus dem Goetheanum im Gedenkhain abgeschlossen.

#### Eurythmiehäuser
Die drei Eurythmiehäuser südlich des Goetheanums entstanden im Jahr 1920. Die von Edith Maryon entworfenen Wohnhäuser sollten Mitarbeitern des Goetheanums mit minimalem Einkommen Wohnraum zur Verfügung stellen.

#### Haus de Jaager
Ebenfalls südlich steht das 1921 entstandene Haus de Jaager, das sowohl als Wohnhaus wie als Atelier diente. Es ist nach dem belgischen Bildhauer Jaques de Jaager benannt, der in diesem Haus wohnte und seine Werke ausstellte. Der von Steiner gemachte Entwurf zu diesem Haus wurde vom Architekten Paul Bay umgesetzt. Das kantige und winklige Bauwerk nahm einerseits die heutige Form des zweiten Goetheanums etwas vorweg; es zitiert aber auch andererseits in abgewandelter Form die Doppelkuppel des ersten Goetheanums. Der als Atelier genutzte Baukörper richtet sich gegenüber den anderen als Wohnung genutzten Gebäudeteilen auf, die sich um den Atelierbau herum an drei Seiten angliedern.

## Nutzung

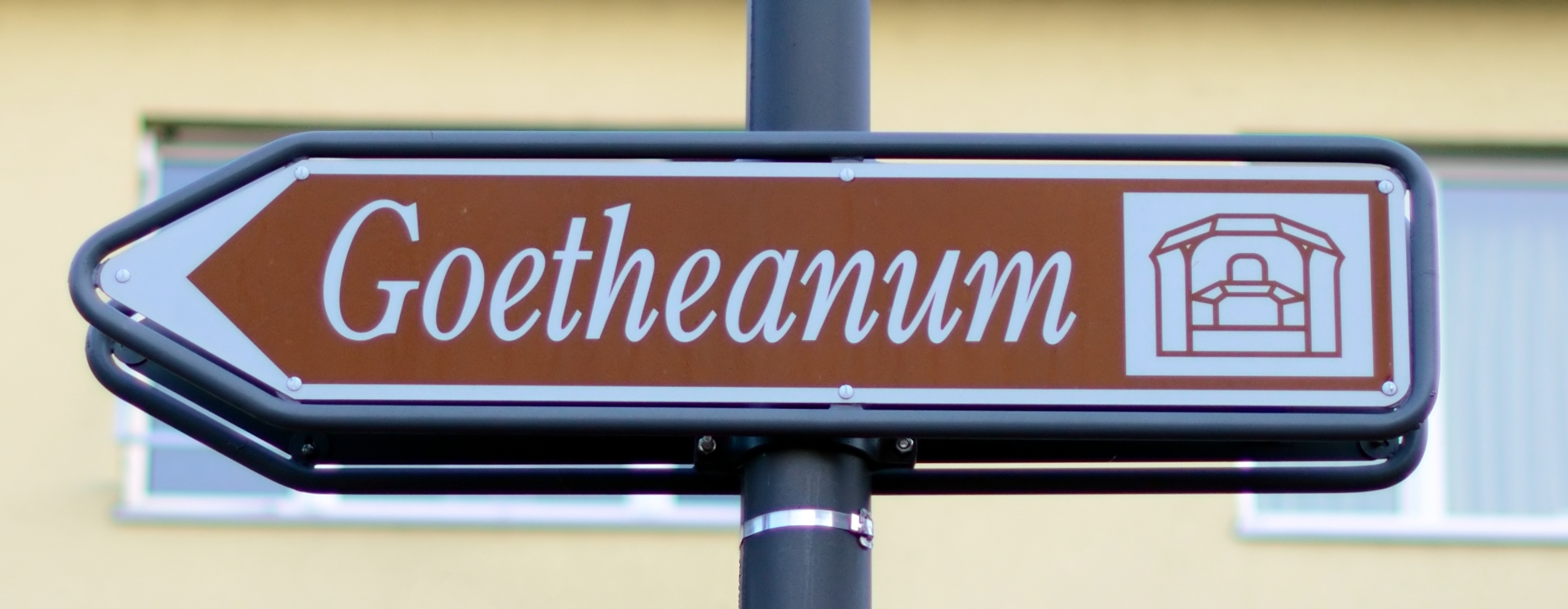
Wegweiser zum Goetheanum

Das Goetheanum versteht sich als Tagungs-, Kultur- und Theaterbau und nicht als Kirche. Daher existierten keine kirchlichen Räume oder Meditationszimmer. Regelmässig finden Kunstausstellungen in den Räumen des Goetheanums statt. Auf dem «Goetheanum-Campus» arbeiten rund 250 Personen. Jährlich besuchen rund 150'000 Menschen das Goetheanum. Rund 800 Kolloquien, Tagungen und Kurse finden pro Jahr statt. Eigentümerin des Gebäudes ist die Allgemeine Anthroposophische Gesellschaft. Wirtschaftlich wird das Gebäude im Wesentlichen unterhalten durch Veranstaltungseinnahmen sowie Mitgliedsbeiträge und Spenden der circa 46'000 Mitglieder.

### Kultur und Wissenschaft

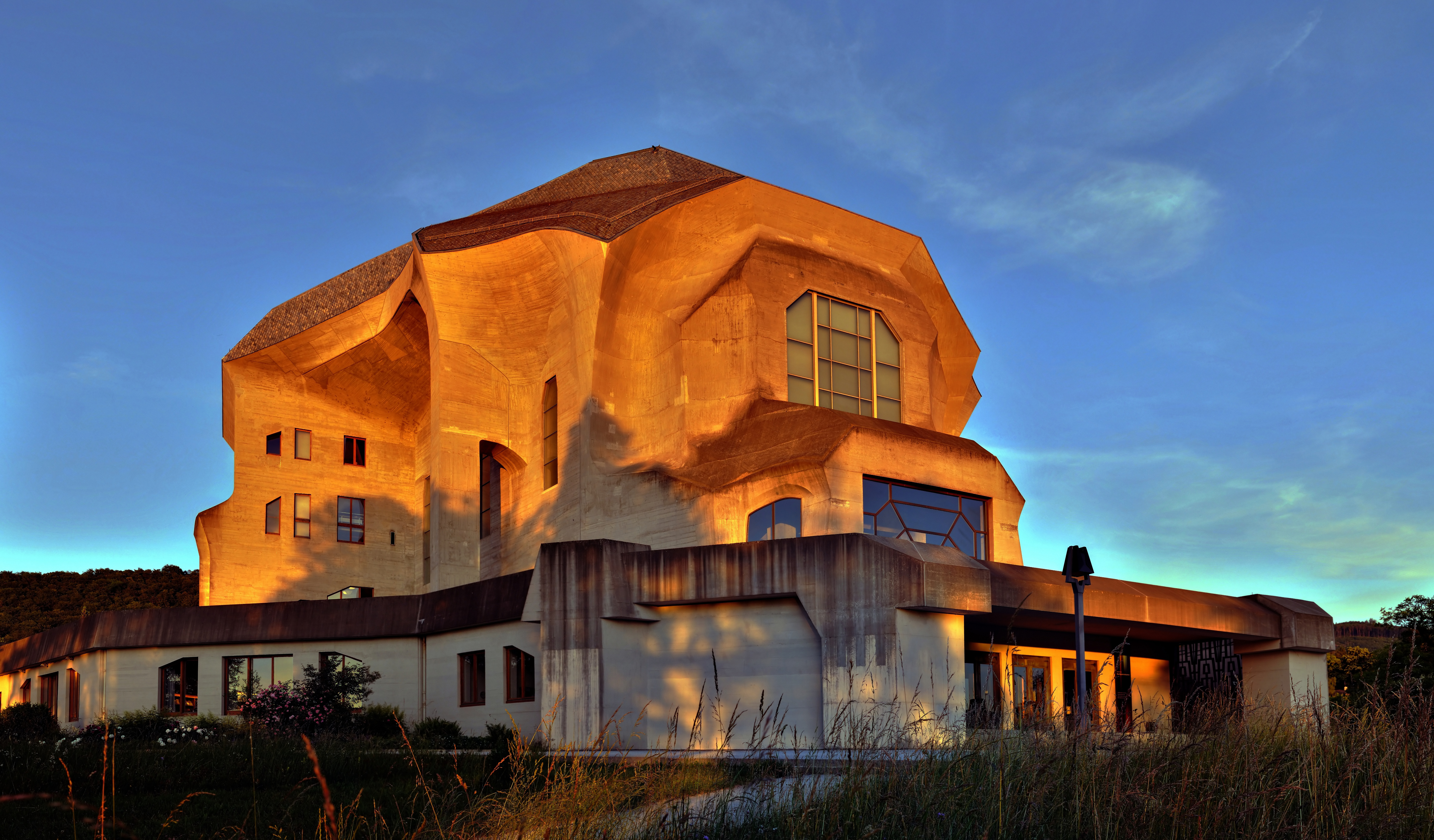
Ansicht von Nordwesten bei Sonnenuntergang

Auf der Bühne des Goetheanums werden regelmässig Faust-Aufführungen dargeboten. Bereits im ersten Goetheanum wurden Szenen aus Goethes Faust gezeigt, sogar noch am Abend vor dem grossen Brand. Die Aufführungspraxis wurde im zweiten Goetheanum kurz nach der Eröffnung fortgesetzt. 1937 reiste das Goetheanum-Ensemble gar als offiziellen Beitrag der Schweiz mit Faust-Szenen zur Weltfachausstellung in Paris. 1938 wurden, zum ersten Mal weltweit, 106 Jahre nach Veröffentlichung des Werkes, das lange als unspielbar galt, beide Teile von Goethes Faust in einer sieben Tage dauernden Mammut-Inszenierung dargeboten (→ Liste wichtiger Faust-Inszenierungen). Die Aufführungen inszenierte Rudolf Steiners Witwe, die Schauspielerin Marie Steiner von Sivers. Festspiele mit Komplett-Aufführungen von Faust I und II wurden seitdem fortgesetzt. Auch 2015–2017 wurde wiederum der Faust I &II ungekürzt gesamthaft aufgeführt womit die vorletzte Inszenierung aus 2004 abgelöst wurde.
Die zweite ebenfalls meist festspielartig organisierte Nutzung des grossen Saales betrifft Aufführungen der vier Mysteriendramen Steiners. Meistens in fortgeschriebener Tradition seit den Uraufführungen in München und seit der Eröffnung des zweiten Goetheanums erfolgen die Aufführungen umrahmt von erklärenden Vorträgen und (künstlerischen) Kursangeboten. Zuschauer brauchen Ausdauer und Geduld bei einer Gesamtspielzeit von etwa 25 Stunden. Dennoch wird oft vor ausverkauftem Haus (knapp 1000 Plätze) gespielt. 2012 wurden drei Aufführungszyklen gespielt. Der vor 100 Jahren von Steiner noch vor der Grundsteinlegung zu dem Donateur des Goetheanum Geländes Grossheintz gesprochene Satz «Wir haben schon an so etwas wie Bayreuth gedacht» hat sich als recht prophetisch bestätigt.
Das weitere Kulturprogramm beinhaltet Tagungen zu verschiedenen Themen aus Kultur und Wissenschaft, Konzerte, Eurythmie-, Oper- und Theateraufführungen, Besichtigungen, Führungen und Ausstellungen. Die letzten Jahrzehnte nahm die Nutzung als Kongresszentrum für die meist mehrsprachig abgehaltenen Jahres- und Weltkongresse aus den anthroposophisch inspirierten Lebensbereichen, wie Pädagogik (Waldorfpädagogik), Medizin (anthroposophische Medizin) und Landwirtschaft (biologisch-dynamische Landwirtschaft) deutlich zu. Die in der Anfangszeit des Goetheanums fast ausschliesslich europäisch geprägten Treffen sind, durch diese Entwicklung bedingt, deutlich internationaler geworden.

### Administration, Hochschule, Archiv
Das Goetheanum beherbergt eine Buchhandlung, die Redaktion der Zeitschrift Das Goetheanum, eine Eurythmieschule, einen Studiengang in Bildhauerei und bietet viele andere künstlerische Kurse an. Hier haben die Allgemeine Anthroposophische Gesellschaft und die Freie Hochschule für Geisteswissenschaft mit ihren elf Fachsektionen ihren Sitz. Die Allgemeine Anthroposophische Gesellschaft gilt als Dachverband der verschiedenen Landesgesellschaften, in denen allgemeine Zeit- und Lebensfragen in Studiengruppen und Lesekreisen erarbeitet werden. In der Freien Hochschule für Geisteswissenschaft werden zentrale Fragen der Anthroposophie erforscht. Hierzu gehören unter anderem die Bereiche Medizin, Pädagogik, Bildende Kunst und Sozialwissenschaften. Zum Goetheanum gehören ausserdem die in seiner unmittelbaren Nachbarschaft befindlichen Einrichtungen wie Gärtnerei, Restaurant und der Verlag am Goetheanum.
Im Ostteil des Bauwerks befindet sich eine anthroposophische Bibliothek mit über 110'000 Titeln, die vermutlich alle relevanten Schriften der Anthroposophie umfasst. Daneben beherbergt das Goetheanum ein Archiv mit rund vier Millionen Dokumenten, eine Kunstsammlung und das Planarchiv der Bauadministration mit über 8'000 architektonischen Plänen.

## Interpretation als Tempel
Betrachtet man die exponierte Lage, die Gestaltung des Bauwerks und die zentrale Rolle, die es für die Anthroposophen spielt, stellt sich unweigerlich die Frage, ob das Goetheanum nicht als Tempel angesehen werden kann. Die Anthroposophen selber vermeiden die Bezeichnung jedoch und sprechen insbesondere in moderner Literatur neutral von einem «Bau». Diese Einstellung gab es beim ersten Goetheanum noch nicht. Der den Anthroposophen nahestehende französische Schriftsteller Édouard Schuré meinte kurz nach Fertigstellung, dass «die architektonische Synthese des Baus […] den Charakter eines Tempels» aufweise. Der Erbauer des Malscher Modells Stockmeyer beschrieb in einem Aufsatz 1949 das Bauwerk gar als «erhabene Kultstätte» und Steiner selbst nahm vor Erstellung des Bauwerks 1911 dazu Stellung:

«In gewisser Beziehung sollen wir ja einen Tempel bauen, der zugleich, etwa wie dies in alten Mysterientempel waren, eine Lehrstätte ist. ‹Tempel› benennen wir immer im Laufe der Entwicklungsgeschichte der Menschheit alle die Kunstwerke, die dasjenige umschlossen, was den Menschen das Heiligste war.»

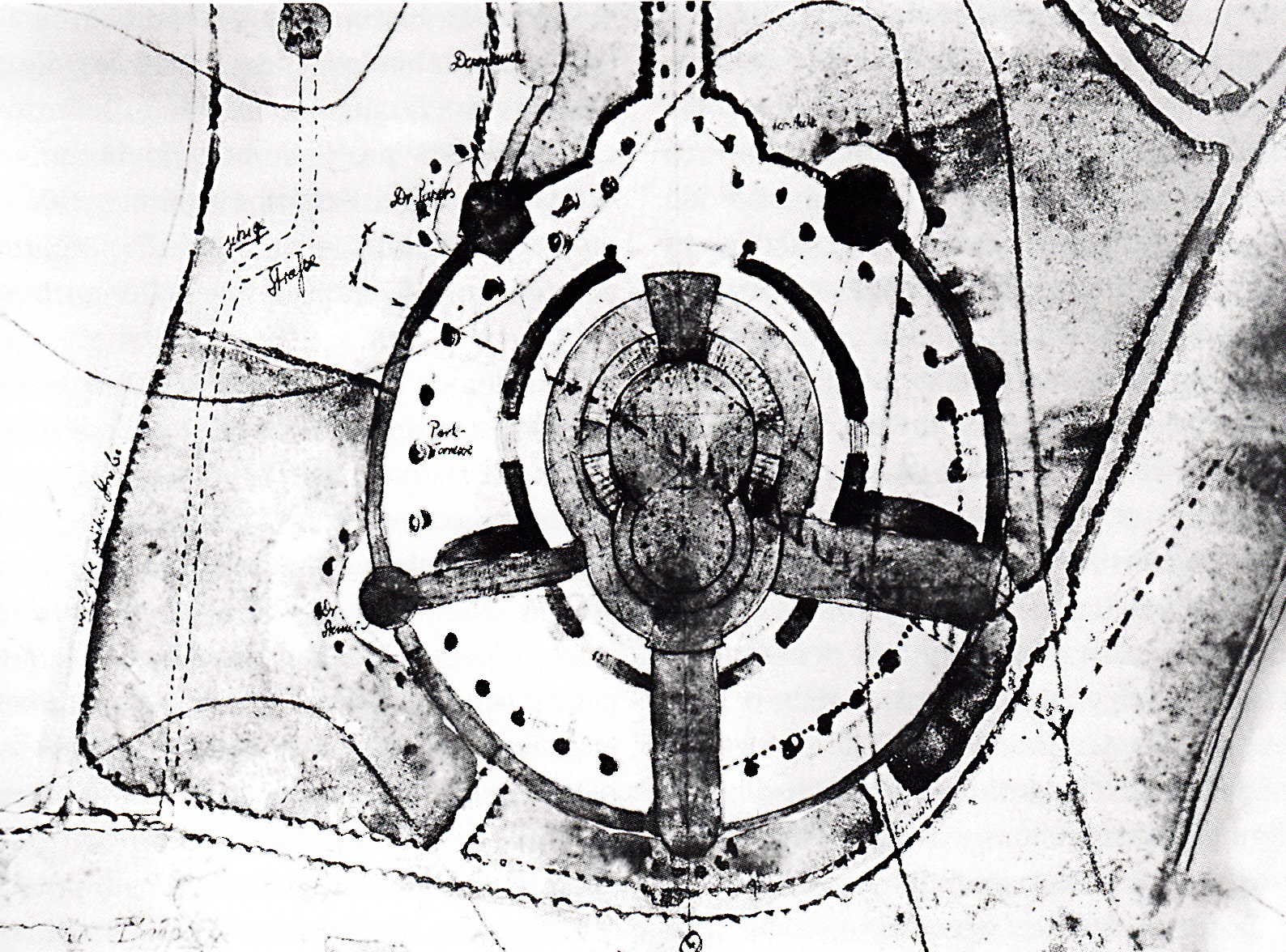
Geplante, aber nicht umgesetzte Geländegestaltung mit dem ersten Goetheanum im Zentrum und umliegenden Bauwerken in Pentagramm-Anordnung (1913)

Tatsächlich sprechen beim ersten Goetheanum viele Indizien für einen Tempelbau. Durch die besondere Topographie kam dem Bauwerk – durch die geringere Bebauung damals sogar noch stärker – eine beherrschende Stellung zu. Auch die aufwändige Landschaftsgestaltung, die exakte Ostung und die mystisch-zeremonielle Grundsteinlegung am 20. September 1913 vor ausgewählten Anwesenden bestärken den kultischen Charakter. Die ursprünglichen Planungen gingen sogar noch weiter: Man wollte rund um den Doppelkuppelbau eine Art Wall erbauen und sah drei zentral zulaufende Zufahrtsstrassen vor. Die Häuser in der unmittelbaren Umgebung zum Zentralbau sollten in Form eines Pentagramms angeordnet werden. Tatsächlich wurden diese Pläne nicht umgesetzt, da die naturgegebenen Voraussetzungen die Verwirklichung nicht zuliessen. Auch der Innenraum der Bühne und des Zuschauerraums wartet durch seine besondere Gestaltung mit Säulen und farbigen Glasfenstern mit sakralen Versatzstücken auf. Bereits die Grundsteinlegung selbst war durch ihre kurzfristige Ankündigung für einen auserwählten Kreis ein Datum, das einer kosmischen Konstellation folgte, und den Umstand, dass der Akt im Schein von Fackeln stattfand, mystisch-zeremoniell belegt. Aus all diesen Gründen kann das erste Goetheanum sehr wohl als Tempel angesehen werden.
Das zweite Goetheanum als unmittelbarer Nachfolger übernimmt Ostung und Lage des ersten Gebäudes, ist jedoch in seiner Gestaltung insgesamt sehr viel verhaltener. Durch die Konzeption mit verschiedenen Sälen und Räumen ist es bereits konzeptionell stärker auf die Funktionalität für die Freie Hochschule für Geisteswissenschaft ausgerichtet. Der mystisch-sakralen Assoziation waren Steiner und seine Anhänger sich wohl bewusst, sie war aber von ihnen nicht gewollt. Auch die Umbenennung des ersten Bauwerks von Johannesbau in Goetheanum sollte diesem Eindruck entgegenwirken. Eine Ambivalenz bleibt. Bei dem letzten Umbau des grossen Saales wurde intensiv über künstlerische Fragen gestritten. Man versäumte aber – so der Goetheanum-Analyst Ramon Brüll in einen Artikel über die derzeitige Finanzlage des Goetheanums – die Frage zu bearbeiten, ob man vorrangig eine Kultstätte, ein Theater oder ein Kongresszentrum bauen wolle. Widersprüchlich bleibt zudem, dass die für die Anthroposophen bedeutsame Figur des Menschheitsrepräsentanten wie eine Wächterfigur über den Eingang eines heute verwaisten Raumes im Goetheanum hinwegblickt, der bis 1993 als Kolumbarium unter anderem für die Urne mit der Asche Steiners diente.
Die nicht abreissende Diskussion über den Standort dieser Statue ist ein weiteres Element, das die Schlussfolgerung nahelegt, dass man sich auch intern im Goetheanum letztendlich uneinig ist, «wie viel Tempel» nun gewollt ist.

## Rezeption

### Architektonische Einordnung

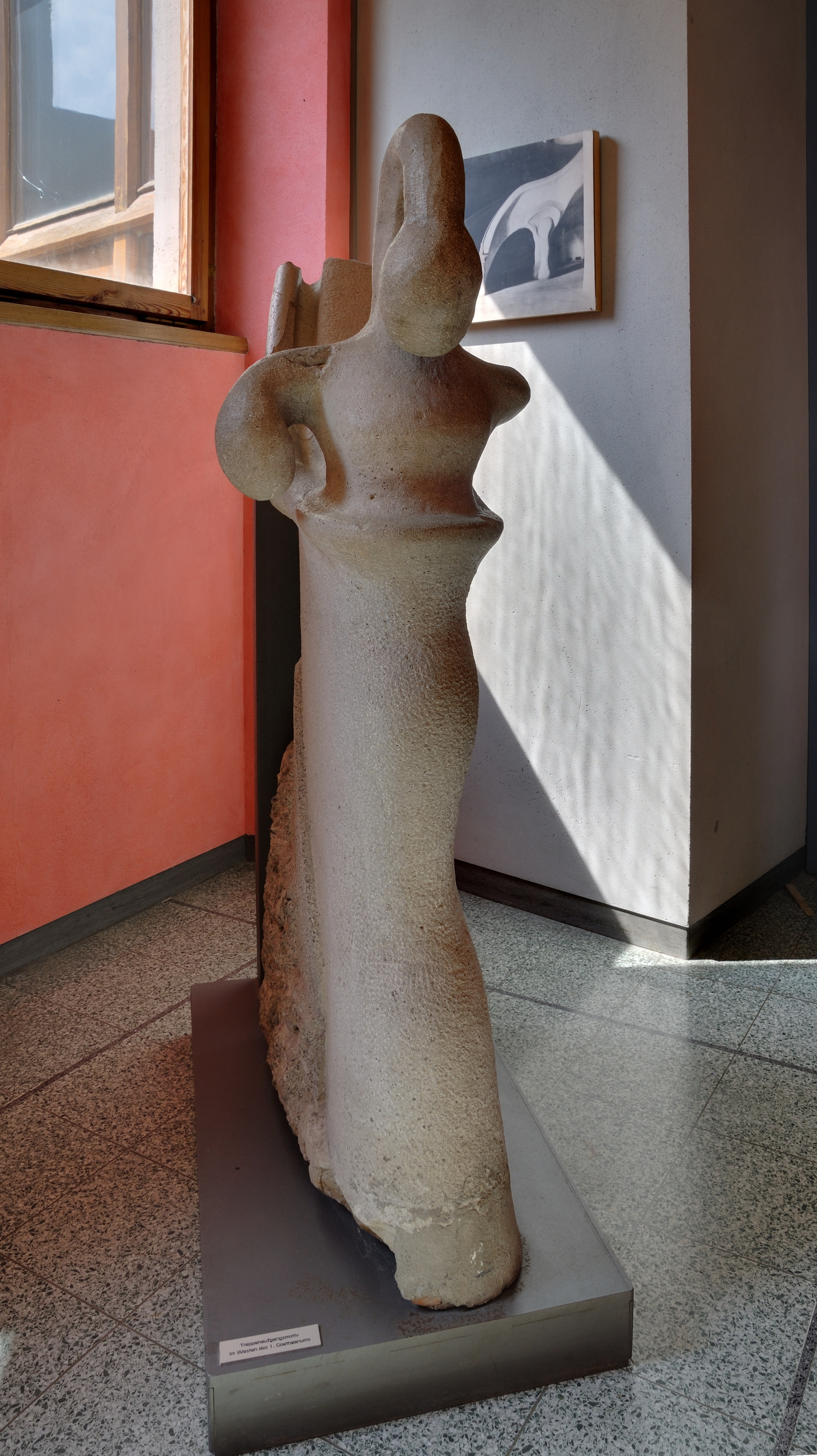
Erhalten gebliebener Jugendstil-Treppenhauspfosten des ersten Goetheanums

Bereits beim Bau des ersten Goetheanums rankten sich Mythen und Gerüchte um das von den Anthroposophen errichtete Bauwerk. Rudolf Steiner hatte bei der Grundsteinlegung zum ersten Bau zwei kupferne Dodekaeder von Max Benzinger anfertigen und eine Pergamentsurkunde einbetonieren lassen und die Hände über Kreuz gefaltet. Der Zuzug der Anthroposophen im Allgemeinen, die dann einsetzende monumentale Bauaktivität sowie die Elemente rosenkreuzerischer Zeremonie riefen bei Einheimischen Befremdung, Befürchtung oder gar Ablehnung hervor. Neben teils bizarr anmutenden Gerüchten wie beispielsweise, dass ein «buddhistisches Kloster» auf dem Hügel errichtet würde oder dass bei der Gründung des Bauwerks ein lebendiger Mensch begraben werde, gab es ernste Bemühungen, den Bauprozess über die Regierung in Solothurn zu stoppen. So unterschiedlich die Reaktionen auf das Wirken Rudolf Steiners und der Anthroposophischen Gesellschaft zwischen Bewunderung bis Ablehnung früher ausgefallen sind und bis heute umstritten bleiben, so unterschiedlich fällt die Bewertung des Goetheanums aus. Steiner selbst schrieb über den Johannesbau – wie das erste Goetheanum ursprünglich genannt wurde – er baue nicht auf eine geschichtlich überlieferte Kunstform auf und leugnete Bezüge zum Jugendstil und Expressionismus. Faktisch weist der Bau allerdings tatsächlich Parallelen zur Architektur um 1900 auf und hat praktisch keine Wurzeln in älteren Stilen. Besonders das Ostportal erinnerte an Fenster des Jugendstils. Auch die von Edith Maryon gestalteten Treppenpfosten in Form von Schwanenhälsen und der Betonunterbau zitieren diese Formensprache.
Das zweite Goetheanum, das Steiner selbst als eckig beschrieb, fand teilweise selbst im Kreis der Anthroposophen keinen Zuspruch. Den nur grob gegliederten Unterbau bezeichneten sie manchmal abfällig als «die Garage». Dass der Nachfolgebau als eine Art Trutzburg verstanden werden kann, ist im Kontext der Brandkatastrophe verständlich; sie sollte explizit «eine Art Schutz für den, der Geistiges in diesem Goetheanum sucht» bieten, paraphrasiert Hagen Biesantz Steiner. Um das zu verwirklichen, musste notgedrungen auf symbolische Formen des Vorgängerbaus verzichtet werden, was Steiner dazu brachte, den Bau als «viel primitiver» zu beschreiben, da man mit dem «spröden Betonmaterial» arbeiten müsse. Der Schweizer Heimatschutz sprach sich vehement gegen den Bau aus.
Die ästhetische Wahrnehmung insgesamt, aber auch die Einschätzung der architektonischen Bedeutung sowie seiner Klassifizierung fällt uneinheitlich aus. Der Anthroposoph Hagen Biesantz beschreibt das Bauwerk in der quasi-offiziösen Publikation als «festungsartigen Betonbau», ein Begriff, der sogar auf Steiner selbst zurückgeht. Dafür beschrieb der Architekturhistoriker und Nicht-Anthroposoph Wolfgang Pehnt das Bauwerk als «eine der einzigartigsten architekturplastischen Erfindungen, die das 20. Jahrhundert aufzuweisen hat». Das Äussere des singulären Bauwerks weise sogar den Geist des – in den 1920er Jahren noch nicht existierenden – funktionalen Brutalismus auf, während die kubischen Formen der Wandelhalle, die in den Jahren 1983 bis 1984 gestaltet wurden, postmoderne Formen zitierten. Deutlich kritischer äusserten sich die beiden italienischen Architekten Mario Brunato und Sandro Mendini, die in einem Beitrag in l’architectura 1960 Steiner zwar als grossen Expressionisten bezeichneten, der Meisterwerke schuf, aber letztlich der Moderne keine neuen Wege aufzeige.
Der japanische Architekturprofessor Imai Kenji, der Mitte der 1920er Jahre eine Studienreise durch Europa unternahm, besichtigte 1926 das noch unfertige Goetheanum. Er stellte, beeindruckt von der avantgardistischen Architektur von Walter Gropius, die Bauhaus-Bewegung, die er «Architektur des Zweckmässigen» nannte, der Steiner’schen gegenüber und beschrieb letztere als «Architektur der Ewigkeit». In diesem Bauwerk sah er die «Sonne des Friedens», die in Harmonie zum Menschen stehe, und appellierte an Architekten, das Goetheanum unbedingt zu besuchen und über sein Wesen und seinen Wert nachzudenken. Dennis Sharp fand gar, die Dornacher Bauten wiesen «erotische Züge» auf, die «vermutlich eine Naturnähe markierten». Sharp, der das Goetheanum als eine offene Skulptur bezeichnete, in der sich Menschen bewegen und einen neuen Sinn für das Dasein fänden, sah durch die zeitliche Betrachtung der beiden Goetheanum-Bauwerke einen Fortschritt Rudolf Steiners als Architekten. Hans Scharoun bezeichnete das Goetheanum sogar als eines der wichtigsten Bauwerke der ersten Hälfte des 20. Jahrhunderts.
So euphorisch und ergriffen sich manche Architekten über den Bau äusserten, so blieb er in manchen Publikationen, etwa dem damaligen Standardnachschlagewerk Penguin Dictionary of Architecture von Pevsner, Fleming und Honour, bis weit in die 1960er Jahre völlig unerwähnt. Das ist umso erstaunlicher, weil gerade in jener Zeit das Interesse an den Arbeiten von Gaudí und an bildhauerisch-monolithischen Bauwerken – mit ausgelöst durch die Fertigstellung der Berliner Philharmonie 1963 – wiedererwacht war. Als Grund für die ignorierende Haltung gegenüber Steiners Architektur nennt der Kunstwissenschaftler Reinhold Fäth, dass dieser in vieler Hinsicht eher als okkult denn als tatsächlicher Künstler wahrgenommen wurde. Dazu kommt, dass zur Urteilsbildung ein Einlesen in Steiners vierhundertbändige Gesamtausgabe nötig wäre und weitere Quellenmaterialien von anthroposophischen Autoren teilweise den wissenschaftlichen Anforderungen nicht genügen. Erst 1971 fand sich in der deutschen Ausgabe Lexikon der Weltarchitektur ein knapper Eintrag. Selbst in anthroposophischen Kreisen bleibt eine Klassifizierung des Goetheanums umstritten. Die Architektin Ilse Meissner-Reese schrieb 1965 in einem Beitrag zur Zeitschrift Progressive Architecture, dass die Einstufung in «Expressionismus» oder gar in den «deutschen Expressionismus» eine Einzwängung darstelle, da der Bau im eigentlichen Sinn völlig «unklassifizierbar» sei.
Die Schweizer Kunst-Journalistin Susann Sitzler beschrieb 2004 ihre Eindrücke vom Goetheanum so:

«[…] Dabei macht es das Gebäude unvorbereiteten Besuchern nicht leicht. Die äußere Würde verwandelt sich jenseits der Pforte in herrische Autorität. Klotzige Betonträger ragen schief in die Räume, asymmetrische Fenster lenken den Blick in den leeren Himmel, der Atem hallt merkwürdig in den düsteren Treppenhäusern. Alles ist riesig und klobig. […]
Beim Warten auf den Bus kann man den Betonkoloss noch einmal aus sicherer Distanz auf sich wirken lassen. Es ist eine strenge und gleichberechtigte Verbindung, die Masse und Körperlosigkeit miteinander eingehen. Geschaffen wurde sie zu einer Zeit, in der Beton als Baustoff noch nicht gebräuchlich war. Plötzlich ist die visionäre Kraft spürbar, die von diesem Ort einmal ausgegangen sein muss. In überwältigender Klarheit scheint das Gebäude plötzlich einen Gedanken auszudrücken: Die größte Freiheit und das größte Glück des Menschen liegen darin, denken zu können. So etwas kann ein Gebäude sagen? Einfach mittels gebogener Betonmauern? So etwas verstört den skeptischen Besucher.»

### Architektonische Einflüsse
Bauwerke aus Beton – und deren künstlerische Umsetzung wie bei der Kirche St-Jean de Montmartre – wurden bereits Jahrzehnte vor dem Bau des zweiten Goetheanums errichtet. Bereits in den Jahren 1920/1921 zeigte Walter Gropius mit seinem Denkmal der Märzgefallenen, dass plastische Formen und nicht-rechtwinklige Konstruktionen mit Eisenbeton durchaus möglich waren. Diese wurden besonders seit dem Bau des zweiten Goetheanums für die anthroposophische Architektur jedoch zum Dogma erhoben, auch wenn naturwüchsige Ornamentik bereits im Johannesbau anzutreffen war. Organisch geformte Architektur existierte jedoch schon vor Errichtung des ersten Goetheanums. Architekten wie Henry van de Velde mit dem Werkbund-Theater oder Bruno Taut mit dem Glashaus stellten schon 1914 in der Kölner Werkbundausstellung neuartige Formen vor.

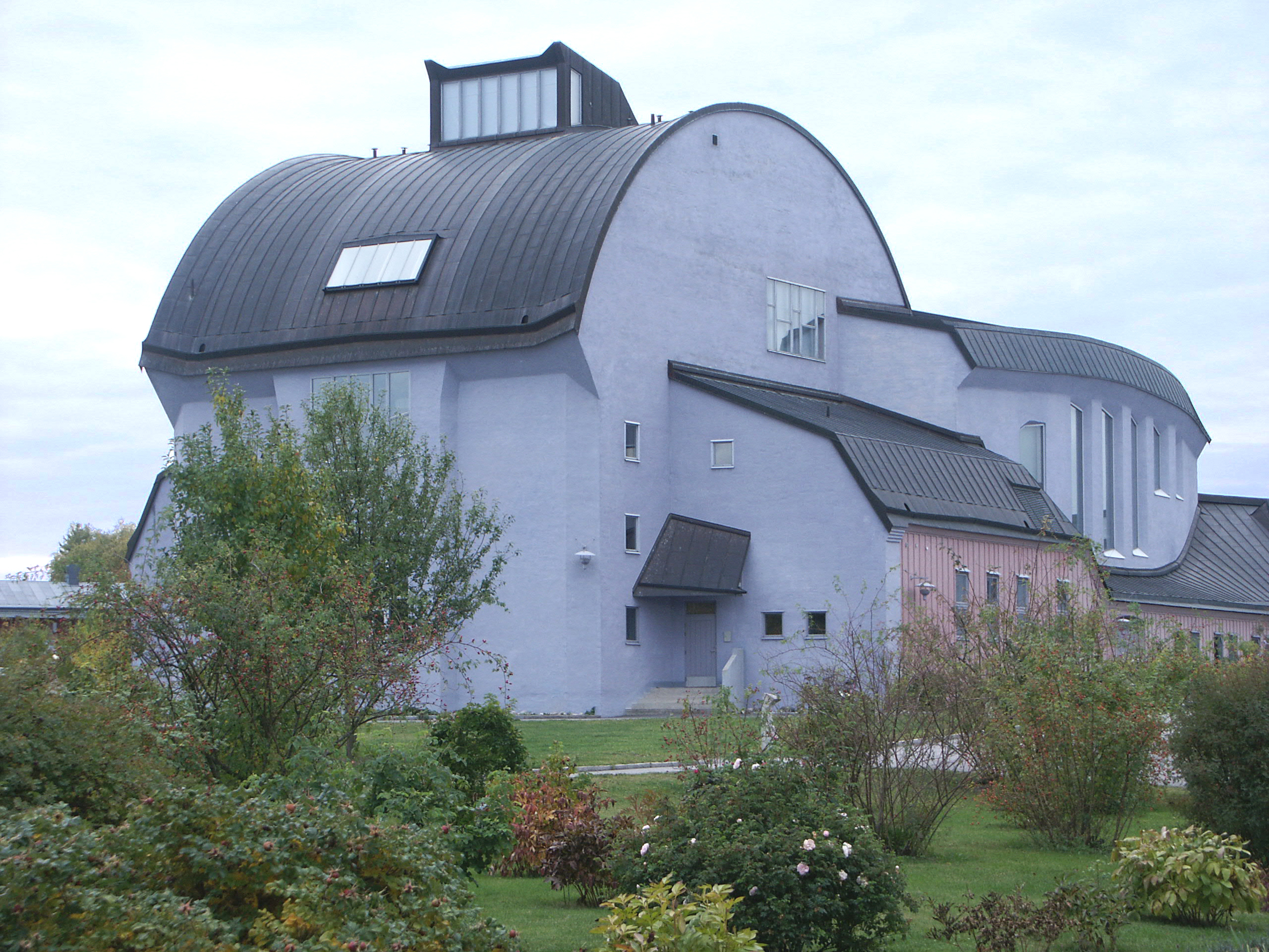
Kulturhaus im schwedischen Järna

Unbestritten ist, dass der Baustil des Goetheanums Vorbild für viele anthroposophische Bauwerke war, vor allem in Europa und Nordamerika. Zu den Bauwerken, deren Gestalt an die Formensprache angelehnt ist oder sie ausdrücklich zitiert, gehören typischerweise Krankenhäuser, Waldorfschulen und Kindergärten – weltweit sind es rund 1000 Schulen und 2000 Kindergärten. So gehört beispielsweise das Ende der 1960er Jahre eröffnete Gemeinschaftskrankenhaus Herdecke zu den grössten Bauwerken dieser Art. Auch der 1982 in Israel errichtete Kibbuz Harduf nahm sich die Kolonie auf dem Dornacher Hügel zum Vorbild. Sehr häufig lehnt sich die Architektur von Kirchen der Christengemeinschaft an die anthroposophische an. Hans Scharoun sprach bei seinem Entwurf der Johannes-Kirche in Bochum, die später von Gundolf Bockemühl nach dessen Vorbild ausgeführt wird, explizit von «goetheanischer» Formensprache. Aber auch dem nicht-anthroposophischen ungarischen Architekten Imre Makovecz stand Steiners Architektur Pate für seinen ersten Entwurf für das Kasino in Szigetvár 1985, welches die Doppelkuppel des ersten Goetheanums aufgreift.
Auswirkungen von Steiners Architekturimpulsen ausserhalb des anthroposophischen Kreises werden unter anderem bei Frank Lloyd Wright, Frank Gehry, Le Corbusier, Eero Saarinen und Santiago Calatrava gesehen. Inwieweit diese tatsächlich von Steiner beeinflusst wurden, bleibt jedoch strittig. Als der Ingenieur Ebbell-Staehelin 1927 Le Corbusier durch den noch nicht fertiggestellten Bau geführt hat, soll dieser gestaunt und sich tief beeindruckt gezeigt haben. Ebbell-Staehelin berichtete über die Zusammenkunft später: «Wenn so jemand etwas derartiges sieht, dann vergisst er es nicht so schnell. Ich glaube, er hat den Eindruck vom Goetheanum sein ganzes Leben hindurch getragen, und dann ist es später bei ihm wieder herausgekommen – in seiner Kapelle etwa.» Gemeint ist damit Corbusiers Betonkapelle Notre-Dame-du-Haut de Ronchamp in Frankreich. Der von 1917 bis 1921 errichtete, expressionistische Einsteinturm von Erich Mendelsohn mit seinen abgerundeten Ecken und runden Wandungen – nach dem ersten Goetheanum entstanden – steht diesem in Form und Art sehr nahe. In vergleichbarer Anlehnung kann das TWA-Terminal auf dem John F. Kennedy International Airport von Saarinen gesehen werden. Imai Kenji, der Steiners Arbeit genau studierte und in Japan publik machte, schuf mit seiner Okuma Erinnerungshalle und Tagungszentrum, Saga, West Japan, ein Gebäude, das unmittelbar die Formensprache des Goetheanums aufgreift.
Auch die Bezeichnung Rudolf Steiners als Architekt ist umstritten, da er für die Umsetzung seiner Ideen auf Hilfe von hauptberuflich tätigen Architekten angewiesen war. Die Pläne Steiners, die in der ersten Jahreshälfte 1924 vorgelegt wurden, konnten noch nicht als ausgereift bezeichnet werden. An der Verwirklichung der Pläne haben unter anderem der Architekturprofessor Ernst Fiechter, Hermann Ranzenberger (1891–1967) und Ernst Aisenpreis (1884–1949) mitgearbeitet; letzterer wirkte an der Baustelle als leitender Architekt mit. Die Idee der organischen Architektur, mit der sich das Bauwerk einerseits die Natur zum Vorbild nimmt und andererseits in sie eingebunden wird, teilt Steiner mit Hugo Häring und Hans Scharoun – beide versuchten mit ihrer Architektur, ein bestimmtes Weltbild zu vermitteln. Dennoch unterscheide sich Steiner von anderen Architekten durch seine dominant vorherrschende Weltanschauung, die als alleinige Quelle seines architektonischen Formwillens verstanden werde. Bemerkenswert bleibe jedoch seine schöpferische Fähigkeit, die allein schon in der Entwicklung vom ersten zum zweiten Goetheanum eine ausgeprägte Wandlung vollzogen habe und damit zwei sich deutlich unterscheidende Bauwerke geschaffen habe.
Die Kunsthistorikerin Sonja Ohlenschläger resümiert in ihrer Dissertation über das architektonische Werk Steiners, dass das Goetheanum und seine umgebenden Bauten einzigartig in ihrer Gestaltung waren und bleiben und mit anderen Bauwerken nicht zu vergleichen sind. Es werde nicht gelingen, eine direkte Verwandtschaft aufzuzeigen, allerdings lassen sich sehr wohl bestimmte «Patenschaften» zu bestimmten Bauwerken feststellen, die vor oder nach dem Goetheanum entstanden sind.

### Das Goetheanum in Kunst und Kultur
Seit 1921 erscheint die nach dem Bauwerk benannte Wochenzeitschrift Das Goetheanum. Die Zeitung, die in erster Linie soziale und kulturelle Fragen erörtert, ist gleichzeitig die einzige anthroposophische Zeitung mit wöchentlichem Erscheinungszyklus.
Der US-amerikanische Dichter Percy MacKaye war vom Bau des Goetheanums so beeindruckt, dass er 1938 ein Sonett darüber schrieb, in dem er die Form mit einem «Phönix-Feuer» verglich.
In Architekturausstellungen wird das Goetheanum öfter erwähnt und mit Modellen und anderen Exponaten ausgestellt. Prominent zum Beispiel im Liljevachs Konsthall in Stockholm 1980 in der Ausstellung Der unvollendete Funktionalismus.
Der renommierte Ausstellungsmacher Harald Szeemann gab dem Goetheanum einen zentralen Platz in seiner Ausstellung Der Hang zum Gesamtkunstwerk, die 1983 im Kunsthaus Zürich, in der Städtischen Kunsthalle in Düsseldorf und im Museum des 20. Jahrhunderts (MUMOK) in Wien vorgestellt wurde. Entsprechend heisst es in seinem Beitrag im Ausstellungskatalog:

«Im Hinblick auf Rudolf Steiners Lebenswerk müsste die Ausstellung heißen: der Hang zum und ein Gesamtkunstwerk. Die Überzeugung von Karma und Wiedergeburt erfüllt alle Impulse der geisteswissenschaftlichen Weltschau, der wir als sichtbares Mal das Goetheanum in Dornach, den organischen, lebendigen Bau verdanken.»

Das deutsche Reisemagazin Geo Spezial widmete dem Goetheanum in seinem ersten Themenheft Schweiz einen ausführlichen Artikel.
Im Jahr 2000 wurde im Taunus unweit von Frankfurt am Main ein Goetheanum-Arboretum gepflanzt, das den Grundriss des ersten Goetheanums im Massstab 1:1 abbildet. Anstelle der zwei mal sieben Säulen im grossen Saal, die paarweise aus jeweils verschiedenen Hölzern geschnitzt waren, wurden die entsprechenden Baumarten gepflanzt, zusätzlich Sträucher und Hecken. Die wachsende Langzeitplastik zeigt bereits heute (2012) sehr deutlich den Grundriss auf, wie Luftaufnahmen zeigen.
2010 wurde im Kunstmuseum Wolfsburg eine Ausstellung mit dem Titel Die Alchemie des Alltags eröffnet, in der der architektonische Impuls Steiners, speziell der Bau der beiden Goetheanum-Bauwerke, ausführlich thematisiert wurde. Die Ausstellung wurde anschliessend im Kunstmuseum Stuttgart, im Museum für angewandte Kunst in Wien und im Vitra Design Museum in Weil am Rhein gezeigt. Der Kurator der Ausstellung Mateo Kries äusserte sich zum Goetheanum in einem Interview anlässlich der Ausstellung:

«[…] In der zeitgenössischen Architektur ist Steiner ein Fixpunkt: Wer sich mit skulpturaler Architektur befasst, kommt am Goetheanum nicht vorbei. Die Abkapselung der Anthroposophie – ihre Versteinerung – hat erst nach Steiners Tod begonnen. Wir wollen ihn jetzt wieder ‹entsteinern› und allen zugänglich machen.»

Im Film wurde das Goetheanum als Bauwerk von Nicht-Anthroposophen selten rezipiert. Ausnahmen bilden Dokumentarfilme über die Anthroposophie und Rudolf Steiner oder Fernsehnachrichten mit anthroposophischem Bezug, in denen das Bauwerk öfter als Einlage oder Hintergrund gezeigt wird.
Steiners künstlerisches Schaffen insgesamt wurde indes von Künstlern wie Wassily Kandinsky, Piet Mondrian und Joseph Beuys aufgegriffen; letzterer berief sich wiederholt auf Steiners Schriften und reiste mehrfach zum Zentrum der Anthroposophen. Steiners und Beuys’ Arbeiten wurden öfter in gemeinsamen Ausstellungen gezeigt, so 1999 in der Ausstellung Richtkräfte für das 21. Jahrhundert im Kunsthaus Zürich oder auch 2007 in Australien. Das Kunstmuseum Wolfsburg präsentierte 2010 unter dem Titel Rudolf Steiner und die Kunst der Gegenwart eine Ausstellung mit Werken bedeutender Künstler wie Anish Kapoor, Olafur Eliasson, Mario Merz, Tony Cragg, Helmut Federle, Giuseppe Penone, Katharina Grosse, Carsten Nicolai und anderen, die sich von Steiner direkt oder indirekt inspirieren liessen. Anschliessend wurde sie in Stuttgart und Prag gezeigt. Der Bezug zum Bauwerk Goetheanum ist dort indirekt, allenfalls werden gestalterische Prinzipien des Goetheanumbaus wie Metamorphose oder Umstülpung aufgegriffen.
2012 wurde unter dem Titel: Dem Bau der Gemeinschaft eine Fotoausstellung im Schweizerischen Architekturmuseum in Basel gezeigt, wo unbekannt gebliebene Fotos des ersten Goetheanums von Gertrud von Heydebrand-Osthoff ausgestellt wurden.

## Film
- Rudolf Steiner und das Goetheanum in Dornach. ARD-Fernsehreihe Bilderbuch Deutschland, Aladin Film, München 2004, 80 Minuten.